# 石林彝族自治县
石林彝族自治县，简称石林县，原名路南彝族自治县，是中华人民共和国云南省的一个彝族自治县，位于昆明市的东南部，是昆明市下辖的一个远郊县，与曲靖市和红河哈尼族彝族自治州接壤。全县面积1,680平方公里，2021年户籍总人口25.58万人，其中少数民族占36.66%，彝族撒尼人是主要的原居民族。
石林县是云南省政府确定的解放战争时期革命老区县之一，在1956年实现民族区域自治，现辖有3街道、3镇和1乡共7个乡级行政区。撒尼人创造了绚丽多姿的民族文化，石林县拥有“歌舞之乡”、“摔跤之乡”等美誉，也是著名彝族叙事诗《阿诗玛》的故乡，彝族火把节被称为“东方狂欢节”。撒尼刺绣、摔跤、大三弦舞和《阿诗玛》被列入中国国家级非物质文化遗产，著名歌曲《远方的客人请你留下来》的创作地即为石林。
石林县是云南省重要的旅游县份，2017年接待游客650万人，县内的石林风景名胜区是世界自然遗产和国家5A级旅游景区，风景区面积占全县面积的五分之一以上。石林也是全国烤烟及奶山羊生产基地县，近年在花卉产业拥有较大发展，农业在自治县经济中占有重要地位。

## 词源
石林彝族自治县原名路南彞族自治县，常简称作路南县。“路南”作为地名始于元至元十二年（1275年）设立的路南州，取“中路三万户府之南”之意。1998年向国务院申报更名时，论证材料认为“路南”并非按方位得名，而是指原“路甸”人民为南宋遗民，属元朝四等人制中的“南人”，“路南”一词取义于“澄江路统治下的南人”，“路南”这一地名带有民族歧视烙印。
“路南”的彝语地名读作“鲁乃”，鲁为“石头”，乃为“黑色”，意即“长满了黑石头的地方”；彝语地名也作路甸，路为“城”，甸为“平坝”。南诏以前，石林一带的彝族先民形成了以血缘宗支为基础的部落，称为落蒙部（又作“洛濛部”），“落蒙”最初是部落首领的名字，后以人名为地名，在彝语里“落”意为虎，“蒙”是强悍威猛之意，“落蒙”一词即为“威猛的老虎”。

## 历史

### 史前至清末

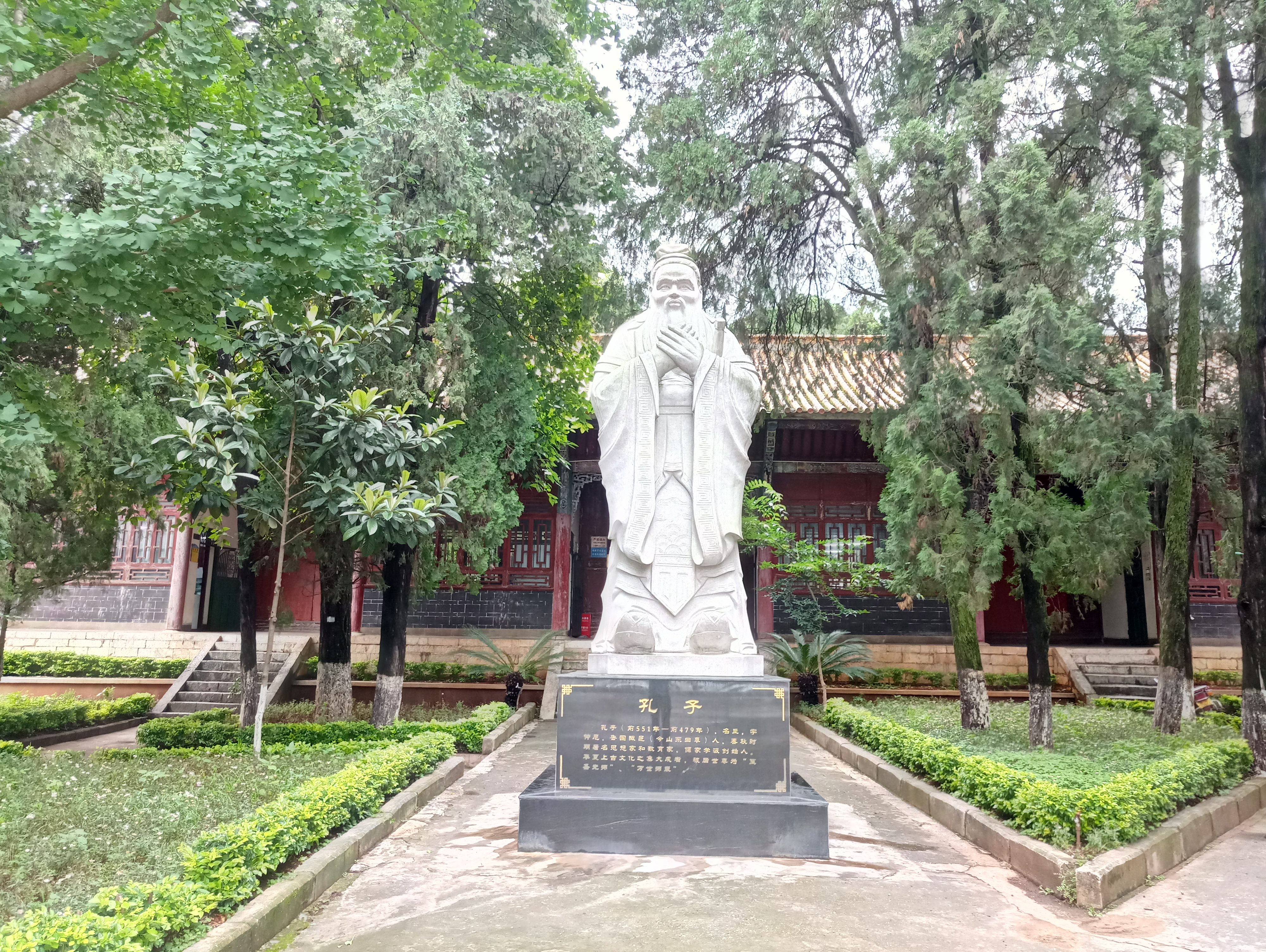
路南州文庙，始建于1556年

考古结果表明，早在80万年前石林就有人类繁衍生息。石林地区夏商时属梁州域，战国属楚、滇国域。西汉元鼎六年（前111年），汉王朝在云南地区始置郡县，石林属牂牁郡谈稿县（另一说益州郡律高县）。蜀汉时期诸葛亮南征，将石林地区纳入统治，仍设谈稿县，隶建宁郡。南朝梁陈后为爨部地，唐初隶南宁州泉麻县和陇堤县（后南宁州更名朗州），开元年间始现“路甸”一词。南诏和大理国时先后为拓东节度和善阐府落蒙部（落蒙部为黑爨部后裔）地，后期隶石城郡。落蒙部于公元742年在今石林学地山筑有“撒吕城”，为如今县城建城之伊始。元宪宗五年（1255年）设落蒙万户府（又作“洛濛万户府”），由大元帅兀良哈台领有，辖原落蒙、落温、师宗和弥勒四部地，实行土官制度。至元七年（1270年）落蒙与邻近的罗迦、末迷万户府合并为中路总管府，治落蒙。中路总管府在至元十三年（1276年）分为澂江路和曲靖路，落蒙部改为路南州，置土知州，土司为秦氏，领有邑市（今宜良县古城）、弥沙（今宜良县马街）二县，隶澂江路。至元二十四年（1287年）弥沙县并入邑市县，仍隶路南州。明洪武十五年（1382年），路南州随澂江路达鲁花赤降明，延续元建制，隶澂江府，同年设立云南前卫，路南为驻地之一；四年后设前卫屯军，路南州设三屯（路南屯、古城屯和邑市屯），自此大量内地汉人迁入石林。成化十三年（1477年），原土官病故，云南巡抚都御史委派流官知州，完成改土归流过渡。弘治三年（1490年）废邑市县，路南州不再辖县。清朝沿袭明制为路南州，隶迤东道澂江府，军事上属临元镇分防区，有把总一名。康熙四年（1665年），路南州以秦祖根为首参加反清统治的滇中起义，遭吴三桂镇压。康熙二十八年（1689年）取消明时的屯田制度，屯赋并入州内。清中前期的石林境内采铜业较发达，年产铜矿25万斤，占全省份额的十分之一。咸丰七年（1857年），赵发等人在风口坡（今属弥勒市）发动农民起义，隔年一度攻占路南城，起事三年后被清廷镇压扑灭。鸦片战争之后，清廷内政和外交失败，石林境内人民生活水平开始不断下降，由于长期战乱和同治年间的瘟疫，县境人口减少一半以上。

### 中华民国时期

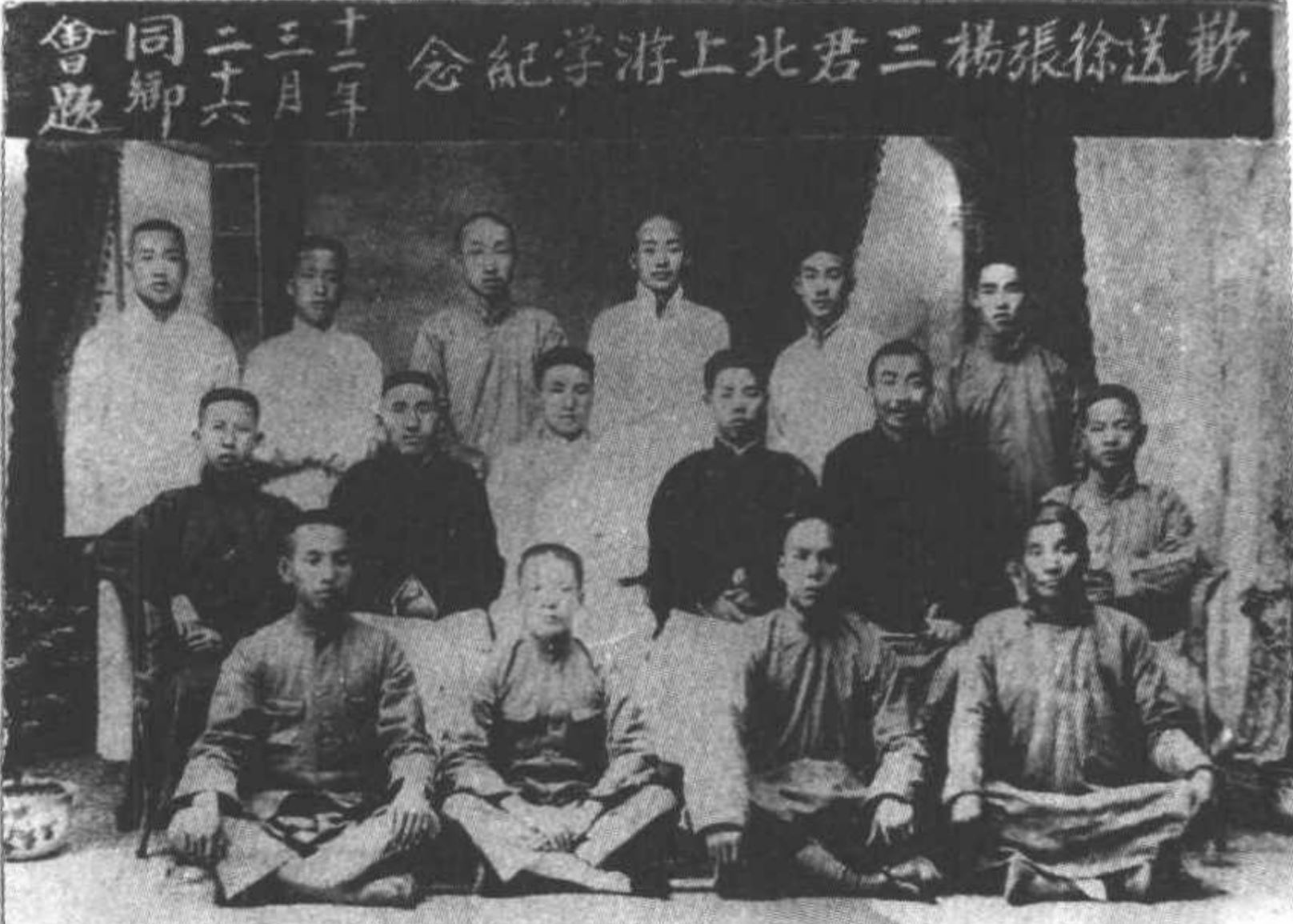
1923年徐景湖、张炽、杨一波北上留学前在路南的合影，他们是石林县最早的中共党员

民国2年（1913年）1月改路南州为路南县，北洋政府时期隶属于滇中道。民国16年（1927年）云南省废除道制，路南县由省政府直辖，民国35年（1946年）划归云南省第三行政督察区。民国17年（1928年），路南县公署改称路南县政府，知县改称县长。
民国12年（1923年），路南在京学生张炽等三人加入中国共产党，并于民国16年（1927年）被中共云南特别支部委派赴路南发展工作，成立“云南省妇女解放协会路南分会”、“路南县农民协会”等组织。民国19年（1930年），中国国民党开始筹建国民党路南县地方组织，次年1月1日成立“中国国民党云南省路南县党务指导委员会”，历经多次易名，到民国28年（1939年）改为“中国国民党云南省路南县党部”。民国34年（1945年），联大、云大、民青的中共地下党员共十五人组成“圭山少数民族服务队”进入圭山地区开展活动。1948年2月，共产党员在圭山成立“一支人民的军队”，是为云南最早的人民武装部队，朱家璧、张子斋、何现龙、杨福安等将领和政治人物曾在此领导工作，这支部队在成立后曾经攻克师宗县城。1948年11月，共产主义临时革命政权“圭山革命推进委员会”在雨胜村成立，标志圭山革命游击根据地的建成和巩固。
民国38年（1949年）1月，中共路南县工委在维则村成立，毕江任书记，后发起武装革命，相继占领南区、圭山区、北区等地。3月19日，朱家璧攻克弥勒县城，国民党弥勒专员杨立德逃往宜良，路南县长金亮臣跟随逃离路南。3月23日，中共路南县工委和部分游击武装进驻县城，成立“路南县人民解放委员会”，行使县人民政府职责。因该次进城不在中共盘北指挥部和路南县工委的计划中，路南距离昆明和国民党中央军的据点宜良较近，常驻路南将引起国民党的争夺，不利于中共弥泸地区的巩固，因此中共政权在进驻县城不久后奉命撤出。4月15日，工委召开扩大会议，成立“中共路南县委”，毕江任书记。7月12日，共产党在北区大北山村成立“路南县临时人民政府”，隶属于滇桂黔边区弥泸地区行政专员公署；8月，滇桂黔边区军政人员进入圭山地区。12月9日，省主席卢汉宣布云南起义，10日早，由路南士绅自行推举的县长赵藩臣收到起义电文，表示拥护起义。12月12日，中共路南县委、县临时人民政府进入路南县城，接收国民党政权，接收时路南已是一座无钱无粮的空城。

### 中华人民共和国时期

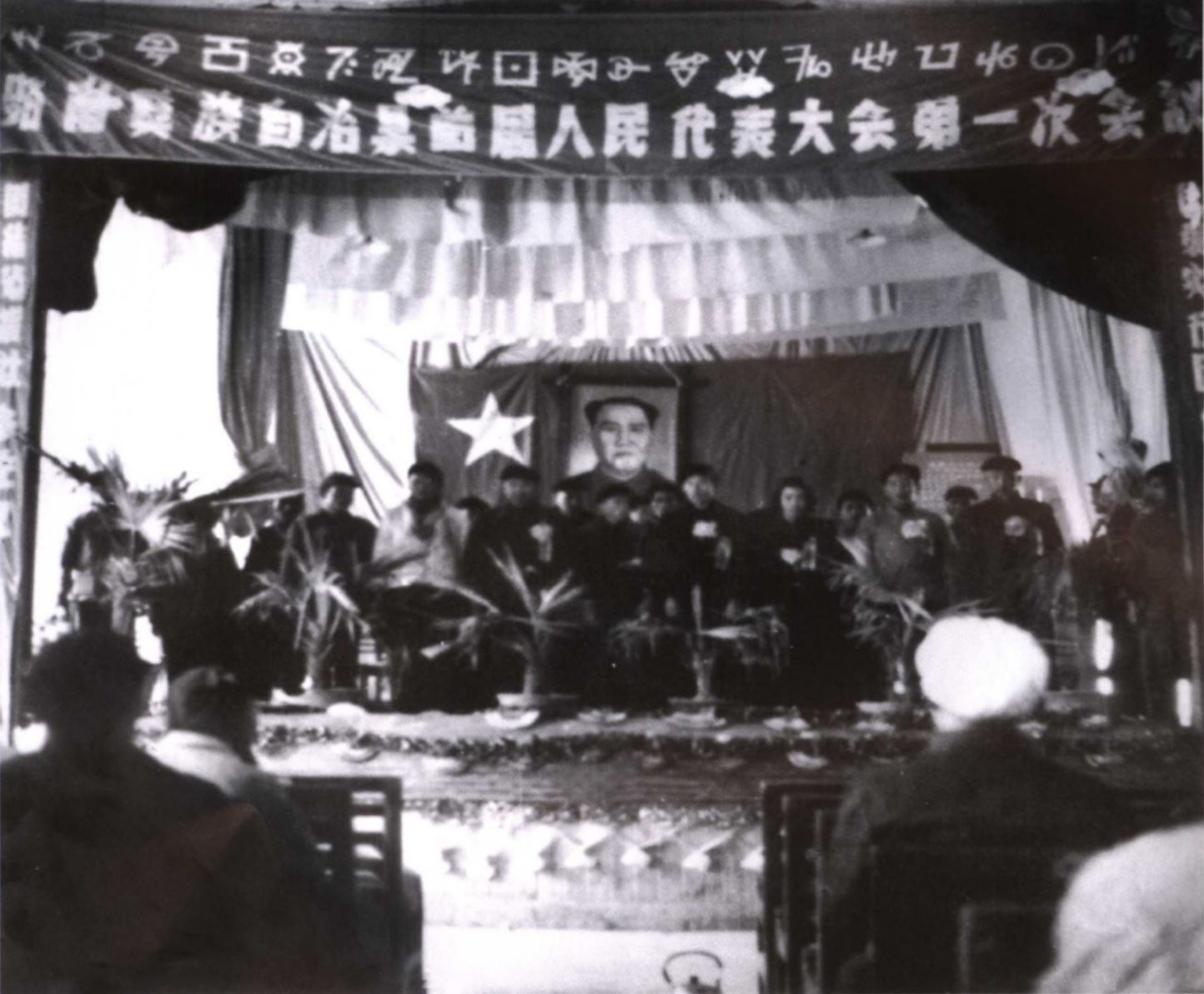
1956年路南彝族自治县第一届人民代表大会第一次会议

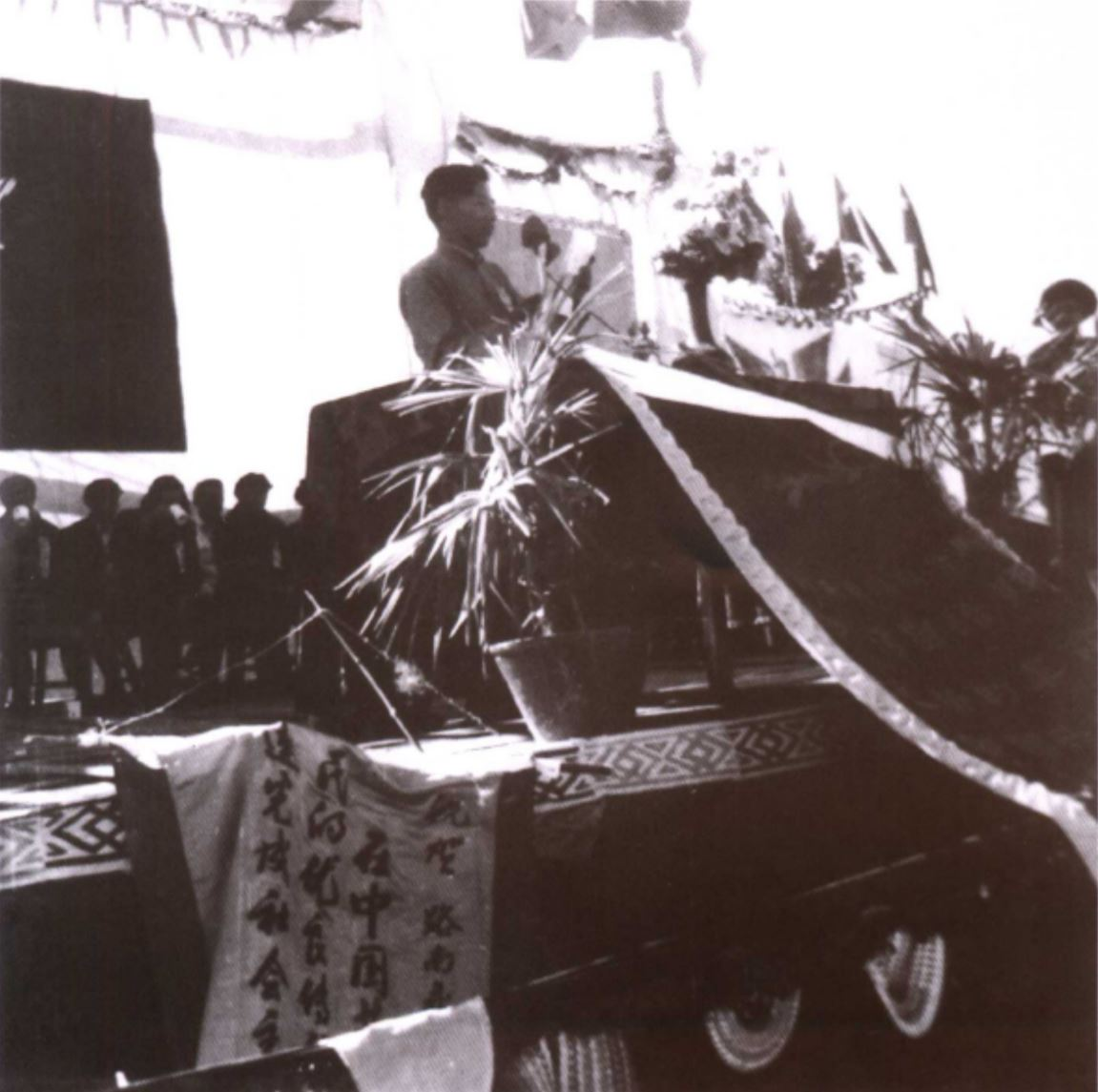
1956年路南县长毕有森在自治县成立大会上发表讲话

卢汉宣布云南起义后，国民党中央军进攻昆明，打响昆明保卫战。1949年12月26日，在昆明保卫战中失利的国民革命军第二十六军、第八军向开远蒙自方向撤退，于石林境内天生关一带与中国人民解放军滇桂黔边区纵队在石林的武装、中国人民解放军第二野战军先遣部队爆发天生关阻击战，国军遭歼灭俘虏四千余人，成为历史上路南县境内最大的一场战役。1950年5月6日，路南县临时人民政府改称“路南县人民政府”，隶属宜良专区。1951年12月27日，第一届路南县各界人民代表会议召开第二次会议，成立“土地改革委员会”、“城乡联络办事处”，土地改革运动开始，宣布废除封建土地所有制，实行农民土地所有制。1954年，宜良专区撤销，路南县并入曲靖专区。1955年11月，改路南县人民政府为路南县人民委员会。到1956年3月，路南县基本完成农业生产合作化、手工业和私营工商业公私合营改造，进入社会主义社会。1956年4月19日，中共路南县第一次代表大会召开；同年12月31日，成立路南彝族自治县，路南县人民委员会改称路南彞族自治县人民委员会。1957年3月26日国务院全体会议第十三次会议通过了云南省人民委员会关于撤销路南县设立路南彝族自治县的请示报告，中央正式同意设置路南彝族自治县。
1957年11月28日，县委召开第一届二次党代会，县委书记普震有作《苦干十年建设好社会主义新农村》报告，并决定在1958年开展农业生产大跃进运动。1958年4月20日，县委遵循曲靖地委的“一跃、再跃、大大跃”指示，提出“十年任务两年完成”、“两年水利化”、“亩产800斤”等更加不切实际的口号。同年10月全县实现人民公社化，开展劳动组织军事化、不计报酬组织大协作，大办公共食堂，实行“一平二调”；由于生产指标越定越高，产生虚报浮夸严重的现象，大放高产卫星，最终导致农民积极性被严重挫伤，经济形势下滑。11月22日，路南彝族自治县合并入宜良县。1964年2月5日，召开县第五届人民代表大会第一次会议，恢复路南彝族自治县建制。1964年6月5日国务院全体会议第一四五次会议通过关于恢复云南省路南彝族自治县的决定，批准以合并为宜良县的原路南彝族自治县行政区域为路南彝族自治县行政区域，实际上竹山区和其他区公所下辖的部分村寨留归给了宜良县。

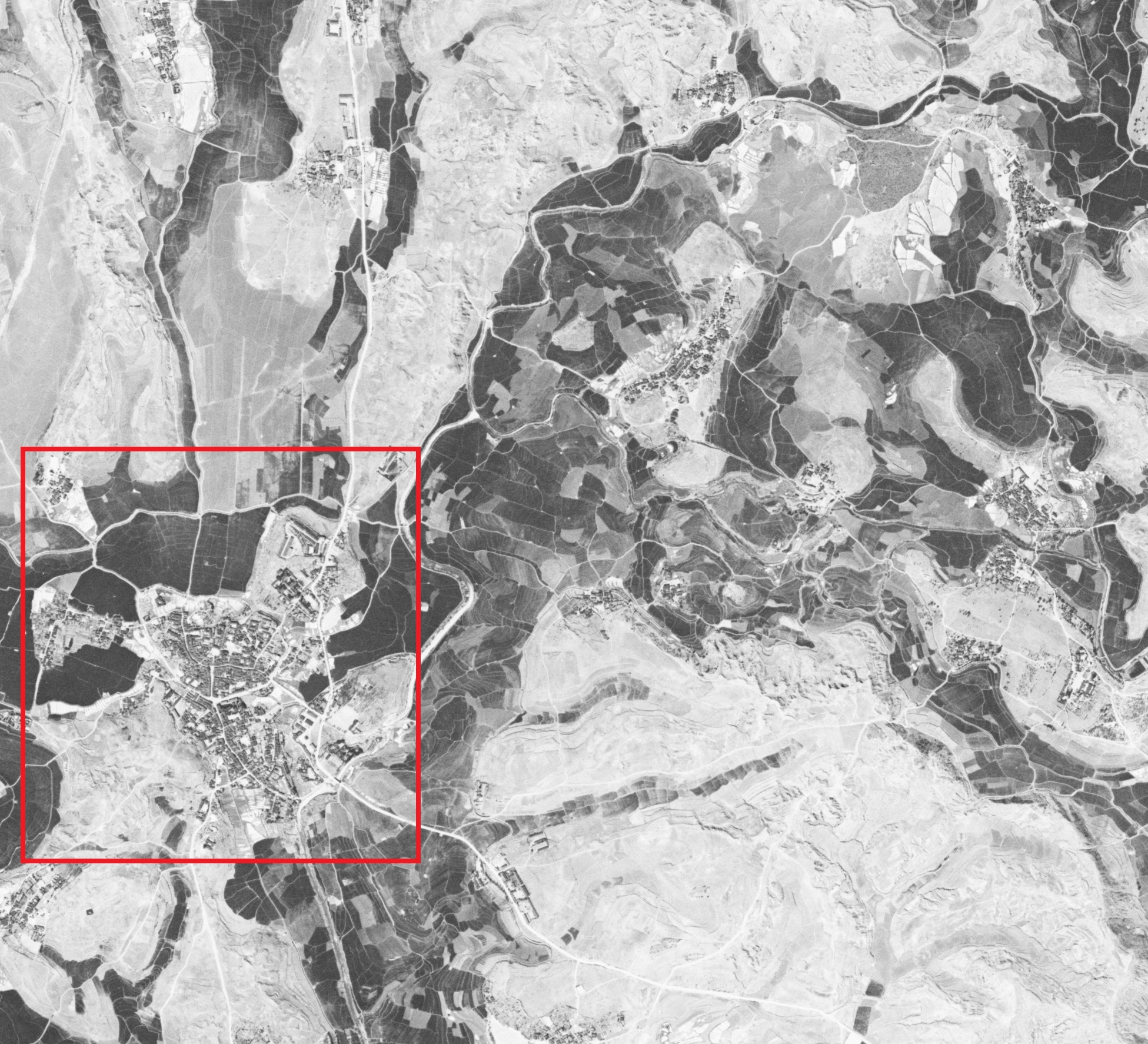
1970年左右的路南卫星影像，红框区域为当时的县城范围，如今建成区已基本覆盖图中地域

1966年7月，文化大革命运动开始，全县进入混乱时期，8月25日开始破四旧，大量古迹文物被毁。次年初人民委员会陷于瘫痪，3月7日新成立“路南彝族自治县农业生产小组”统领全县工作。6月7日，中国人民解放军进驻县城接管公检法机关。1968年10月31日，路南彝族自治县革命委员会成立，取代原县委、县人民委员会职能，实行党政一元化领导。1976年10月，四人帮被粉碎，党、政、人大、政协相继恢复工作；1980年9月召开路南彝族自治县第八届人民代表大会第一次会议，撤销革委会，恢复县人民政府。1983年9月9日，国务院批准石林彝族自治县划归昆明市管辖，1984年1月1日正式接交。1998年10月8日，国务院批准同意“路南彝族自治县”更名为“石林彝族自治县”，1998年12月8日举行授牌授印仪式正式更名。石林县曾在2012年推行撤县设市改制工作，“石林彝族自治县‘撤县设市’工作协调领导小组办公室”在《石林彝族自治县“撤县设市”的报告（听证稿）》中表示石林已经具备“撤县设市”的标准条件，最终撤县设市一事不了了之。

## 地理

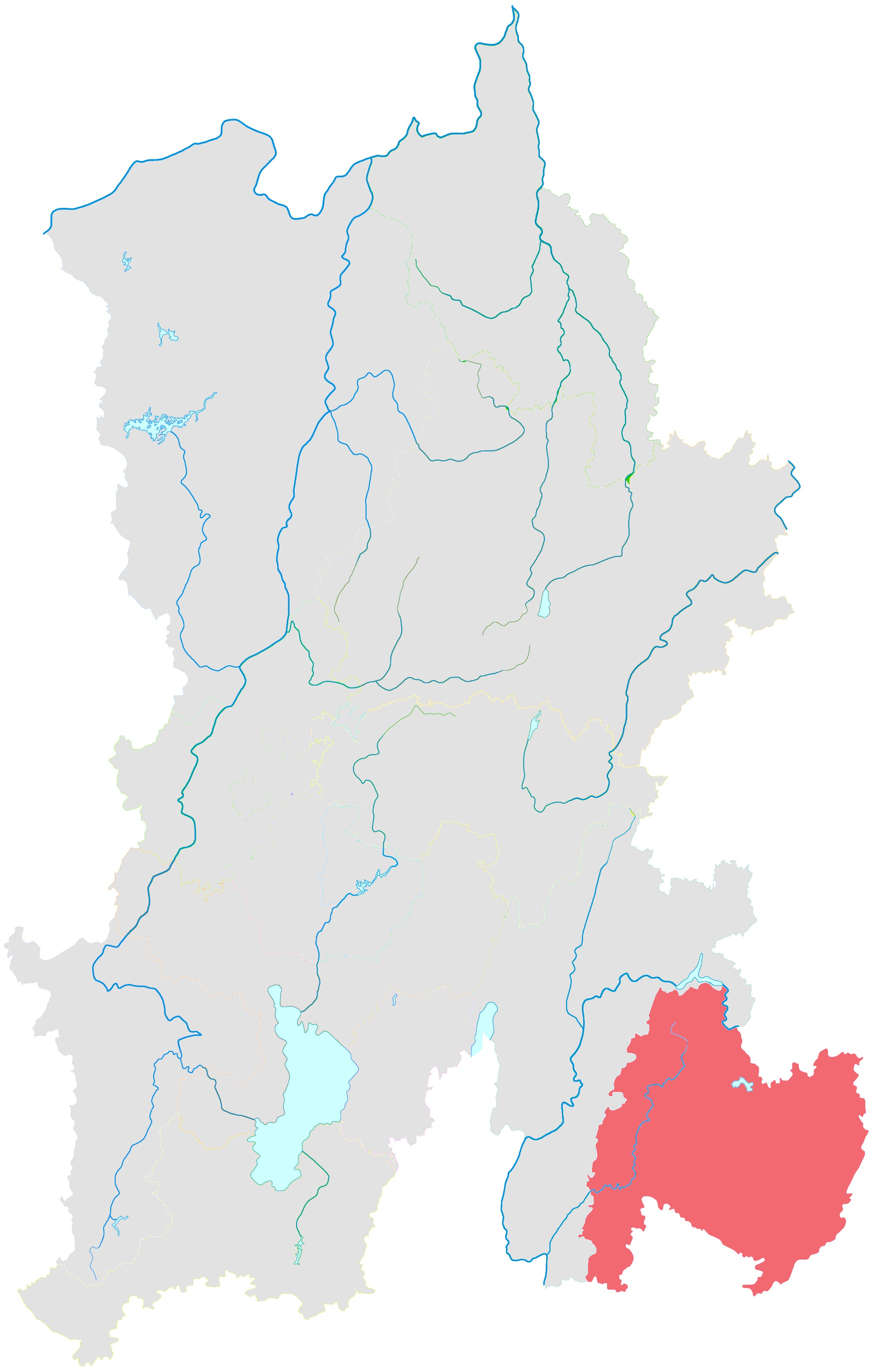
石林县在昆明市的位置

### 位置面积
石林彝族自治县地处云南省东部、昆明市东南部，是昆明市下辖的一个远郊县。石林县东部和南部与红河哈尼族彝族自治州泸西县、弥勒市接壤，东北与曲靖市陆良县相邻，西部和西北部与昆明市宜良县毗连。石林县共有县界353千米，其中与陆良县边界97千米、泸西县35千米、弥勒市92千米、宜良县129千米，县界之间埋设界桩16棵。石林彝族自治县位于东经103°10′26″—103°40′08″，北纬24°30′00″—25°02′24″，东西最宽57.3千米（另一说51.3千米），南北最长58.8千米。县城路距昆明市中心92.1千米、曲靖市中心119千米、弥勒市区57.3千米、宜良县城35千米、陆良县城60.1千米，是滇南各州县前往省会昆明的必经之路。
石林彝族自治县的面积数据有多种说法，第二次全国土地调查的数值为1,680.0862平方千米，石林县第四次森林资源规划设计调查结果为1,682.16平方千米，其他常见的数值有1,719平方千米、1,725平方千米、1,777平方千米等。

### 地形地貌

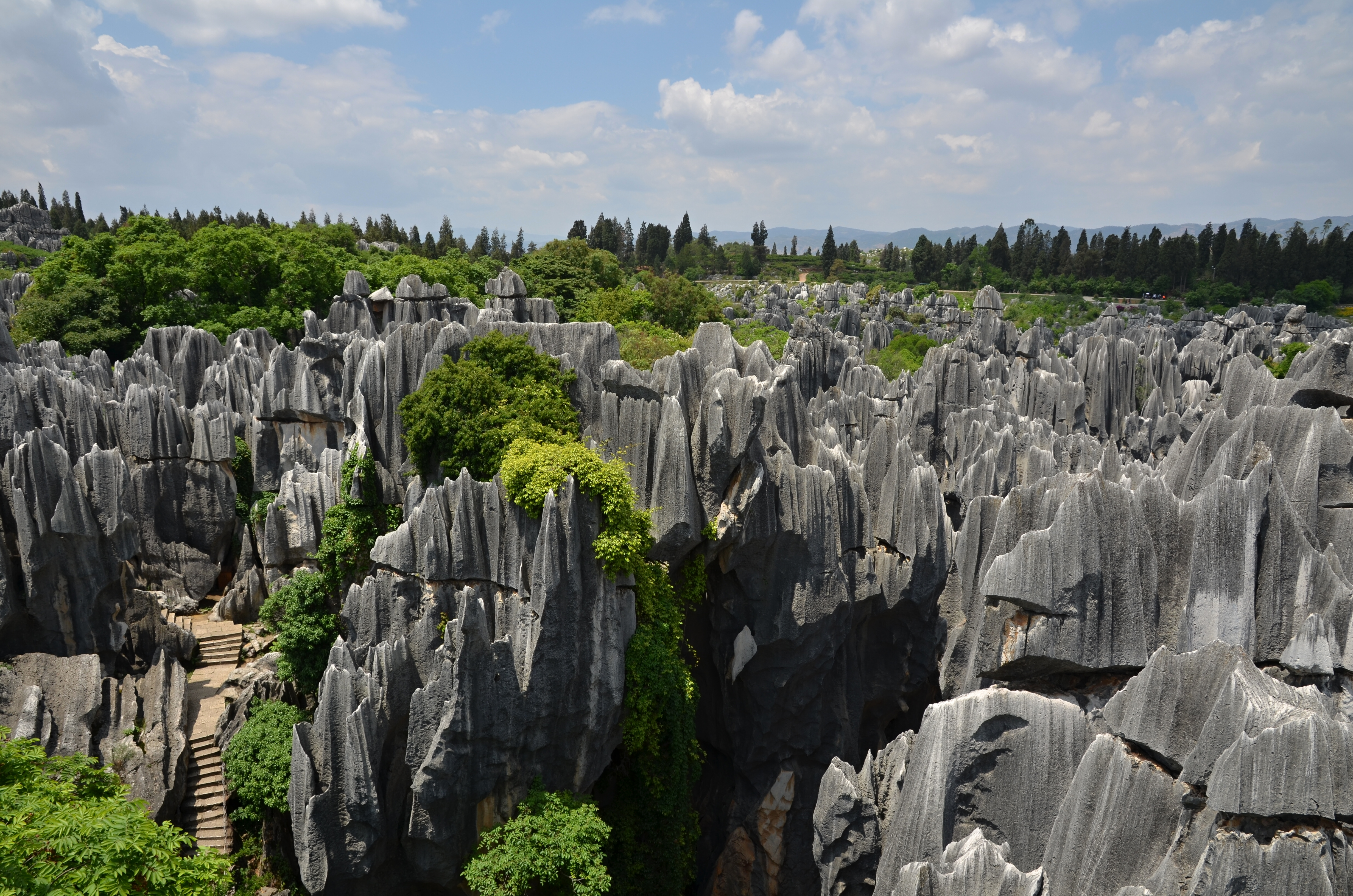
石林——典型的喀斯特地貌

石林彝族自治县位于滇东高原南部，地势东高西低，起伏平缓，地形以山地、丘陵为主，分别占全县面积的69%和15.2%，坝区占14.70%。最高点是东部老圭山主峰，海拔2,601米，最低点为西部巴江出境处，海拔1,500米，县城鹿阜海拔1,668米。石林县境的地势自东向西倾斜，呈三级阶梯分布，东、中、西依次为老圭山、九蟠山、路南坝地区。县内的山脉属云岭余脉，多为南北走向，主要有老圭山、九蟠山、打羊山、大佛山等。山脉主要分布于东部、中部、西北部及西部边界处，受河流切割形成相对高山深谷的地貌。全县按照地貌类型，又可分为东南部西北部山地、巴江盆地（即路南坝）和中部岩溶地区。

### 地质

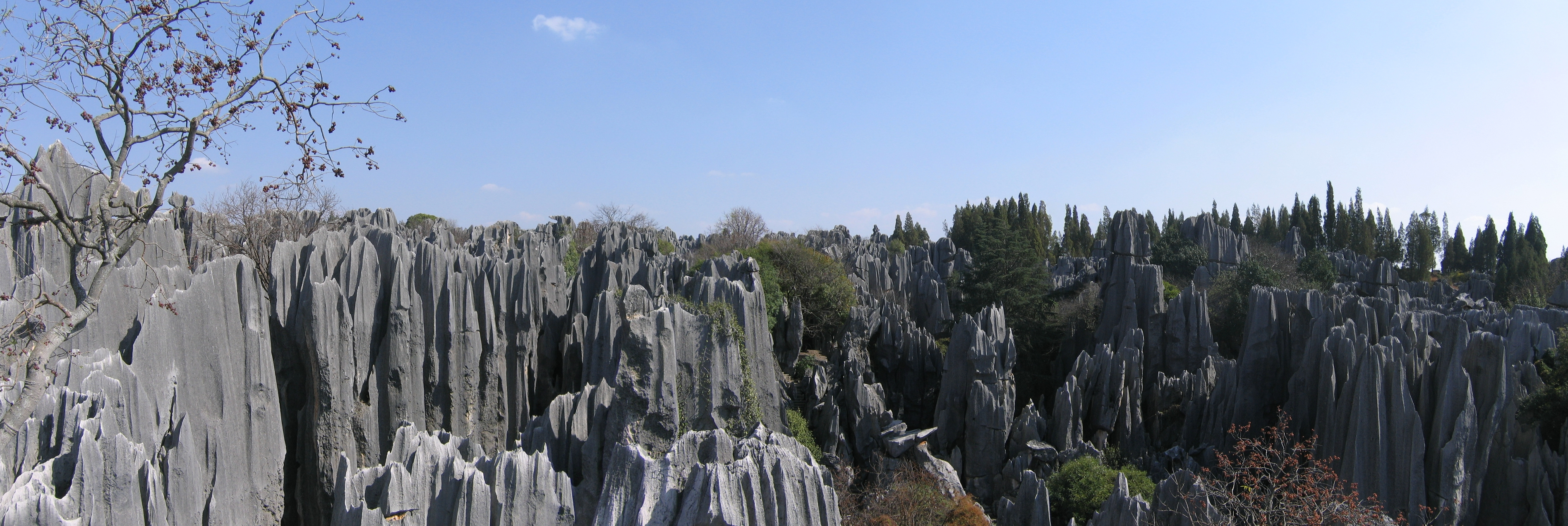
石林景观

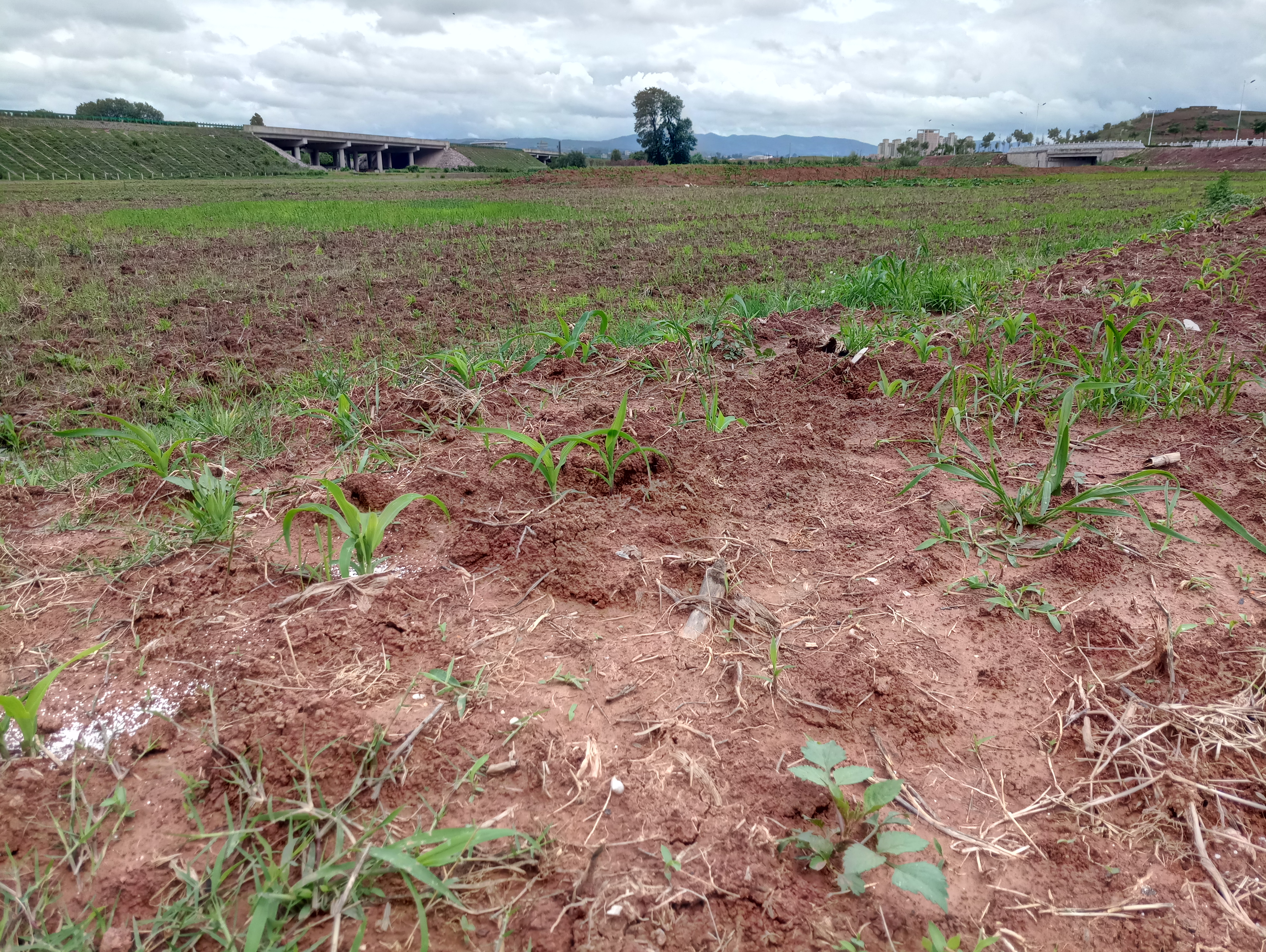
石林县分布最广的土壤——红壤

石林彝族自治县地处扬子准地台与华南加里东褶皱系的交接处，位于师宗-弥勒断裂带与小江断裂带之间，基底岩系为昆阳群黑山头组，属类复理石建造。扬子构造末期的晋宁运动使石林地区从滇东凹陷变为以牛头山组为核心的复背斜。加里东运动、海西运动使其从中寒武世上升隆起，形成了厚千余米的碳酸盐建造，后又在燕山运动和印支运动时期使全县褶皱成山，最后于喜马拉雅构造期在县西部形成断陷岩溶盆地。中部的石炭-二叠纪碳酸盐分布区，由于地层平缓，近垂直的张裂隙发育，因喀斯特作用形成了“剑状喀斯特”（俗称石林）的地貌景观。地质构造上县境中西部为茂舍祖背斜、断层和盆地，东南部主要是北东向和北西向的两组断裂交叉构造。
石林县内的地层，除奥陶系、侏罗系、白垩系之外，从震旦系到第四系均有出露，石灰岩地层分布最广，占总面积的62.9%。土壤分布则以红壤为主，占总面积的80.06%，其次为紫色土、水稻土、冲击土和黄棕壤。

### 水系

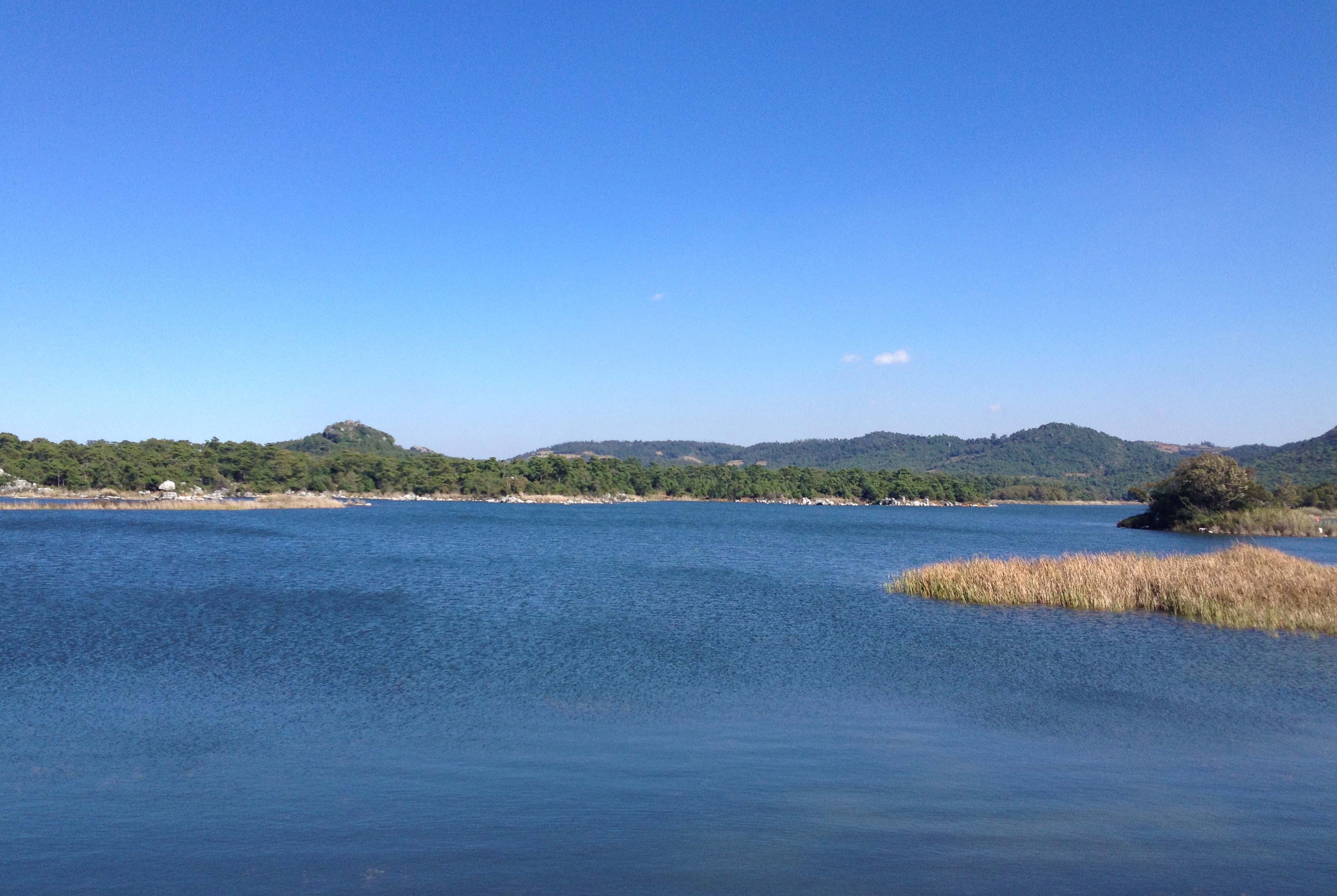
位于县城东南长湖镇内的长湖

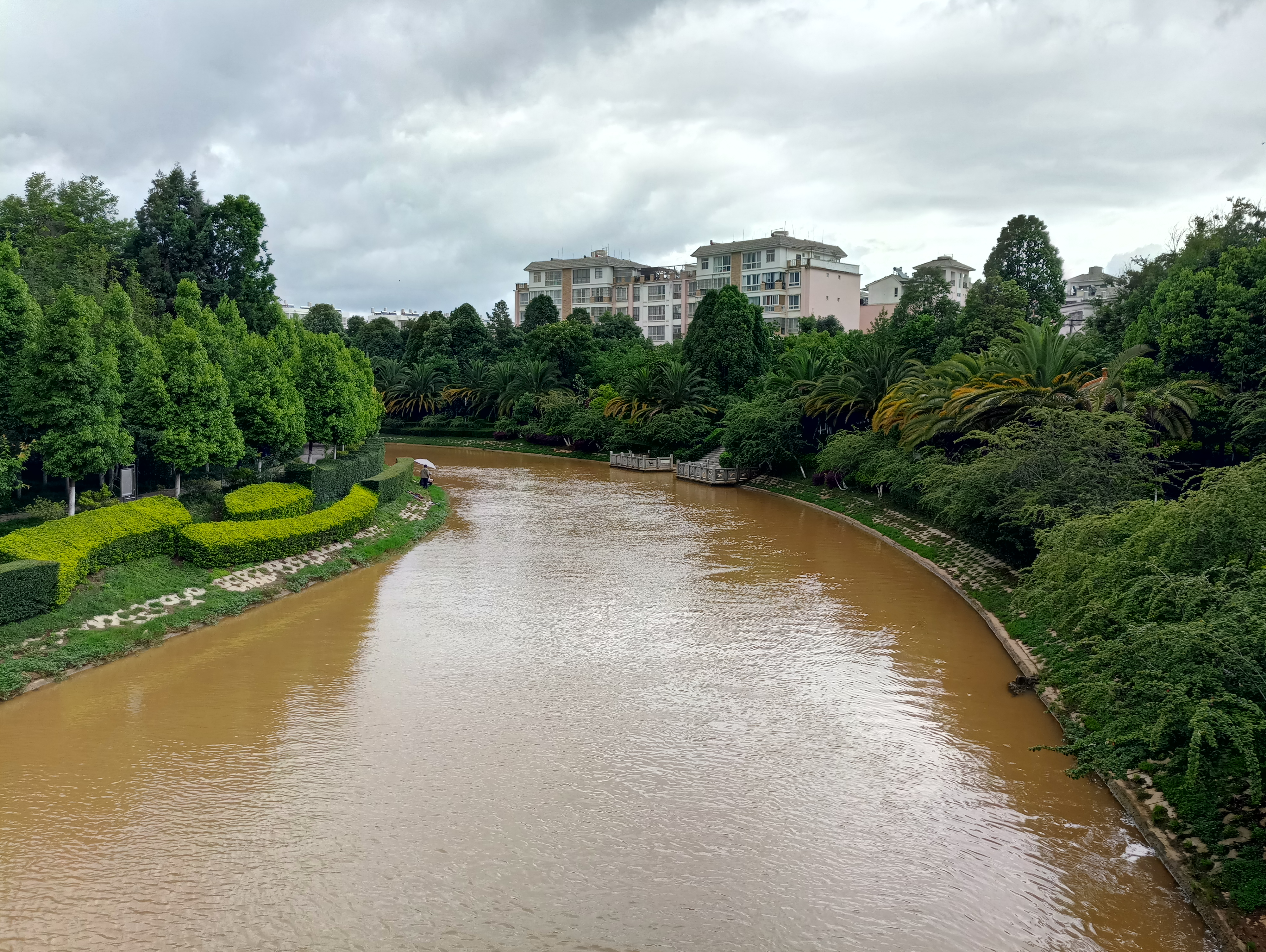
石林县城的巴江河段，在雨季呈泥黄色

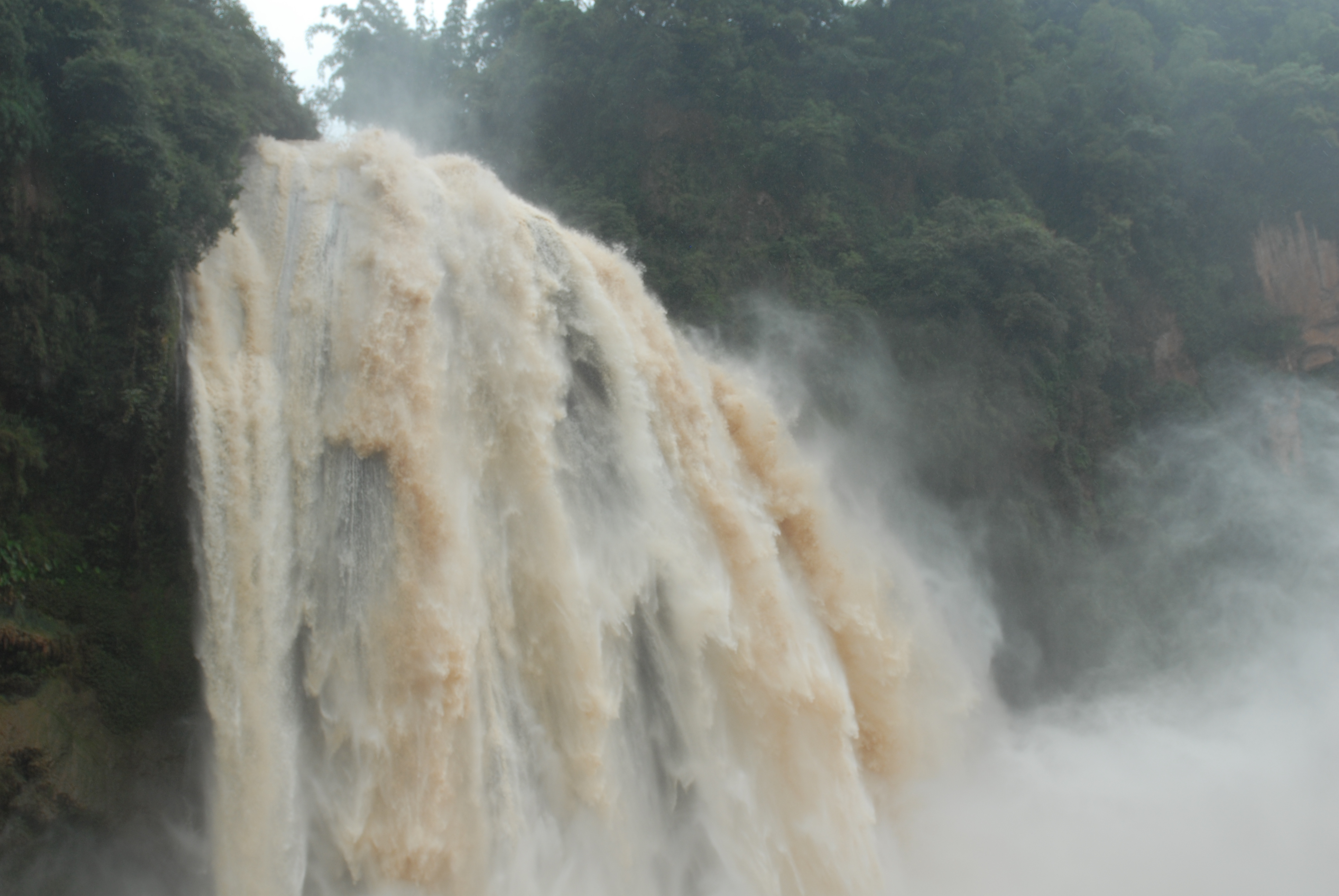
丰水期的大叠水瀑布，夹带泥沙显黄色

石林彝族自治县属珠江水系南盘江流域，主要河流有巴江、南盘江、普拉河和大可河。其中巴江发源于石林县，县内流程48.2千米，流域面积占县面积的40%，是县内最大的河流，年产水量6.46亿立方米，径流量1.62亿立方米，是石林县经济发展的主要水源，全县三分之二的人口居住在巴江流域，流经县城，其余均为过境河流。
石林县内共有天然湖泊、坝塘129个，基本分布在海拔1,900至2,000米的中部岩溶地区，属岩溶湖泊。主要湖泊有月湖、长湖、圆湖等，月湖是石林县最大的湖泊，有20余个湖泊被改造为蓄水工程。截至2016年末，石林县内共有中型水库2座（黑龙潭水库和月湖水库）、小型水库100座、塘坝217座，总库容10,197万立方米。最大的人工湖泊是位于县城以东的黑龙潭水库，建于1966年，是县城一带居民生产生活的主要水源。
县境中部岩溶地区的地下水分布较广，泉水岩溶湖、暗河较多，流量在每秒5升以上的泉眼有54个、暗河9条，流量最大的泉眼黑龙潭年产水1亿立方米。巴江下游有大叠水瀑布，瀑布跌落处即为石林县最低点，大叠水瀑布也是云南省最大的瀑布。
由于石林地处典型的喀斯特地区，地表含水能力较差，使得石林成为云南缺水地区之一。石林县境内地表水年均径流量为3.18亿立方米，人均年径流量1,500立方米，低于中国和云南的平均水平，属于贫水地区。全县水能理论蕴藏量为5.35万千瓦，可开发的水能资源有2.37万千瓦。

### 气候

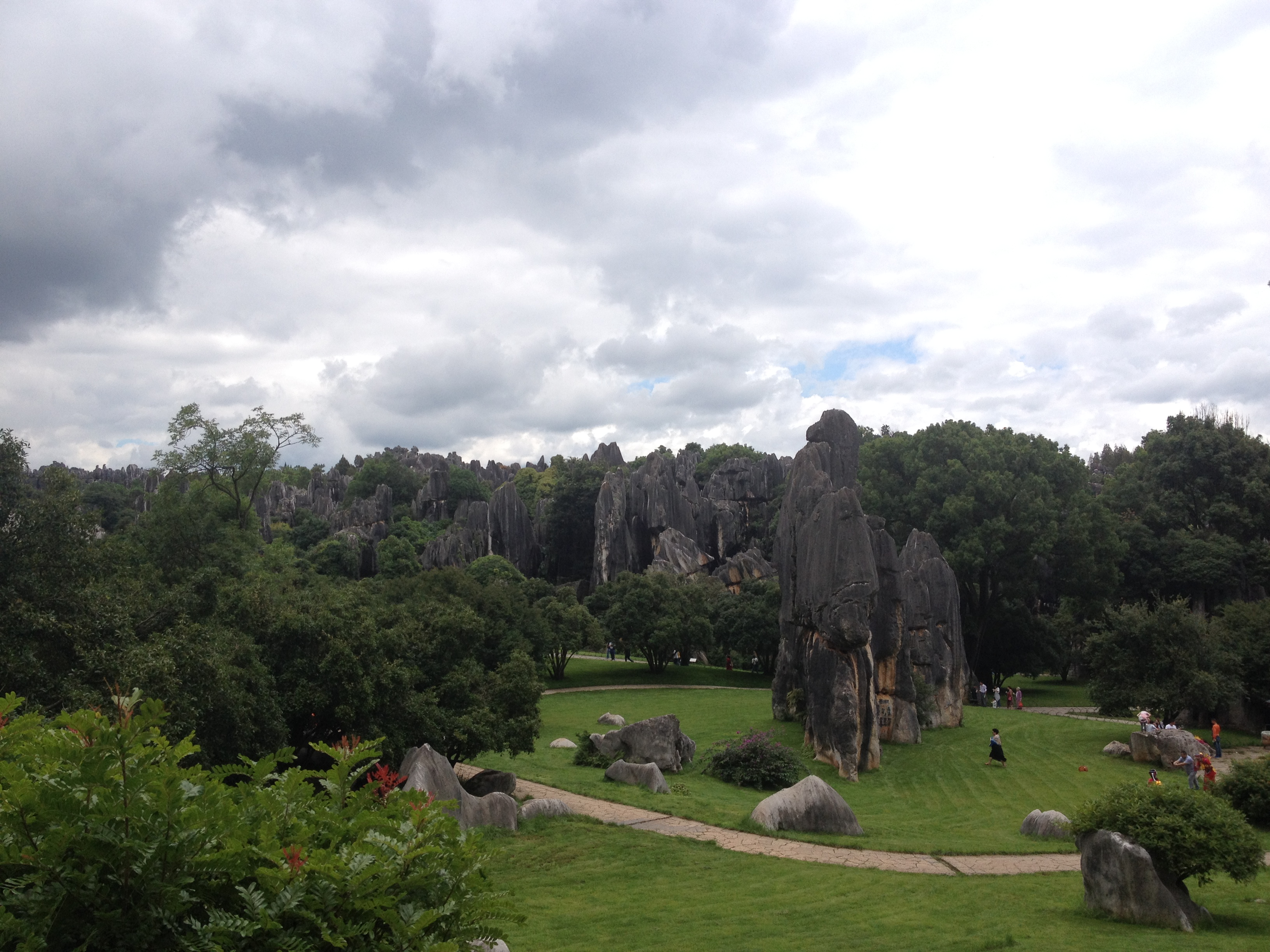
石林县的阴云天气

石林县属于亚热带低纬高原山地季风气候，具有冬无严寒、夏无酷暑、干湿分明、四季如春的特点，风向多为西南风。石林县一年内有19天的日均温低于10℃（气候学中视为冬季），96天的日均温高于22℃（气候学中视为夏季），剩余250天为春秋气候，较“春城”昆明稍暖。县内海拔最高的老圭山主峰地区，年均温低于12.7℃，相当于中温带气候。石林县由于地势上自东向西倾斜，气温的分布大致随之呈东低西高形态，但由于海拔差异不算太大，小气候特征并不十分明显，海拔每上升100米，年均气温约下降0.59℃。石林县的年均气温为16.27℃，极端最高温34.4℃，极端最低温−8.9℃，这一数据是在1983年12月29日降下大雪后测得。多年平均无霜期252天，平均霜期自11月20日开始，到3月12日终止，霜期共112天。
石林县多年日照数据为年均2,339小时，日照率达53%，一年内有阴天142天、全云天163天、晴天65天，3月是太阳辐射最大值月份，月均14.17千卡/立方厘米。县内多年平均降水量939.6毫米，有记录的年最多降水为1,355毫米，在1983年测得，最少则为2011年测得的536.1毫米。每年12月至次年4月为干旱期，6至9月为湿润期，其余月份为半湿润期，平均雨季起止日期为5月28日至10月25日，夏季的降水量占全年降水的55%。县内年均蒸发量为2,097.7毫米，4月蒸发量最大（321.1毫米），11月蒸发量最小（105.6毫米）。石林县一年中也有少量天数出现降雪，平均降雪日数为2.3天，初雪最早出现在12月12日，最晚在3月4日。
2016年测量所得数据，石林县城全年均温为16.8℃，最高气温32.7℃，最低气温−3.8℃，全年无霜期为329天，总日照时数2,205.3小时，降水量为893.3毫米，1月下旬曾出现降雪天气。
| 云南省昆明市石林彝族自治县               | 云南省昆明市石林彝族自治县 | 云南省昆明市石林彝族自治县 | 云南省昆明市石林彝族自治县 | 云南省昆明市石林彝族自治县 | 云南省昆明市石林彝族自治县 | 云南省昆明市石林彝族自治县 | 云南省昆明市石林彝族自治县 | 云南省昆明市石林彝族自治县 | 云南省昆明市石林彝族自治县 | 云南省昆明市石林彝族自治县 | 云南省昆明市石林彝族自治县 | 云南省昆明市石林彝族自治县 | 云南省昆明市石林彝族自治县 |
| 月份                                     | 1月                        | 2月                        | 3月                        | 4月                        | 5月                        | 6月                        | 7月                        | 8月                        | 9月                        | 10月                       | 11月                       | 12月                       | 全年                       |
| ---------------------------------------- | -------------------------- | -------------------------- | -------------------------- | -------------------------- | -------------------------- | -------------------------- | -------------------------- | -------------------------- | -------------------------- | -------------------------- | -------------------------- | -------------------------- | -------------------------- |
| 历史最高温 °C（°F）                      | 24.9 (76.8)                | 28.0 (82.4)                | 30.9 (87.6)                | 32.7 (90.9)                | 34.4 (93.9)                | 32.0 (89.6)                | 31.7 (89.1)                | 31.5 (88.7)                | 31.7 (89.1)                | 29.0 (84.2)                | 26.9 (80.4)                | 26.3 (79.3)                | 34.4 (93.9)                |
| 平均高温 °C（°F）                        | 16.7 (62.1)                | 19.1 (66.4)                | 22.8 (73.0)                | 25.9 (78.6)                | 26.4 (79.5)                | 26.1 (79.0)                | 25.9 (78.6)                | 26.0 (78.8)                | 24.6 (76.3)                | 22.1 (71.8)                | 19.2 (66.6)                | 16.3 (61.3)                | 22.6 (72.7)                |
| 日均气温 °C（°F）                        | 9.3 (48.7)                 | 11.3 (52.3)                | 14.9 (58.8)                | 18.5 (65.3)                | 20.4 (68.7)                | 21.2 (70.2)                | 21.1 (70.0)                | 20.7 (69.3)                | 19.2 (66.6)                | 16.7 (62.1)                | 12.8 (55.0)                | 9.2 (48.6)                 | 16.3 (61.3)                |
| 平均低温 °C（°F）                        | 3.8 (38.8)                 | 5.3 (41.5)                 | 8.6 (47.5)                 | 12.4 (54.3)                | 15.7 (60.3)                | 17.8 (64.0)                | 17.9 (64.2)                | 17.3 (63.1)                | 15.7 (60.3)                | 13.3 (55.9)                | 8.4 (47.1)                 | 4.4 (39.9)                 | 11.7 (53.1)                |
| 历史最低温 °C（°F）                      | −4.9 (23.2)                | −2.8 (27.0)                | −6.2 (20.8)                | 2.2 (36.0)                 | 4.0 (39.2)                 | 11.4 (52.5)                | 12.37 (54.27)              | 12.1 (53.8)                | 7.7 (45.9)                 | 4.0 (39.2)                 | −2.2 (28.0)                | −8.9 (16.0)                | −8.9 (16.0)                |
| 平均降水量 mm（）                        | 17.0 (0.67)                | 18.7 (0.74)                | 20.6 (0.81)                | 31.9 (1.26)                | 89.8 (3.54)                | 169.8 (6.69)               | 183.8 (7.24)               | 165.5 (6.52)               | 106.2 (4.18)               | 73.7 (2.90)                | 43.3 (1.70)                | 19.3 (0.76)                | 939.6 (37.01)              |
| 平均降雨天数                             | 9.5                        | 6.9                        | 6.6                        | 9                          | 13.5                       | 18.7                       | 21                         | 21.2                       | 16.7                       | 14.9                       | 10.9                       | 10.6                       | 159.5                      |
| 平均相對濕度（％）                       | 71                         | 64                         | 58                         | 57                         | 66                         | 78                         | 82                         | 82                         | 79                         | 80                         | 77                         | 76                         | 73                         |
| 日均日照時數                             | 11.2                       | 11.7                       | 12.4                       | 12.4                       | 13.8                       | 14.1                       | 13.9                       | 13.4                       | 12.7                       | 11.9                       | 11.3                       | 11                         | 12.6                       |
| 来源1：中国气象局气象数据中心            |                            |                            |                            |                            |                            |                            |                            |                            |                            |                            |                            |                            |                            |
| 来源2：Weatherbase（降雨日数和日照时数） |                            |                            |                            |                            |                            |                            |                            |                            |                            |                            |                            |                            |                            |

### 资源

#### 植物

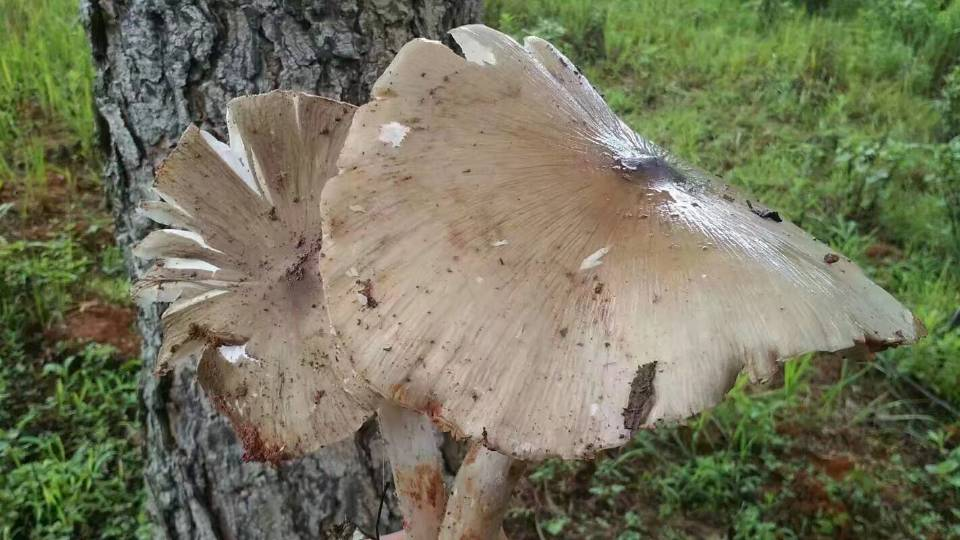
石林县森林中的鸡枞

石林县内已无原始森林，现有森林植被属亚热带常绿阔叶林区滇中高原盆谷滇青冈林、元江栲林、云南松林亚区，主要有5种植被类型：半湿润常绿阔叶林、滇石栎和元江栲灌丛、松栎混交林、云南针松叶林、云南针松叶林区荒山草坡和稀疏灌木。2016年县域森林覆盖率为40.95％，其中用材林占比最大。植被分布大致以海拔1,800米为分界，以上主要为森林，以下主要为灌木、疏林和草被。常见的树有26科39属48种、草本植物321种；蕨类植物21科41属87种、种子植物51科574属990种，其中热带区系占40.2%，温带区系占47.5%。有国家二级保护植物1种（金铁锁）、三级保护植物4种（香水月季等）。

#### 动物
民国6年（1917年）出版的《路南县志》载，当时路南县内生活有虎、豹、狼、狐等兽类。由于人类猎捕及对自然的开发，大量野生动物现已绝迹。如今仅在少数深山林区分布有野生动物，计有脊椎动物185种，其中兽类42种、鸟类87种、爬行类32种、两栖类12种。其中有国家二级保护动物15种（兽类7种、鸟类8种）。石林也是国际自然保护联盟于1988年公布的白腹锦鸡主要产区之一。

#### 矿产
石林县境内探明的矿产有煤、铜、铁、银、磷、铅、锌、石灰石、大理石、硫磺、镉、钴、油页岩、石英砂、钒等，其中煤、铁、铜、石灰岩、石英砂等资源较有优势。石林的煤矿集中在圭山地区，圭山煤矿属于滇东煤田南部煤田区，是云南省重要的煤焦产地之一，也是昆明市唯一的煤焦产地，煤层厚度14至15米，已探明1,354万吨，远景储量超过亿吨，煤质中等，硫、磷含量低，可炼优质焦炭。县内铁矿分布较散，总储量约有900万吨。明末清初时，石林铜矿开采极盛，年产铜25万斤，乾隆年间有铜厂48处，月产铜矿为全省之冠，现探明的铜矿点有66个，但是矿点分散、成型小。石灰石是县内储量最大的矿产资源，除路南坝外其他大部分地区都是石灰岩的分布区，石灰岩分布面积占全县面积的62.9%，大都出露于泥盆、石炭、二叠系的灰岩层，质较纯，是优良的石料、石灰、电石及水泥原料。

### 自然灾害
石林县主要自然灾害有干旱、洪涝、低温、霜冻、冰雹等，旱涝灾害最为频繁，旱灾几乎每二年发生一次，旱灾过后通常是区域性的洪涝。民国14年（1925年）曾发生特大霜灾，全县51%的农田、47%的农户受灾，灾民超过4万人，此次灾害导致3,127人死亡。1950年先旱后涝，仅圭山区、竹山区两个区受灾2.86万人，占两区总人口的58.8%。1982、1983年连续发生旱灾，分别导致1.1万、2.7万人饮水困难；1985年旱涝灾导致粮食减产约9,000吨，1987年再次大旱，粮食减产11,700吨，近5万人缺粮。

#### 2010年石林旱灾
2010年云南旱灾中，石林县是受灾最严重的县市之一。旱灾自2009年就已开始，2010年1月至3月累计降雨仅7.98毫米，截至2010年3月全县小型库塘干涸38个，各水库蓄水大幅下降，7个乡镇49个村委、156个自然村、60,800人、35,500头大牲畜不同程度受灾，受灾作物面积18.9万亩。到2011年11月，全县干旱受灾人口增加到14.2万人，农作物受旱面积达25.48万亩，占总面积的68.3%，库塘连年亏空，蓄水量在汛期不增反降，全县总蓄水量3,540万方，较2010年同期减少2,067万方，2011年也是石林县有记录以来测得降水最少的年份。到2012年2月，全县粮食作物受旱146,837亩，占种植面积的80.9%，一万多亩粮食绝收。到2013年，石林县依然受到旱灾影响。长期的干旱也导致了森林火灾的发生，粮食、蔬菜价格暴涨。旱灾中政府调用团结水库专供、黑龙潭水库辅助供水，保证世界自然遗产石林景区景观用水及游客生活用水不受影响。

## 政治

### 机构

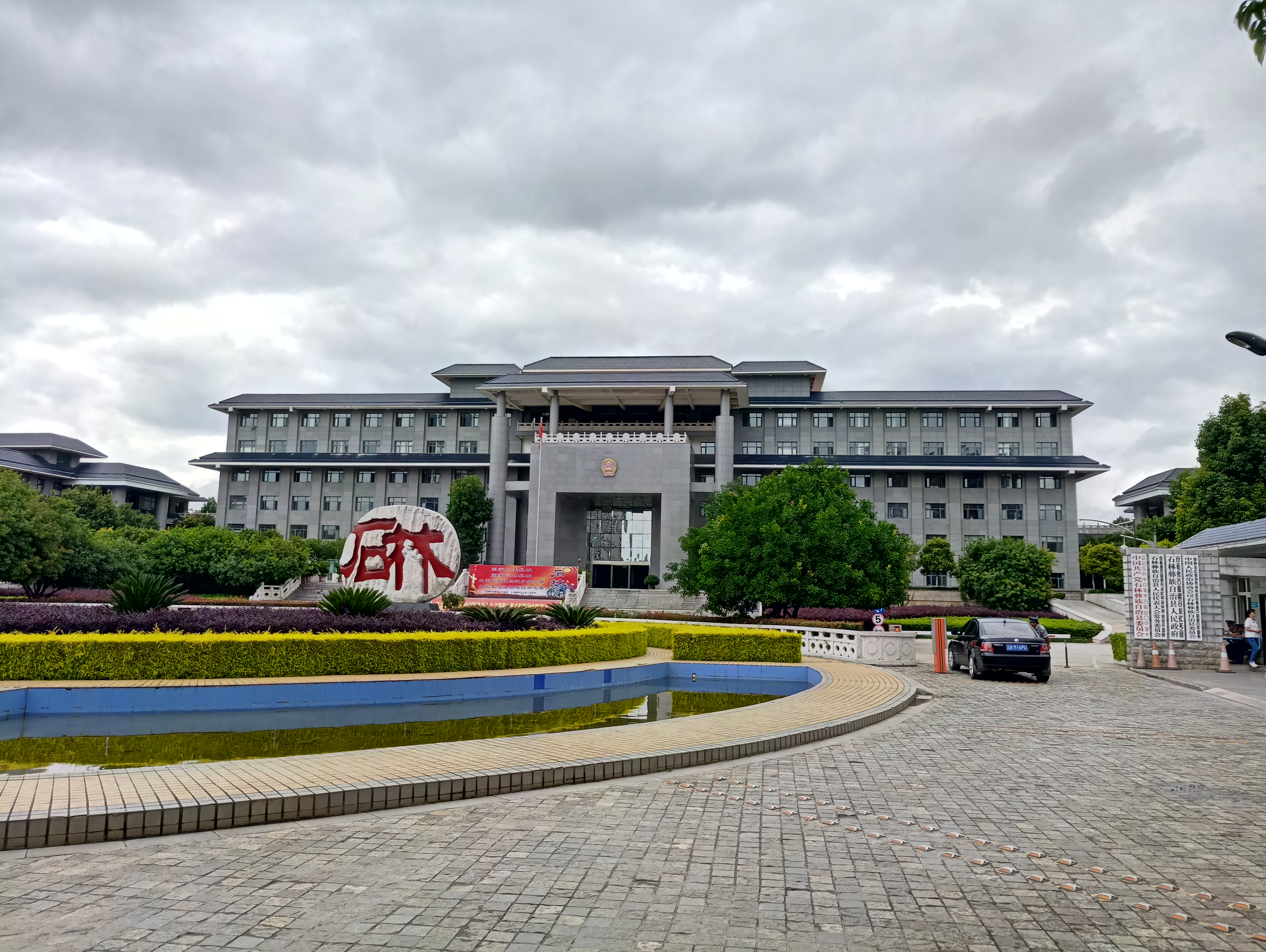
石林彝族自治县行政中心

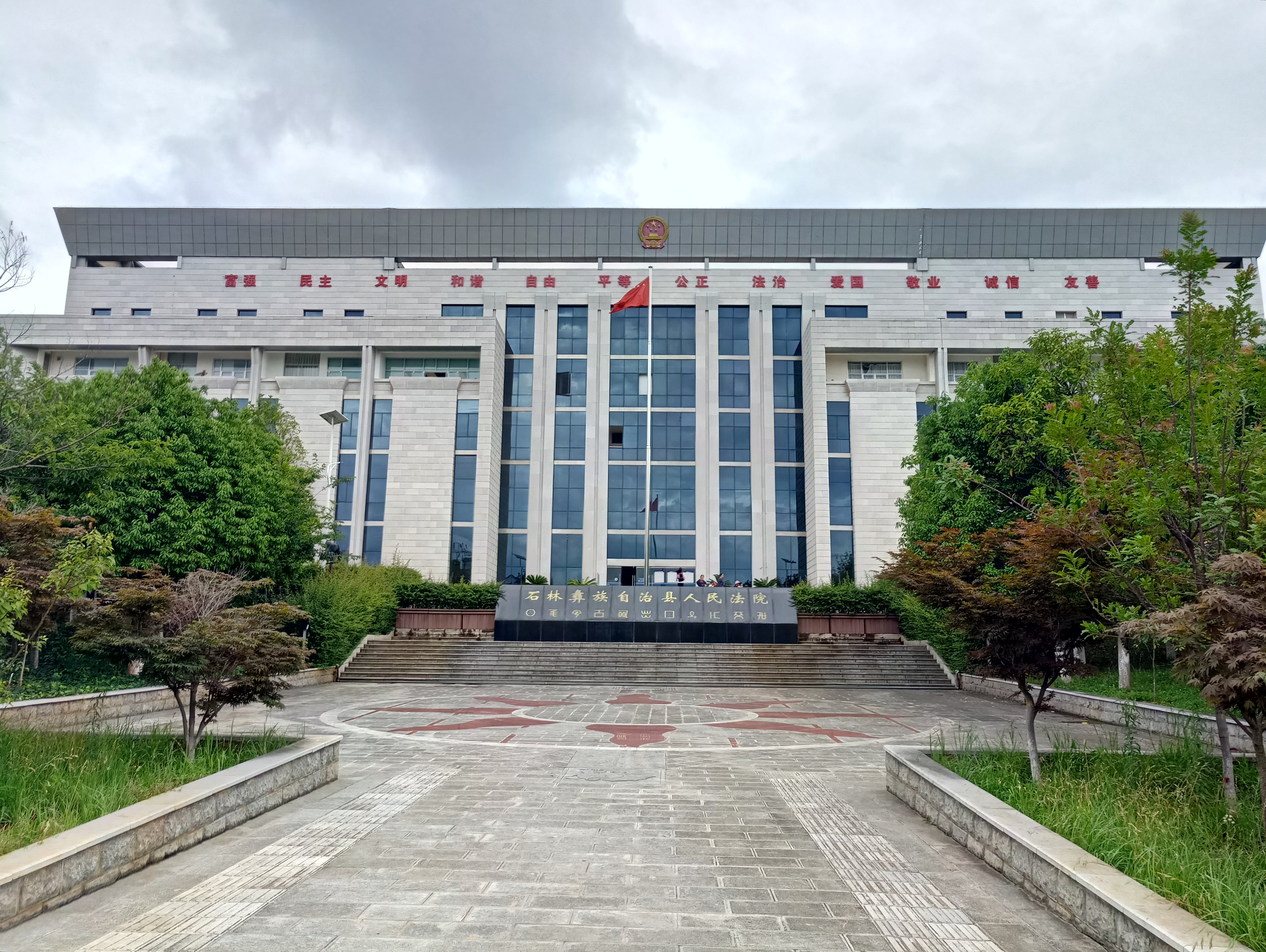
石林彝族自治县人民法院

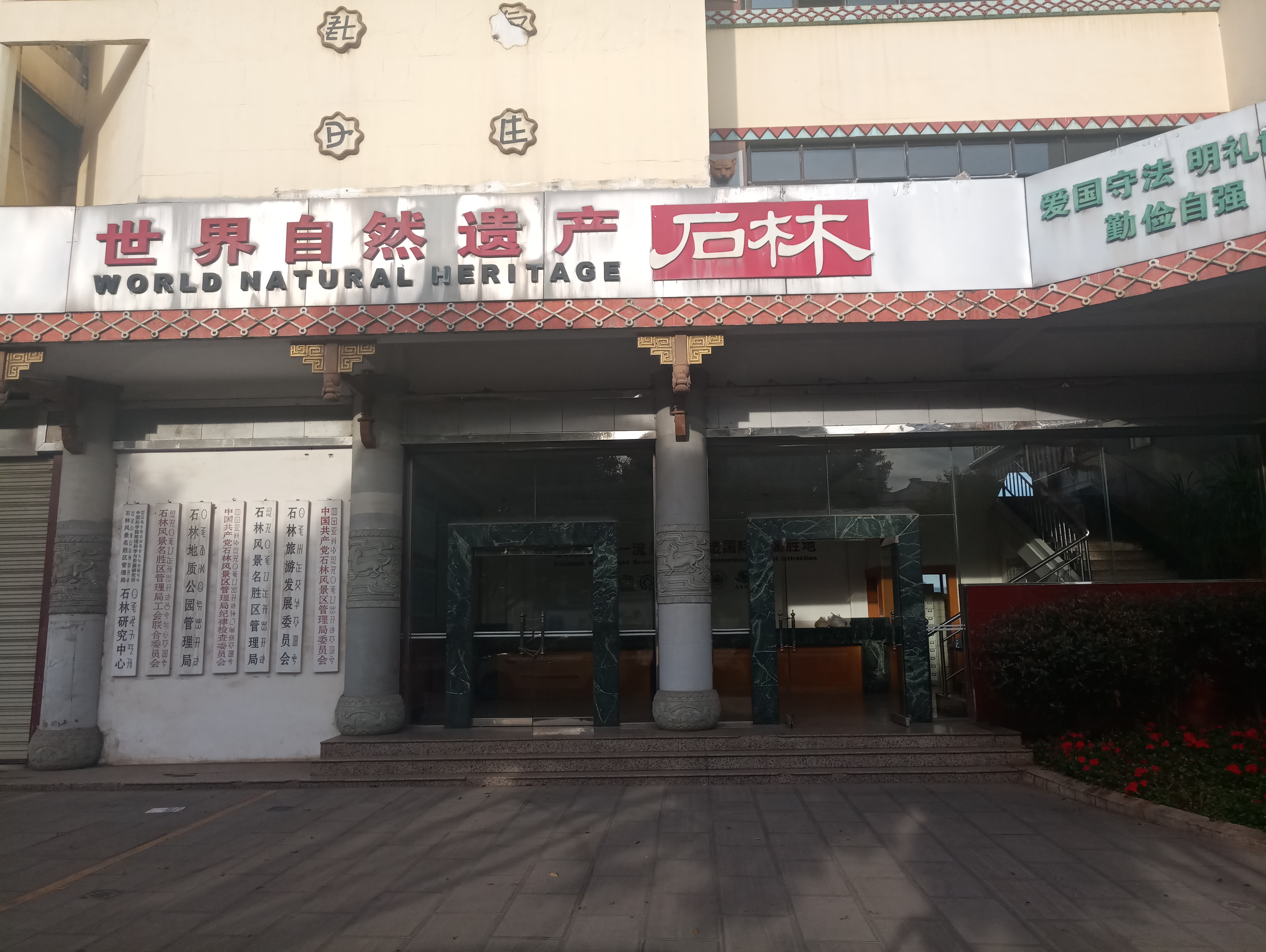
石林风景名胜区管理局

石林彝族自治县政治机构的领导集体为党委、人大、政府、政协四套班子。

#### 党委
中国共产党石林彝族自治县委员会的前身“中国共产党路南县委员会”于1949年4月15日正式成立，更早期的党组织可追溯到1945年7月组建的“圭山少数民族服务队”（详见#历史>>中华民国时期）。石林县党委于1956年4月召开第一届代表大会第一次会议，此前曾召开有两届党员代表会议。最近一次召开的党代会是2016年6月落幕的中国共产党石林彝族自治县第十二次代表大会。

#### 人大
石林彝族自治县人民代表大会的前身“路南县各界人民代表会议”第一次会议于1950年11月召开，到1980年召开路南彝族自治县第八届人民代表大会后设立常务委员会。现任的石林彝族自治县第十七届人大代表于2017年2月就职，选举产生了第十七届县人大常委会、县政府班子和法检两长。

#### 政府
石林彝族自治县人民政府的前身“路南县人民政府”于1950年5月6日正式成立，更早期的政府机构可追溯到1949年3月24日设立的“路南县人民解放委员会”，非社会主义性质的国家地方政府机关最早可上溯到元宪宗时期设置的“落蒙万户府”（参见#历史）。目前执政地方的是石林彝族自治县第十七届人民政府。
石林彝族自治县人民政府组成部门有：政府办公室、发展和改革局、工业和信息化局、教育体育局、民族宗教事务局、公安局、民政局、司法局、财政局、人力资源和社会保障局、自然资源局、市生态环境局石林分局、住房和城乡建设局、交通运输局、农业农村局、水务局、文化和旅游局、卫生健康局、退役军人事务局、应急管理局、审计局、市场监督管理局、林业和草原局、统计局、医疗保障局、信访局、投资促进局、城市管理局和政务服务管理局。

#### 政协
中国人民政治协商会议石林彝族自治县委员会于1965年12月成立（时称路南彝族自治县委员会），议政机关最早可追溯到民国元年（1912年）成立的咨议院和参议院，到民国32年（1943年）改为路南县参议会。目前执行议政职能的是中国人民政治协商会议石林彝族自治县第十届委员会。

### 现任领导
| 机构     | · 中国共产党 · 石林彝族自治县委员会 · 书记 | 石林彝族自治县人民代表大会 常务委员会 主任 | 石林彝族自治县人民政府 县长 | · 中国人民政治协商会议 · 石林彝族自治县委员会 · 主席 |
| -------- | ------------------------------------------ | ------------------------------------------ | --------------------------- | ---------------------------------------------------- |
| 姓名     | 陈瑞斌                                     | 万春林                                     | 土绍芳                      | 者培仙                                               |
| 民族     | 汉族                                       | 彝族                                       | 彝族                        | 彝族                                                 |
| 籍贯     | 云南玉溪                                   | ？                                         | 云南昆明                    | 云南石林                                             |
| 出生日期 | 1970年7月（54歲）                          | 1969年12月（55歲）                         | 1978年9月（46歲）           | 1962年10月（62歲）                                   |
| 就任日期 | 2020年10月                                 | 2022年1月                                  | 2022年1月                   | 2017年2月                                            |

### 民族自治

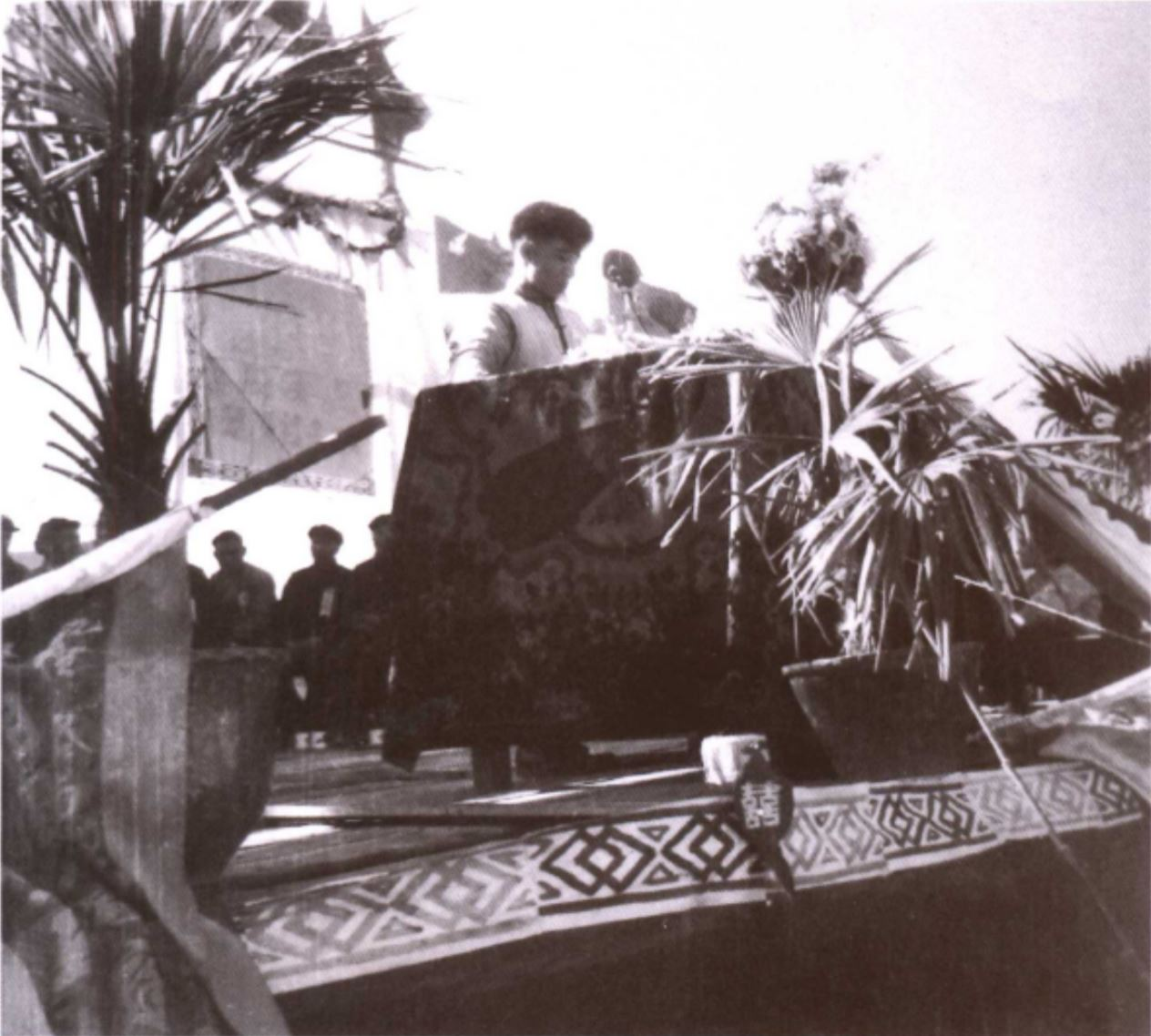
1956年路南县委书记普震有在自治县成立大会上发表讲话

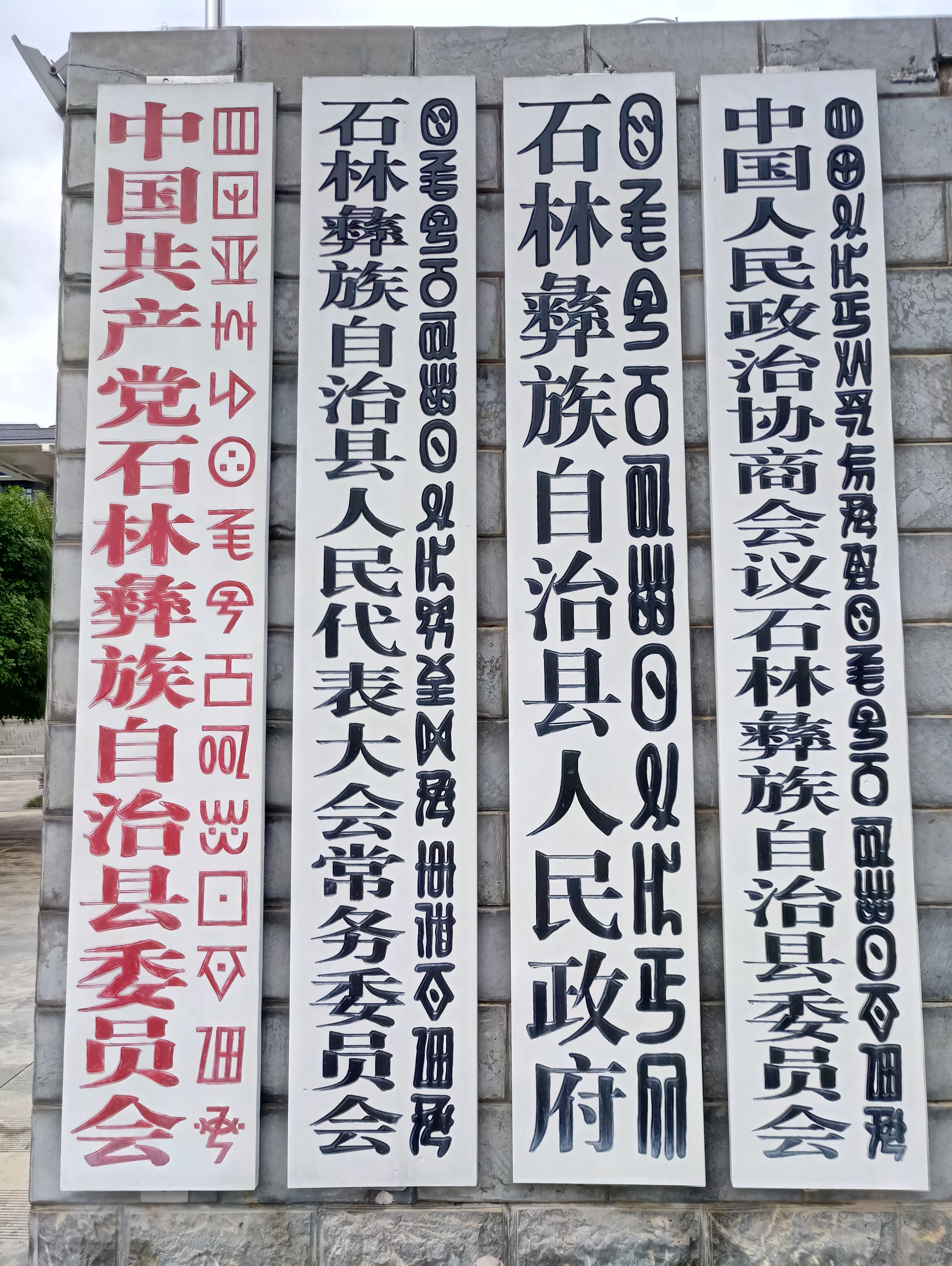
石林县政府机关的牌匾，使用汉彝两种文字书写

1956年11月20日成立自治县筹备委员会；1956年12月28日召开路南彝族自治县第一届人民代表大会第一次会议（该届人代会后被视为第三届），31日举行自治县成立大会。1984年10月1日《中华人民共和国民族区域自治法》颁布实施后，《路南彝族自治县自治条例》于1987年1月1日经云南省人大常委会批准并正式实施，后在2006年通过修订。
《自治条例》规定，自治县人民代表大会常务委员会组成人员中，彝族公民所占比例可以高于其人口比例，并且应当有彝族公民担任主任或者副主任。自治县县长由彝族公民担任，自治县人民政府的组成人员中，彝族和其他少数民族成员可以高于其人口比例，工作部门的正职或者副职领导成员中，应当合理配备彝族或者其他少数民族人员。语言文字方面，《自治条例》规定自治机关在执行职务时，使用汉语言文字，根据需要可以使用彝族语言文字，自治县国家机关的印章、牌匾及重要宣传标记使用汉、彝两种文字。自治县的人民法院和人民检察院使用汉语言文字审理和检察案件，法律文书亦使用汉字，各民族公民都有使用本民族语言文字进行诉讼的权利，对于不通晓汉语言文字的诉讼参与人应对其提供翻译。自治县在财政预算中设立民族机动金和少数民族发展资金等专项经费。自治县内的高中招生时，对少数民族考生在年龄和分数上给予适当照顾。每年12月18日是自治县成立纪念日，放假1天；彝族火把节放假3天。

## 行政区划

### 现行区划
石林彝族自治县下辖3个街道、3个镇、1个乡。
- 街道：鹿阜街道、石林街道、板桥街道
- 镇：西街口镇、长湖镇、圭山镇
- 乡：大可乡

| 石林彝族自治县行政区划图                                 | 石林彝族自治县行政区划图 | 石林彝族自治县行政区划图 | 石林彝族自治县行政区划图 | 石林彝族自治县行政区划图 | 石林彝族自治县行政区划图 | 石林彝族自治县行政区划图 |
| -------------------------------------------------------- | ------------------------ | ------------------------ | ------------------------ | ------------------------ | ------------------------ | ------------------------ |
| 鹿阜街道 石林街道 板桥街道 长湖镇 西街口镇 圭山镇 大可乡 |                          |                          |                          |                          |                          |                          |
| 区划代码                                                 | 区划名称                 | 汉语拼音                 | 面积 （平方公里）        | 人口 （2010年普查）      | 政府驻地                 | 邮政编码                 |
| 530126000                                                | 石林彝族自治县           |                          | 1,680.09                 | 246,218                  | 鹿阜街道昌乐路2号        | 652200                   |
| 530126001                                                | 鹿阜街道                 |                          | 230.31                   | 104,140                  | 龙泉社区双龙山18号       | 652200                   |
| 530126002                                                | 石林街道                 |                          | 302.39                   | 40,420                   | 北大村社区胜利东路30号   | 652211                   |
| 530126003                                                | 板桥街道                 |                          | 127.14                   | 27,621                   | 板桥社区永兴街9号        | 652201                   |
| 530126105                                                | 西街口镇                 |                          | 291.47                   | 18,804                   | 西街口村                 | 652209                   |
| 530126106                                                | 长湖镇                   |                          | 299.01                   | 15,753                   | 维则村                   | 652203                   |
| 530126107                                                | 圭山镇                   |                          | 324.81                   | 26,000                   | 海邑村                   | 652204                   |
| 530126201                                                | 大可乡                   |                          | 91.46                    | 13,480                   | 大可村                   | 652202                   |

### 区划沿革
最早记载有路南行政区划的文献是清康熙五十一年（1712年）编成的《路南州志》，路南州划分为5个乡，东南西北中依次为富安乡、宝山乡、仁德乡、民和乡和近城乡。到咸丰五年（1855年），近城乡改称阜城乡，其余四乡不变，此后该区划一直延续到清末。民国6年（1917年）改乡为区，各乡分别按方位命名为东区、南区、西区、北区和中区。民国25年（1936年），各区又按方位易名，中区为1区，东南西北区依次为2~5区。民国29年（1940年）废除区建制，全县划为6镇7乡：
| 名称   | 驻地   | 驻地现址                   |
| ------ | ------ | -------------------------- |
| 鹿阜镇 | 南城楼 | 县城（属鹿阜街道）         |
| 石林镇 | 堡子   | 堡子村（属鹿阜街道）       |
| 板桥镇 | 板桥   | 板桥村（属板桥街道）       |
| 大村镇 | 南大村 | 南大村（属大可乡）         |
| 禄丰镇 | 禄丰村 | 禄丰村（属宜良县竹山镇）   |
| 古城镇 | 北古城 | 北古城（属宜良县北古城镇） |

| 名称   | 驻地         | 驻地现址                             |
| ------ | ------------ | ------------------------------------ |
| 圭山乡 | 维则         | 维则村（属长湖镇）                   |
| 芝云乡 | 北大村       | 北大村（属石林街道）                 |
| 宝山乡 | 大矣马伴     | 矣马伴村（属板桥街道）               |
| 兴隆乡 | 大北山       | 北山村（属鹿阜街道）                 |
| 宏图乡 | 红土坡       | 宏图村（属鹿阜街道）                 |
| 宝洪乡 | 小河口       | 小河口村（属宜良县耿家营彝族苗族乡） |
| 麟马乡 | 凤凰山麟马洞 | 麟马村（属弥勒市西三镇）             |

到1950年末，全县区划调整为5区1镇（圭山区、洪山区、北区、南区、竹山区和鹿阜镇）；1951年上述5区按顺序更名为一区、二区、三区、四区和五区，鹿阜镇保持不变。1952年土地改革时期，全县调整为8区1镇（各区按数字命名，鹿阜镇保持不变）；1953年土改完成，全县调整为7区1镇，原第四区划入第三区和第五区，区名作出相应更改。同年为了支持弥勒成立彝族自治县，路南县将麟马、油乍地等有超过1万彝族阿细人的20多个村寨划归弥勒管辖。
| 名称   | 驻地     | 辖乡                                                                                       | 合计     |
| ------ | -------- | ------------------------------------------------------------------------------------------ | -------- |
| 第一区 | 海邑     | 海邑、亩竹箐、宜政、海宜、普拉河、糯黑、矣维哨、革宜、格渣、和合                           | 10乡67村 |
| 第二区 | 尾则     | 尾则、跃宝山、水塘铺、雨布宜、西街口、糯衣、芭茅、益普勒、蓑衣山、蒲草村                   | 10乡40村 |
| 第三区 | 堡子     | 堡子、鱼龙坝、小兑冲、阿保、小乐台旧、大乐台旧、大哨、松子园、北山、㱔卜所、北大村、螺蛳塘 | 12乡89村 |
| 第四区 | 板桥马街 | 板桥、三板桥、大屯、宏图、小哨、黄家庄、矣马伴、小屯、者乌龙、冒水洞                       | 10乡83村 |
| 第五区 | 土官村   | 甸尾、月照山、明月、德马、石子、小河、先觉、羊桥、尼龙、保功、木龙                         | 11乡97村 |
| 第六区 | 大可村   | 大可、岩子脚、尖山、叠水、结胜、大村                                                       | 6乡54村  |
| 第七区 | 禄丰村   | 禄丰、玉龙、豆达、新寨、白车勒、徐家渡、团山、路则                                         | 8乡129村 |
| 鹿阜镇 | 西北街   | 西北街、东门街、南门外                                                                     | 3乡6村   |

1954年鹿阜镇改为城关镇。1957年撤区并乡，全县辖2区（圭山区、竹山区）、1镇（鹿阜镇，由城关镇更名）、19乡，其中9个乡由区公所领有，10个乡由县直管；区镇乡下共辖60个高级农业生产合作社。1958年10月全县完成人民公社化改造，辖路南、石林、板桥、圭山、竹山5个公社，下设60个管理区。同年11月，路南彝族自治县并入宜良县；1964年4月，路南彝族自治县建制恢复，下辖路南、石林、板桥、圭山四个区，原属路南县的竹山区及其他区公所的部分村留归宜良县。
1965年撤销路南区成立堡子区，恢复城关镇。1969年撤销区镇建制，扩大人民公社规模，全县设石林、板桥、堡子、东方红、大可、维则、海邑、亩竹箐、西街口共9个公社。1971年撤销堡子、大可、亩竹箐三个公社；1973年恢复大可、亩竹箐公社，新设路美邑公社（从东方红公社分出），全县恢复9公社建制。1981年恢复城关镇（从东方红公社分出），东方红公社改名城周公社，至此路南彝族自治县辖9公社1镇。1984年农村体制改革，人民公社撤销，所有公社改为区，城关镇复名鹿阜镇。1987年7月设立石林镇，原石林区更名北大村区；1988年城周区并入鹿阜镇，各区改为乡。至此路南彝族自治县辖有鹿阜镇、石林镇、北大村乡、路美邑乡、西街口乡、维则乡、板桥乡、亩竹箐乡、圭山乡、大可乡共2镇8乡。
2006年，石林县进行乡镇区划调整，将北大村乡并入石林镇，亩竹箐乡拆分并入圭山乡和西街口乡，除大可乡之外的其余5个乡改置为镇，维则更名为长湖，其余乡镇专名不变；至此全县辖鹿阜镇、石林镇、长湖镇、圭山镇、路美邑镇、板桥镇、西街口镇、大可乡共7镇1乡。2009年，路美邑镇并入鹿阜镇。2011年，鹿阜、石林、板桥三个镇合并设立鹿阜街道；2016年，昆明市政府批准板桥街道、石林街道从鹿阜街道中析出，于2017年1月16日正式挂牌成立。

## 经济
2016年统计，石林彝族自治县国内生产总值为774,057万元，第一、二、三产业的产值分别为192,446万元、209,128万元、372,483万元，三次产业结构比为24.9:27:48.1。人均生产总值29,863元，较云南省平均值略低，农村居民年人均纯收入12,443元。全县有单位职工1.78万人，职工年平均工资5.91万元。城镇居民人均可支配收入34,678元，人均消费性支出18,474.13元；农村居民人均可支配收入12,443元，人均消费性支出11,215.37元。2016年全县不含农户的固定资产投资144.04亿元。全年地方一般公共预算收入6.13亿元，人均2,366元；地方一般公共预算支出16.26亿元，人均6,271元。地方财政总收入8.76亿元，上划中央和省级税收2.63亿元。

### 第一产业

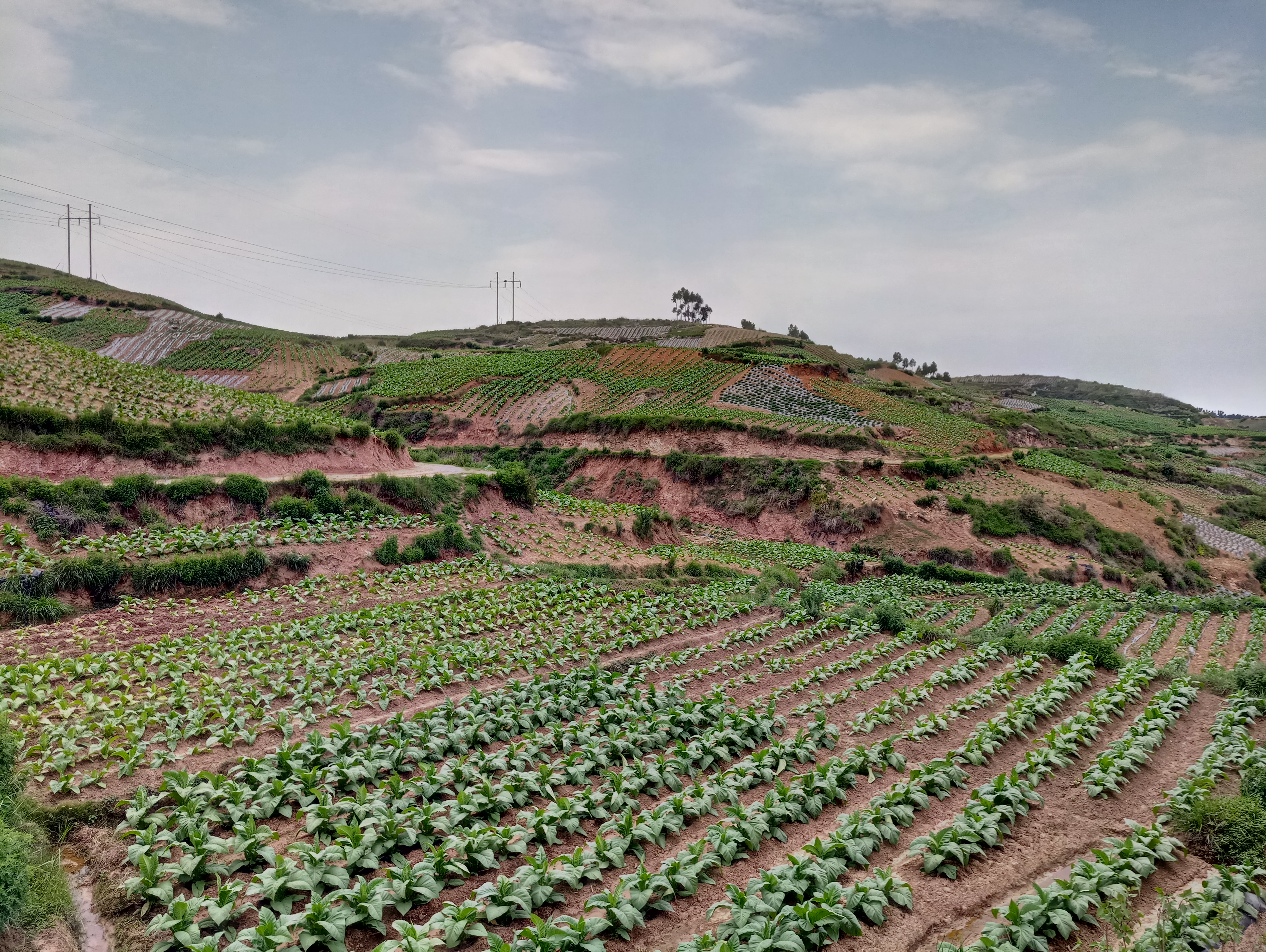
路南坝的农田，种植着烤烟

石林县是一个典型的农业县，气候、土壤适宜农作物的生长，代表性的优良农业品种有红花大金元烤烟和圭山山羊。2016年统计，石林县有乡村人口22.35万人，乡村从业人员13.90万人，粮食播种面积3.39万公顷，产量15.41万吨。
县内于1979年开始实行家庭联产承包责任制，此后农业发展较快，主要粮食作物有水稻、玉米、小麦、马铃薯、豆类等，经济作物有烟草、油菜、蔬菜、水果、花卉等。烤烟是石林县的重要农作物，石林县于1979年被列为全国41个烤烟基地县之一，县内培育的红花大金元烤烟成为国家种子审定委员会确定的全国烤烟栽培品种，曾获得云南省科技进步二等奖。石林县也是云南省五个花卉发展重点县之一，康乃馨为产量最大的鲜切花，2016年产鲜切花28,188.9万枝。林业上，石林县的树种单一，引进的果木等经济林效益较好，主要水果有油桃、蓝莓、红梨、葡萄、甜柿、枇杷、人参果等。
|                  | 谷物      | 稻谷     | 小麦     | 玉米     | 大麦    | 荞麦  | 豆类    | 大豆    | 蚕豆    | 薯类     | 马铃薯   |
| ---------------- | --------- | -------- | -------- | -------- | ------- | ----- | ------- | ------- | ------- | -------- | -------- |
| 种植面积（公顷） | 25,770.9  | 3,174.2  | 4,171.1  | 13,274.4 | 3,013.5 | 472.0 | 5,146.1 | 1,080.2 | 2,482.1 | 2,964.0  | 2,909.2  |
| 产量（吨）       | 135,955.3 | 21,043.0 | 15,264.7 | 90,474.9 | 5,539.3 | 457.3 | 7,070.7 | 4,205.6 | 4,205.6 | 11,089.0 | 10,669.0 |

|                  | 油料作物 | 油菜籽 | 向日葵 | 烤烟     | 蔬菜    | 瓜果    | 茶叶  | 水果     |
| ---------------- | -------- | ------ | ------ | -------- | ------- | ------- | ----- | -------- |
| 种植面积（公顷） | 416.5    | 309.9  | 106.6  | 7,247.0  | 8,634.8 | 72.9    | 117.0 | 4,129.0  |
| 产量（吨）       | 585.1    | 401.0  | 184.1  | 15,641.2 | 298,950 | 3,890.0 | 11.0  | 61,797.3 |

畜牧业是石林县重要的传统行业，饲养有山羊、生猪、黄牛等大牲畜，肉羊及奶山羊繁殖的研究处在中国领先地位，开创有称为“路南模式”的山羊养殖及乳饼加工一条龙饲养模式，1986年被列为全国奶山羊基地县，2016年共生产羊奶15,144.7吨。
| 猪    | 猪    | 猪     | 牛   | 牛   | 牛     | 羊    | 羊    | 羊     | 家禽   | 家禽    | 家禽   | 禽蛋 | 奶类 | 牛奶 | 蜂蜜（吨） | 水产品 |
| 存栏  | 出栏  | 肉产量 | 存栏 | 出栏 | 肉产量 | 存栏  | 出栏  | 肉产量 | 存栏   | 出栏    | 肉产量 | 禽蛋 | 奶类 | 牛奶 | 蜂蜜（吨） | 水产品 |
| 18.16 | 26.31 | 1.96   | 4.24 | 1.76 | 0.21   | 18.54 | 10.59 | 0.23   | 672.59 | 2005.31 | 2.57   | 0.41 | 2.44 | 0.93 | 17         | 0.20   |

石林县建有国家级的石林台湾农民创业园一个农业产业园区，截至2022年已有72家企业入驻。台创园位于石林街道内，在老挖村有一个分园即石林锦苑花卉产业园，是亚洲最大、自主知识产权品种中国最多的花卉产业园。2013年，昆明市政府赴法国沙特尔，与芳香谷产业园和厄尔-卢瓦省签订了合作协议，将在石林建设中法芳香产业园，包括香料种植基地、香水工厂、进出口生产加工区等项目。
石林县的土特产品有路南乳腐、圭山山羊、乳饼、甜柿、枇杷等。石林生产的“路南牌”腐乳起源于清朝嘉庆年间，曾获得中国首届食品博览会银奖、中国旅游产品天马奖称号。圭山山羊、石林甜柿在2009年获得农产品地理标志认证，石林乳饼在2011年取得认证；圭山山羊和大可枇杷获得了国家地理标志证明商标。

### 第二产业

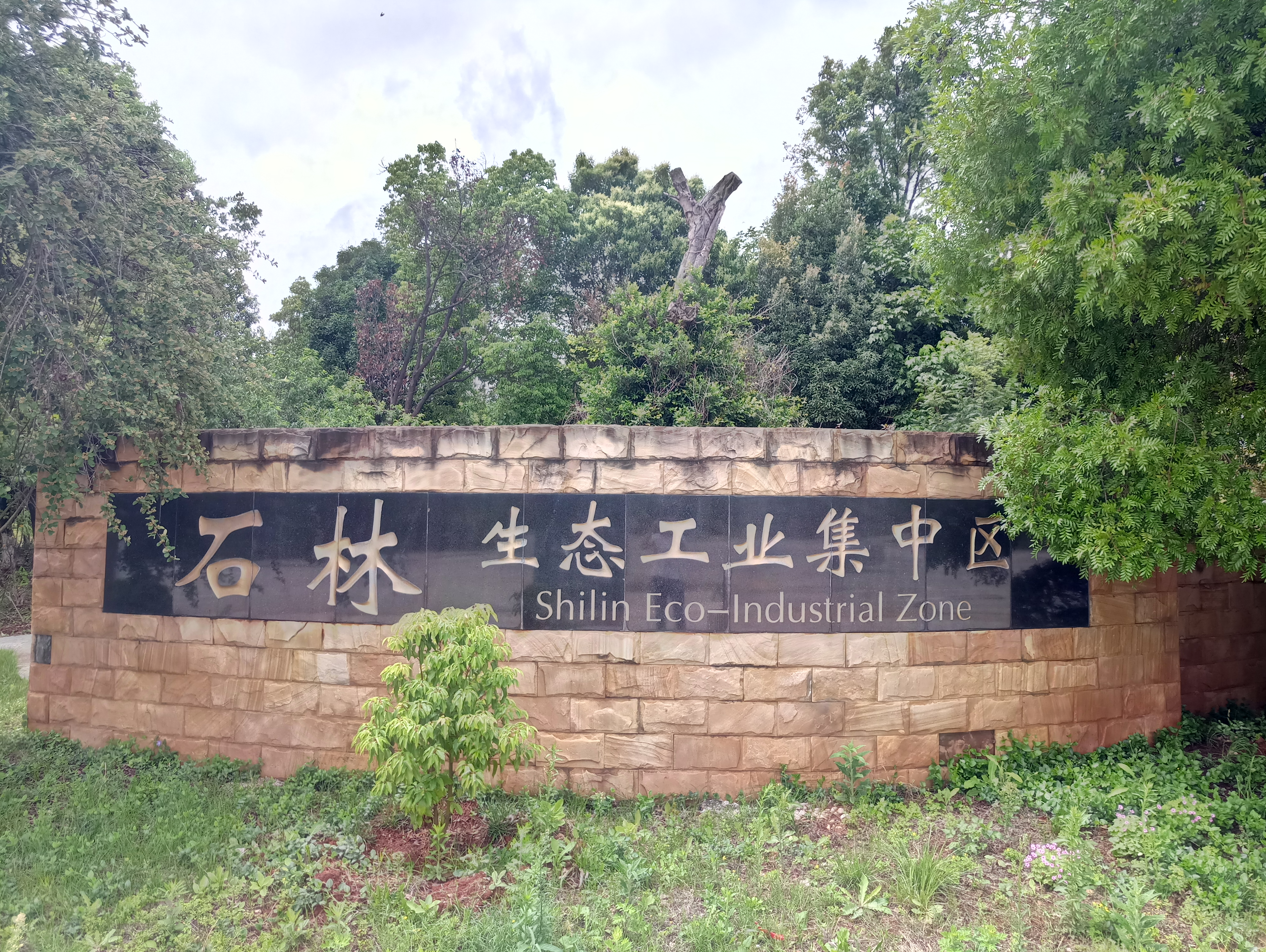
石林生态工业集中区

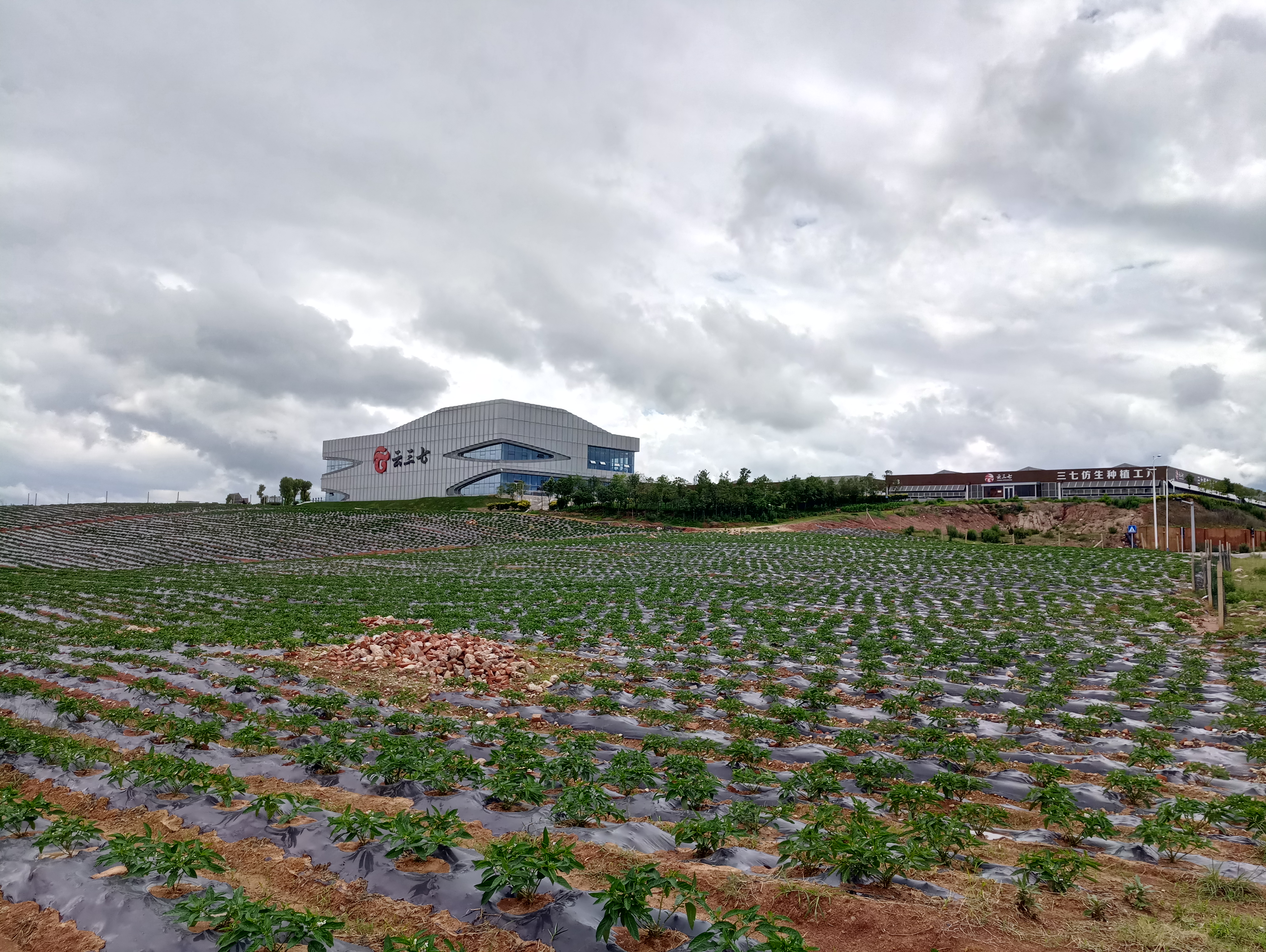
石林生态工业集中区内的一家三七加工厂

1949年，石林县有个体手工业548户，涉及铁器、纺织、酿造、食品、烟草等行业；1956年社会主义改造后，匠人进入手工业合作社生产，后合作社逐渐发展为集体企业。截至2016年，石林县共有工业企业270个，工业产值53.35亿元，规模以上工业企业单位42个，规模以上工业总产值35.85亿元。石林县的工业主要有采矿业、电力工业、石材业、农产品加工、旅游商品加工、水泥生产等。2016年生产有水泥105.61万吨、洗煤47.78万吨，年发电6.87亿千瓦时，其中太阳能发电3.44亿千瓦时，其他主要产品还有硅酸盐水泥熟料79.09万吨、天然大理石建筑板材510.51万平方米。圭山镇是石林县唯一的产煤乡镇，煤炭行业正在进行去产能转型升级，2017年末因相关企业采矿许可证过期，煤矿一度暂停生产。
石林县有一个省级工业园区，即石林生态工业集中区，重点发展特色旅游商品加工、绿色农特产品加工、新能源、新型建材等生态工业，有3个中央直属企业落户园区（华能石林光伏发电、龙源石林风电、中种集团云南种业）。工业园主要位于鹿阜街道，此外在石林街道、西街口镇、圭山镇均有片区。

### 第三产业

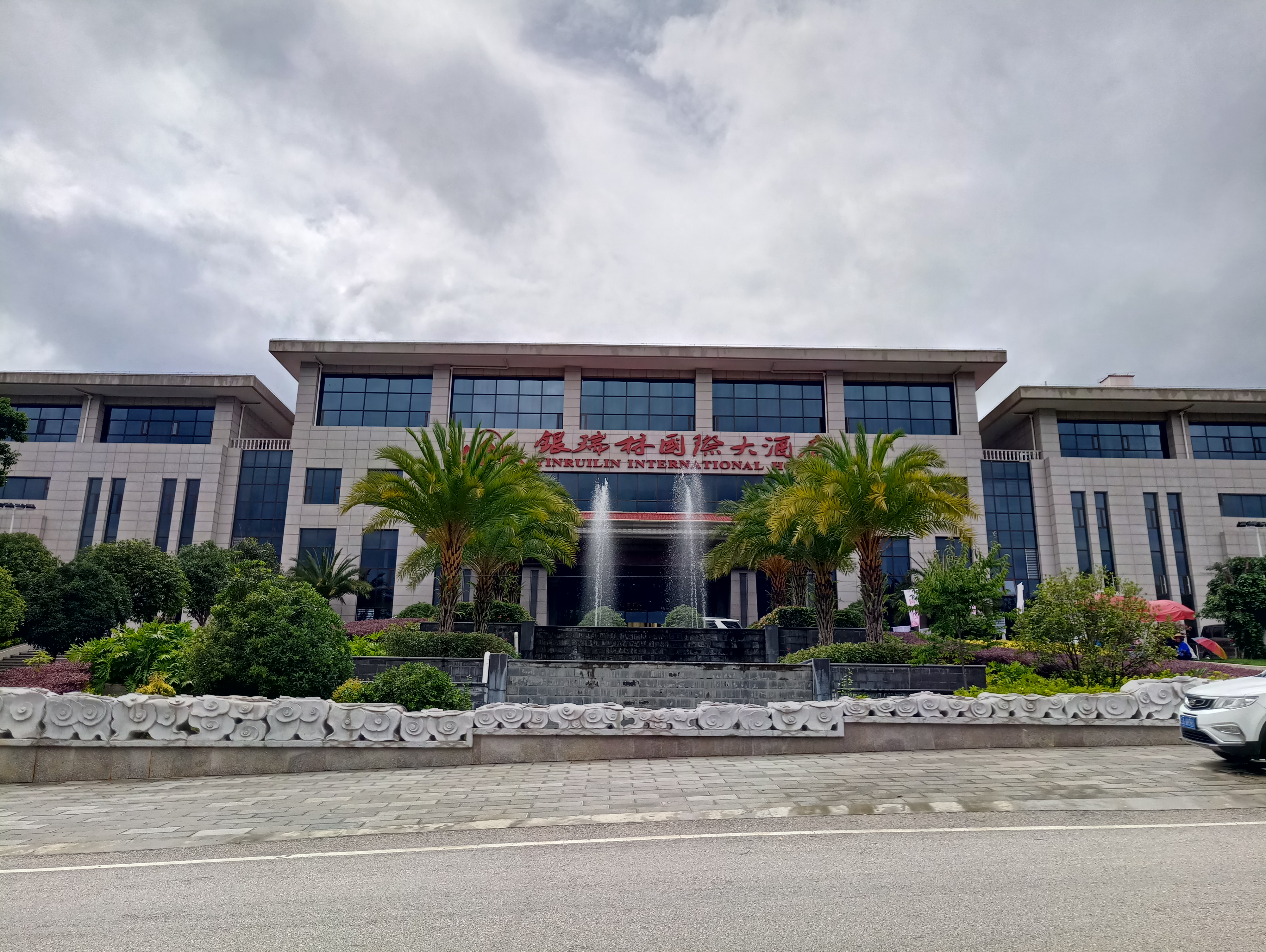
石林银瑞林国际大酒店

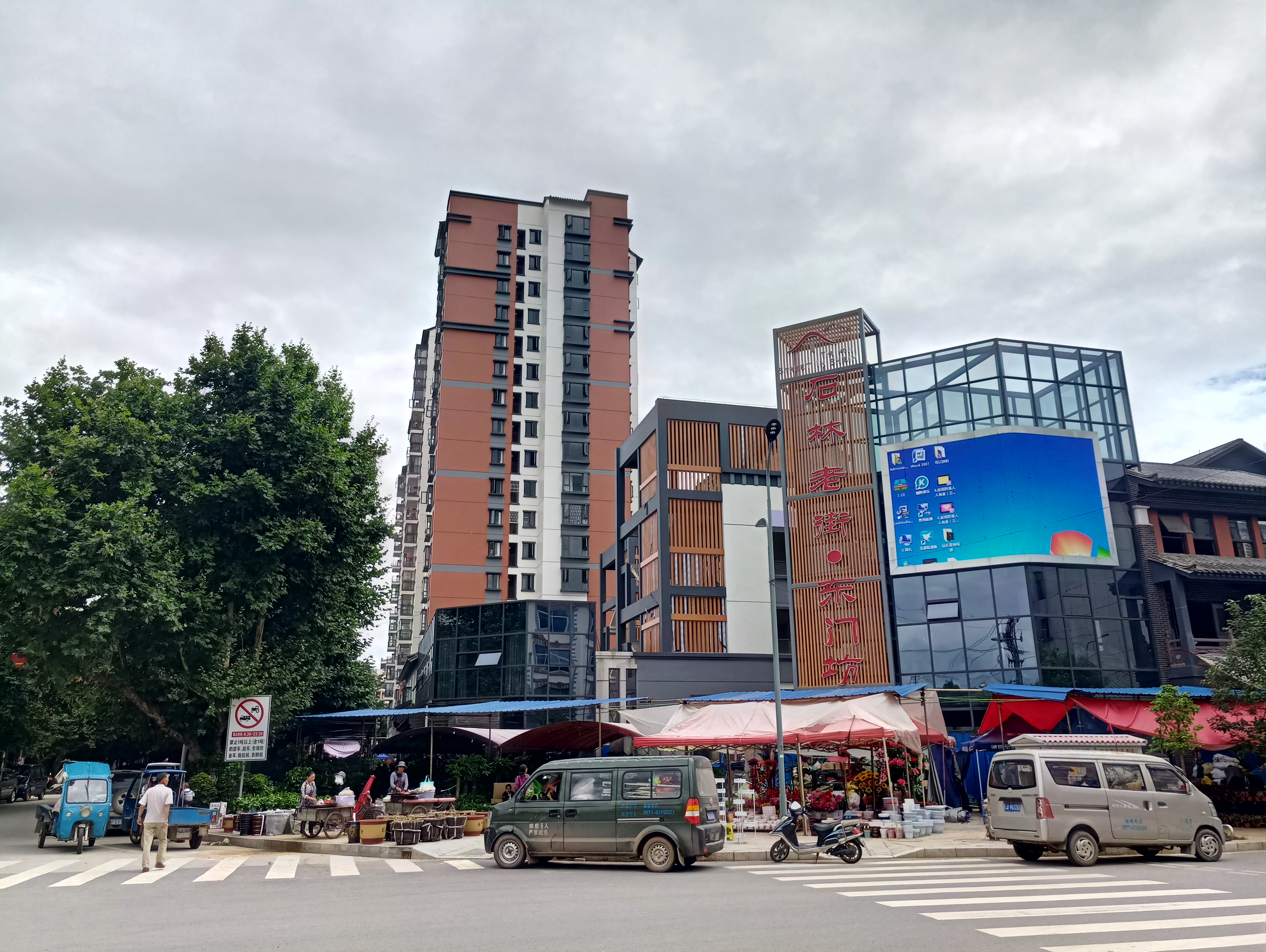
石林县城西的老街东门坊商业中心

以旅游业为龙头的第三产业已成为石林县的支柱产业（旅游业参见#旅游）。2016年，石林县全年社会消费品零售总额39.59亿元。截至2016年末，石林县共有3,152家私营企业，雇佣人员20,560人；11,659户个体工商业，从业人员18,238人。县内有中国工商银行、中国农业银行、中国建设银行、富滇银行、中国邮政储蓄银行、云南省农村信用社等12家银行开设的分行或办事处，2016年末住户存款年末余额59.41亿元，全县金融机构各项存款余额90.11亿元。到2016年5月底，石林县已建成2个符合《云南省城市综合体布局规划》标准的城市综合体：老街东门坊和财富中心。截至2011年，县内共有三星级饭店3家、二星级饭店1家，床位840张；其他旅馆79家，床位3,486张。2013年投入运营了石林县第一家国际五星级标准的酒店——银瑞林国际大酒店，不过该酒店尚未获得中国旅游饭店业协会认证的五星级资格。

## 人口
清咸丰五年（1855年），路南州共有人口22,230户，按每户5口人推算，路南人口应有111,150人。后因兵灾疫害导致人口大量死亡，到光绪三十三年（1907年）全县仅有10,983户人，推算约54,915人。此后人口数量迅速回升，到1959年共有人口104,734人，在三年困难时期的末期（1961年），全县人口下降到103,100人，后又呈增长形态。1973年的人口自然增长率高达30.9‰，为历史峰值，1980年开始实行计划生育，2016年的人口自然增长率为6.57‰。2020年第七次人口普查结果，石林彝族自治县总人口（常住人口）共有79,604户、240,827人，城镇人口107,107人（占44.47%），乡村人口133,720人（占55.53%）。共有男性122,765人、女性118,062人，性别比为103.98。0—14岁人口共41,366人（占17.18%），15—59岁人口共159,886人（占66.39%），60岁及以上人口共39,575人（占16.43%），其中65岁及以上人口共29,572人（占12.28%）。大学专科学历及以上人口有21,379人，15岁以上的文盲有9,344人，占15岁以上人口的4.68%。
| 年份 | 总人口  | 备注                             |
| ---- | ------- | -------------------------------- |
| 1855 | 111,150 |                                  |
| 1907 | 54,915  |                                  |
| 1917 | 86,722  | 民国《路南州志》编修调查统计数值 |
| 1939 | 97,915  |                                  |
| 1947 | 89,968  |                                  |
| 1949 | 104,091 |                                  |
| 1953 | 107,789 | 一普                             |
| 1957 | 110,569 | 大跃进前一年                     |
| 1961 | 103,100 | 三年困难时期末期                 |
| 1964 | 114,494 | 二普                             |
| 1982 | 194,180 | 三普                             |
| 1990 | 212,180 | 四普，石林县人口超过二十万人     |
| 2000 | 223,978 | 五普                             |
| 2010 | 246,218 | 六普                             |
| 2020 | 240,827 | 七普                             |

### 民族

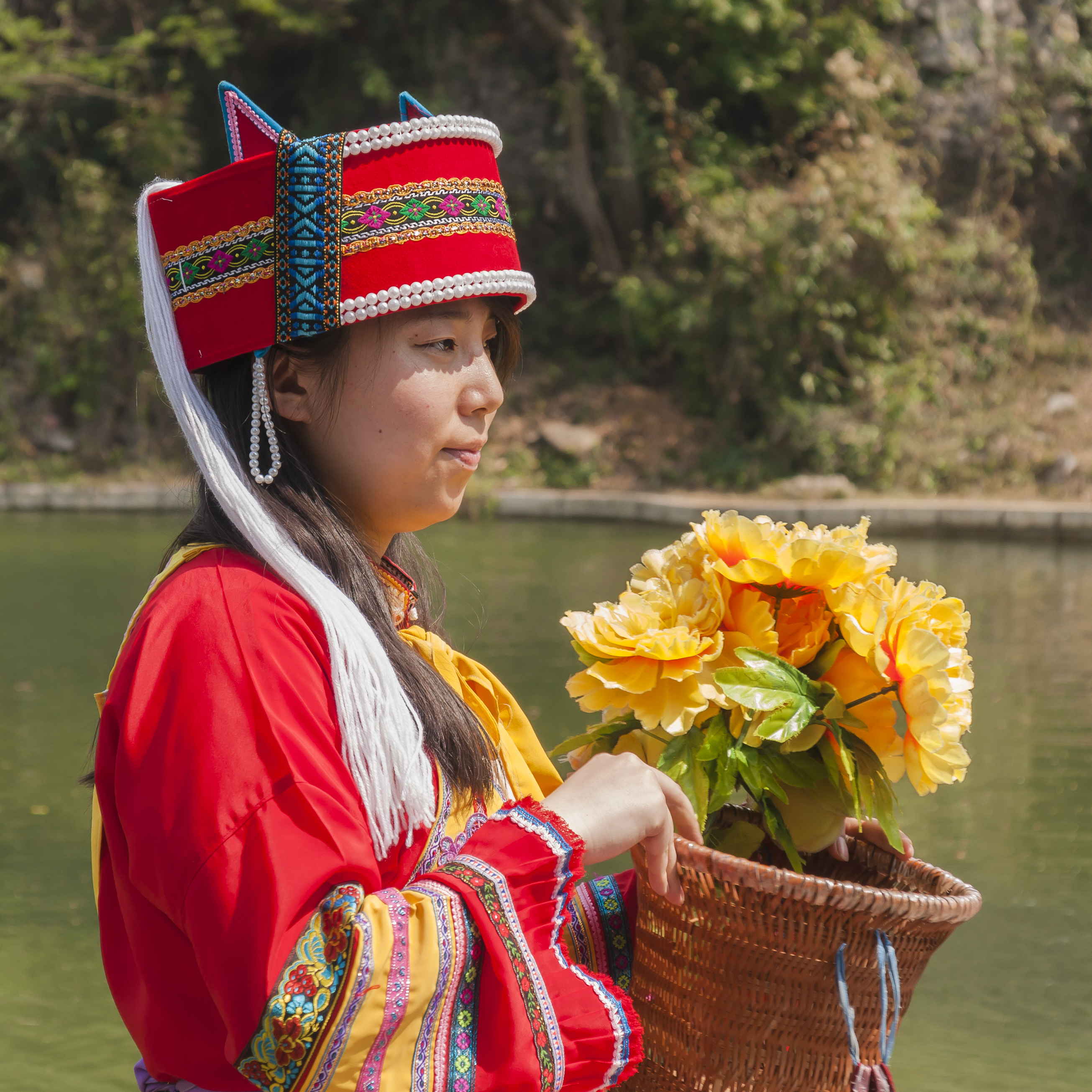
穿着传统彝族服饰的女性

根据2010年普查结果，石林彝族自治县共有36个民族，有2个民族人口超过10,000人。县内的主要民族是汉族，共有163,586人，占总人口的66.44%；彝族是主要的少数民族，共有79,636人，占总人口的32.34%。现今大部分彝族人口居住在山区，汉族居住在坝区。
| 民族       | 总人口  | 男性   | 女性   |
| ---------- | ------- | ------ | ------ |
| 汉族       | 163,586 | 85,984 | 77,602 |
| 彝族       | 79,636  | 39,637 | 39,999 |
| 苗族       | 849     | 434    | 415    |
| 壮族       | 770     | 411    | 359    |
| 回族       | 349     | 192    | 157    |
| 哈尼族     | 229     | 109    | 120    |
| 白族       | 215     | 98     | 117    |
| 傣族       | 144     | 57     | 87     |
| 布依族     | 88      | 45     | 43     |
| 瑶族       | 46      | 19     | 27     |
| 傈僳族     | 35      | 11     | 24     |
| 蒙古族     | 32      | 19     | 13     |
| 土家族     | 31      | 12     | 19     |
| 纳西族     | 30      | 13     | 17     |
| 黎族       | 27      | 16     | 11     |
| 拉祜族     | 25      | 12     | 13     |
| 佤族       | 21      | 11     | 10     |
| 水族       | 14      | 9      | 5      |
| 畲族       | 14      | 7      | 7      |
| 满族       | 10      | 7      | 3      |
| 藏族       | 10      | 5      | 5      |
| 侗族       | 8       | 4      | 4      |
| 京族       | 6       | 1      | 5      |
| 仡佬族     | 4       | 4      |        |
| 景颇族     | 4       |        | 4      |
| 阿昌族     | 3       | 2      | 1      |
| 土族       | 3       | 2      | 1      |
| 仫佬族     | 3       | 1      | 2      |
| 布朗族     | 2       | 2      |        |
| 朝鲜族     | 2       | 2      |        |
| 怒族       | 2       | 1      | 1      |
| 德昂族     | 2       | 1      | 1      |
| 基诺族     | 2       | 1      | 1      |
| 普米族     | 2       |        | 2      |
| 维吾尔族   | 1       | 1      |        |
| 哈萨克族   | 1       | 1      |        |
| 未识别民族 | 12      | 6      | 6      |

彝族是石林县境内的原住居民，旧石器时代已在巴江沿岸生活，隋唐时期形成“落蒙部”，随着明朝改土归流的推行及外来移民的增多，彝族与外来民族同化融合，使其内部的分化现象突出，到清朝形成了撒尼、黑彝、白彝、彝亲、阿细、阿彝子等彝族支系。各支系中撒尼人口最多，占彝族人口的96.2%，他们许多是古代落蒙部平民的后裔，由原生彝族、氐羌人、内地汉族融合形成。
石林的汉族自秦汉时期开始不断迁入县内，明洪武至永乐时代，由于屯田制度的推行，大量内地军户被调入石林，县内的汉族人口剧增，到万历年间其人口数量与彝族大致相同。清朝在云南地区推行汛塘制度，再次移入众多汉族兵士，此外中国内地的战争、饥荒等灾祸也是汉族迁入石林的原因。
石林县内还有苗族、壮族等少数民族，为清朝、民国时期自贵州、昭通、文山等地迁入，并非石林县的远古土著居民。

## 文化
石林彝族自治县有1个图书馆和1个文化馆，共有各级非物质文化遗产名录73项，包括4项国家级非物质文化遗产，即《阿诗玛》、彝族（撒尼）大三弦舞、彝族（撒尼）刺绣、彝族（撒尼）摔跤，四项国家级非遗的代表性传承人分别是王玉芳、毕跃英、毕光明、李有贵。石林县内有各级文物保护单位42项，包括路南州文庙和贪官许良安遗臭碑2项云南省文物保护单位，以及5项昆明市文物保护单位和35项石林彝族自治县文物保护单位。

### 宗教

#### 原始宗教
大部分石林彝族信仰原始宗教，从事宗教活动的人称为“毕摩”。万物有灵的观念广泛存在于彝、苗、壮等少数民族中。撒尼人认为天、地、日、月、山、石、火、林都有其神，自然界一切事物的存在和活动是因为神灵在起作用。祖先崇拜也广泛存在于石林的各民族中，人们认为灵魂不死，人死后其灵魂能够独立存在，灵魂也被称为“鬼”，父母祖先的灵魂为“善鬼”，善鬼即神，能够保佑家族平安兴旺。截至2016年，石林县共有在册毕摩161人、山神庙111个、密枝林103个。

#### 佛教

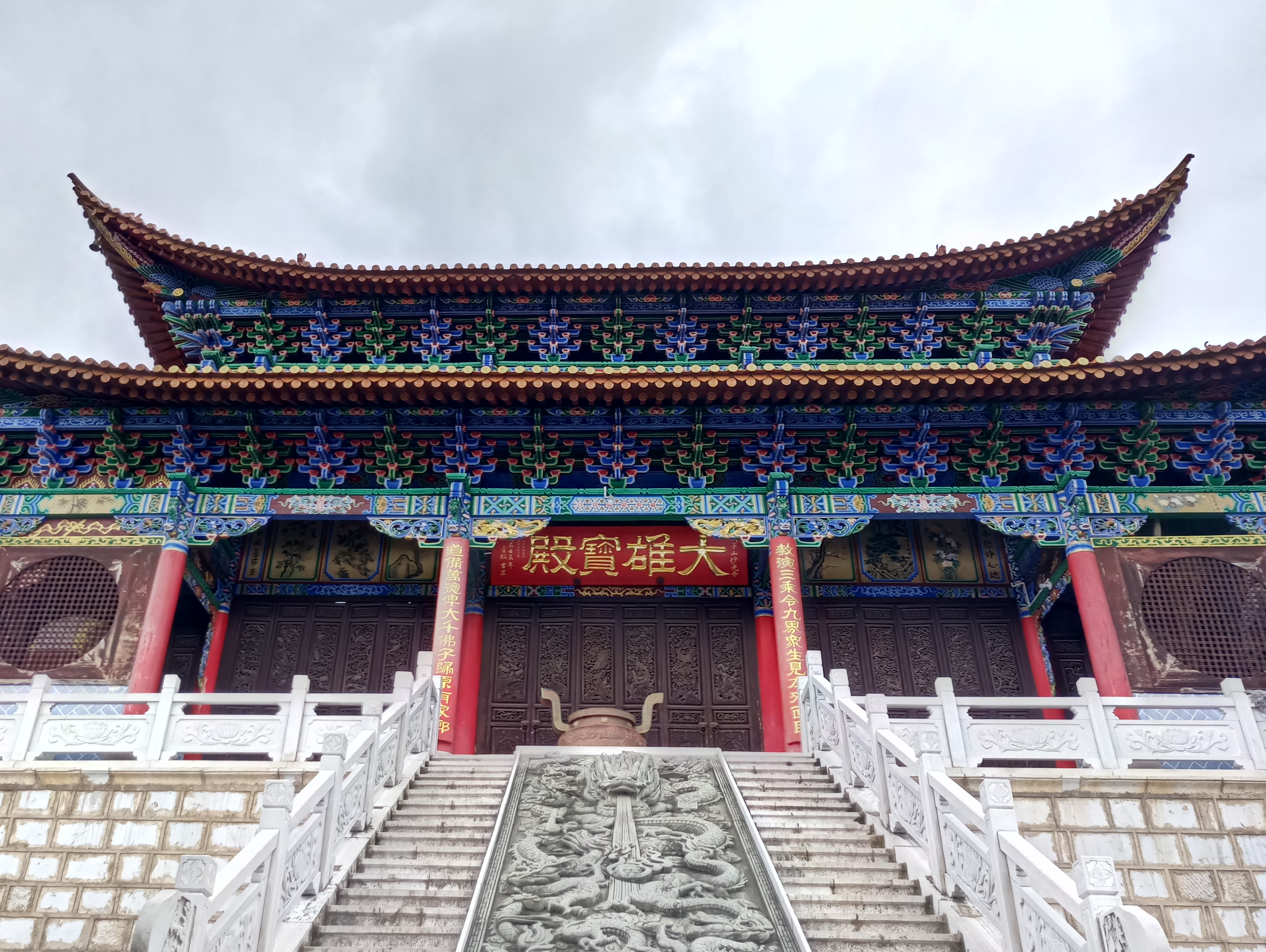
狮山寺的大雄宝殿

佛教在明朝时期已传入石林，清民时期广传于汉族和部分彝族之中，1949年前县内无佛教组织，1986年成立佛教协会并请昆明筇竹寺僧人赴石林主持活动。截至2016年，石林县共有4所正式批准开放的寺院，即圭山寺、狮山寺、仙花寺和石峰寺，共有比丘和比丘尼7名，信众约10,000人。

#### 天主教
天主教于1887年传入石林，法国传教士邓明德建立了路美邑教堂和天主教保禄小学，邓明德去世后又有法国、瑞士等地先后共15名神甫来到石林传教，到1948年县内有3,000余人入教。1950年将外国神甫驱逐出境后天主教发展缓慢，文化大革命时期公开活动停止，1980年后天主教恢复发展。截至2016年，石林县批准开放了路美邑和海邑两处天主教堂和维则村天主教固定处，全县有教职人员2名神父，教徒1,344人，信众多为彝族农民。

#### 新教
基督教新教于1925年传入石林，由在昆入教的石林人牛云晨和瑞士牧师张义生创立“路南基督教神召会”，1949年有教徒126人，1950年后活动逐渐减少，改革开放后恢复发展。截至2016年，石林县批准开放了紫玉村基督教堂一处宗教活动场所，共有教职人员2名、教徒885人。

### 语言文字

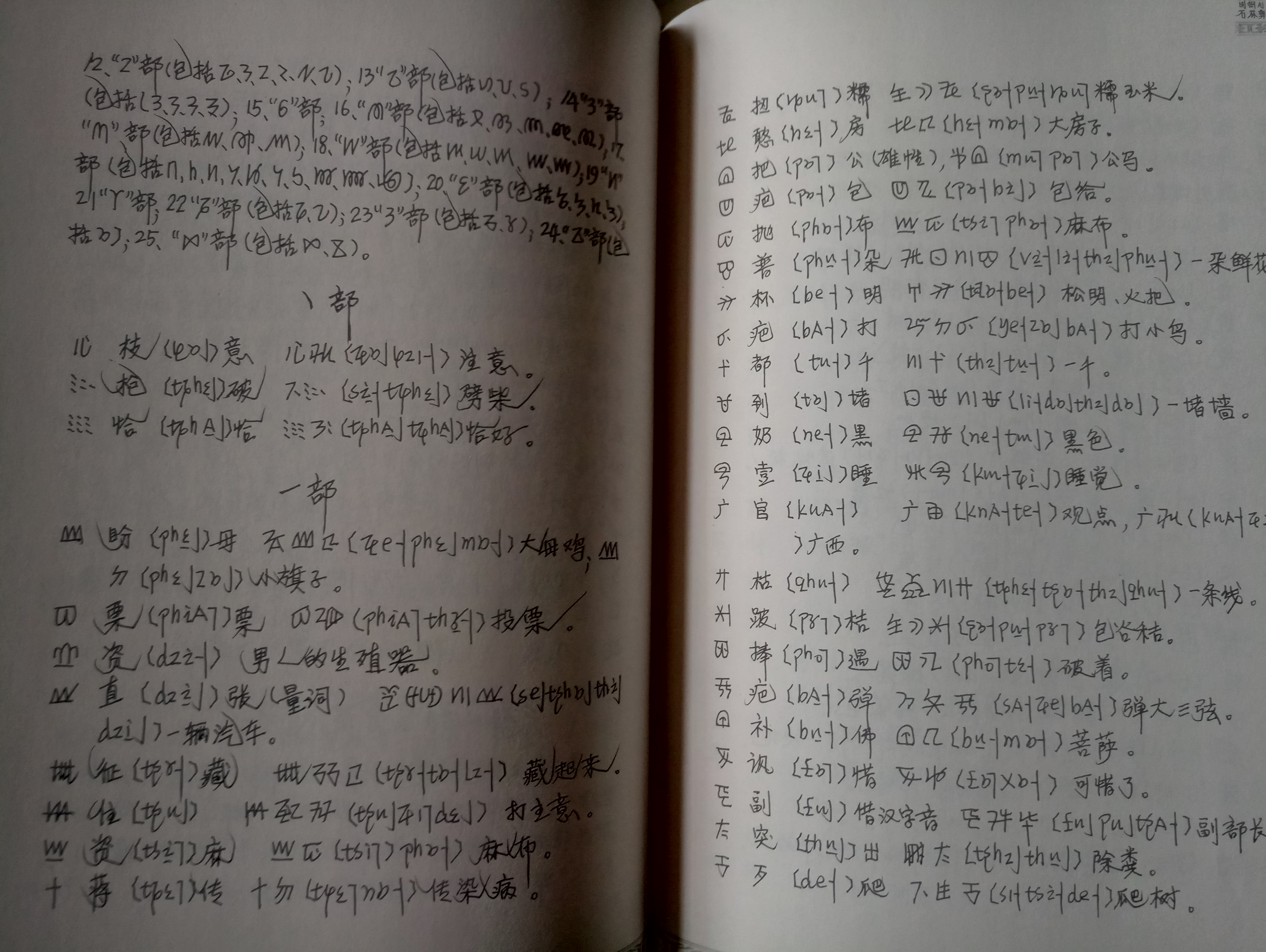
石林县编写的彝文教材《石林彝文自学读本》内页

石林县的汉语属于西南官话云南话滇中方言，共有24个声母和32个韵母，有较多地域词语，如“二气”形容固执不通情理。语序和句法与普通话有略微差异，如石林方言“你格骑单车？”，普通话意为“你骑不骑自行车？”，方言疑问句的语序常为“主语+格+谓语+宾语”。
撒尼人的本民族语言是撒尼语，属于藏缅语族彝语支彝语东南部方言撒尼土语，语法上为“主、宾、谓”结构。由于文化和民族的融合，现今超过95%的撒尼人能够使用撒尼语和汉语双语言，并形成“在家讲本语，出门讲汉语”的习惯。撒尼人也拥有自己的文字，即撒尼文，是由图画文字发展而来的象形文字和音缀文字，现存单字1,200余个，书写上为从左向右直行书写。为保护撒尼彝文，石林县于1979年开办民族文史研究室，共收集到文学、历史、民族、医药、农技、宗教等方面的撒尼文典籍共213部，编写出版了《彝汉简明词典》、《路南撒尼文课本》，以及撒尼文汉文对照的《阿诗玛》、《尼迷诗》、《普帕米》、《尼布姆司》等书籍。
黑彝语属于彝语东部方言黑彝土语，发音与撒尼语略不同，没有自己的文字，彝亲人的语言与黑彝语基本相似。白彝人的本民族语言白彝语属于彝语东部方言滇东北次方言葛泼土语，已失传，居民通用汉语。阿细人使用的阿细语属于彝语东南部方言阿细土语，与撒尼语的发音略不同，历史上没有文字，1950年代后创制的拉丁字母拼音文字未在石林阿细人中推行使用。石林县内的苗族所用苗语为其滇东北次方言，没有推行苗文。壮族使用的壮语为其北部方言，大多数壮族居民已不能使用壮语，石林县内的壮族村寨亦没有推行壮文。

### 文学

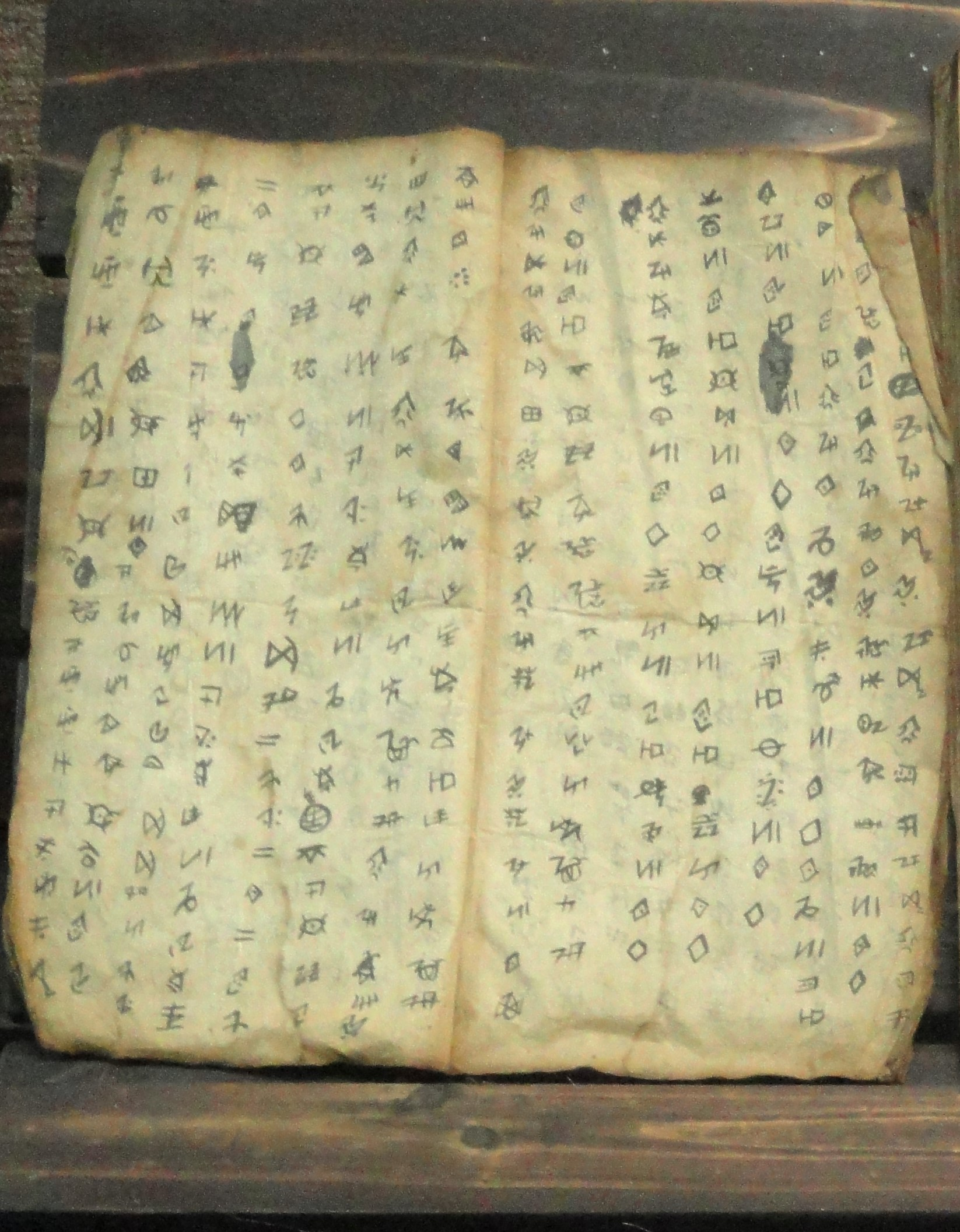
石林撒尼彝文写成的民间叙事长诗——《阿诗玛》手稿，藏于云南民族博物馆

彝族撒尼人创作有《阿诗玛》、《牧羊人史郎若》、《竹叶长青》、《圭山彩虹》、《尼迷诗》、《洪水滔天史》等民间叙事诗和创世史诗，此外阿细人的创世史诗《阿细的先基》在石林县内也有流传。《阿诗玛》塑造了美丽、勤劳、勇敢的撒尼姑娘阿诗玛形象，叙述其在土司热布巴拉的婚姻压迫下坚决反抗，最后遇难化成回声的故事。1954年7月由云南省文工团圭山工作组从彝族村寨中搜集原始资料整理出版，后引起轰动，成为石林县民族文化的代表，被译为多种文字在国内外发行，享誉世界文坛，被改编为电影《阿诗玛》，该电影还是中国第一部彩色宽银幕立体声音乐歌舞片。《阿诗玛》在2006年入选第一批中国国家级非物质文化遗产。记载指引死者灵魂归祖路线的彝文古籍《指路经》被申报为国家级珍贵文献。

### 艺术

#### 绘画
石林岩画位于石林风景区内，共有三十多个图像，早期内容作于东汉之前，中期内容与彝族原始宗教有关。中华人民共和国成立后民间农民画的发展较快，1988年石林农民毕文明所作的《撒尼人》获得全国农民大赛一等奖，石林县被文化部授予“中国现代民间绘画画乡”荣誉。

#### 刺绣

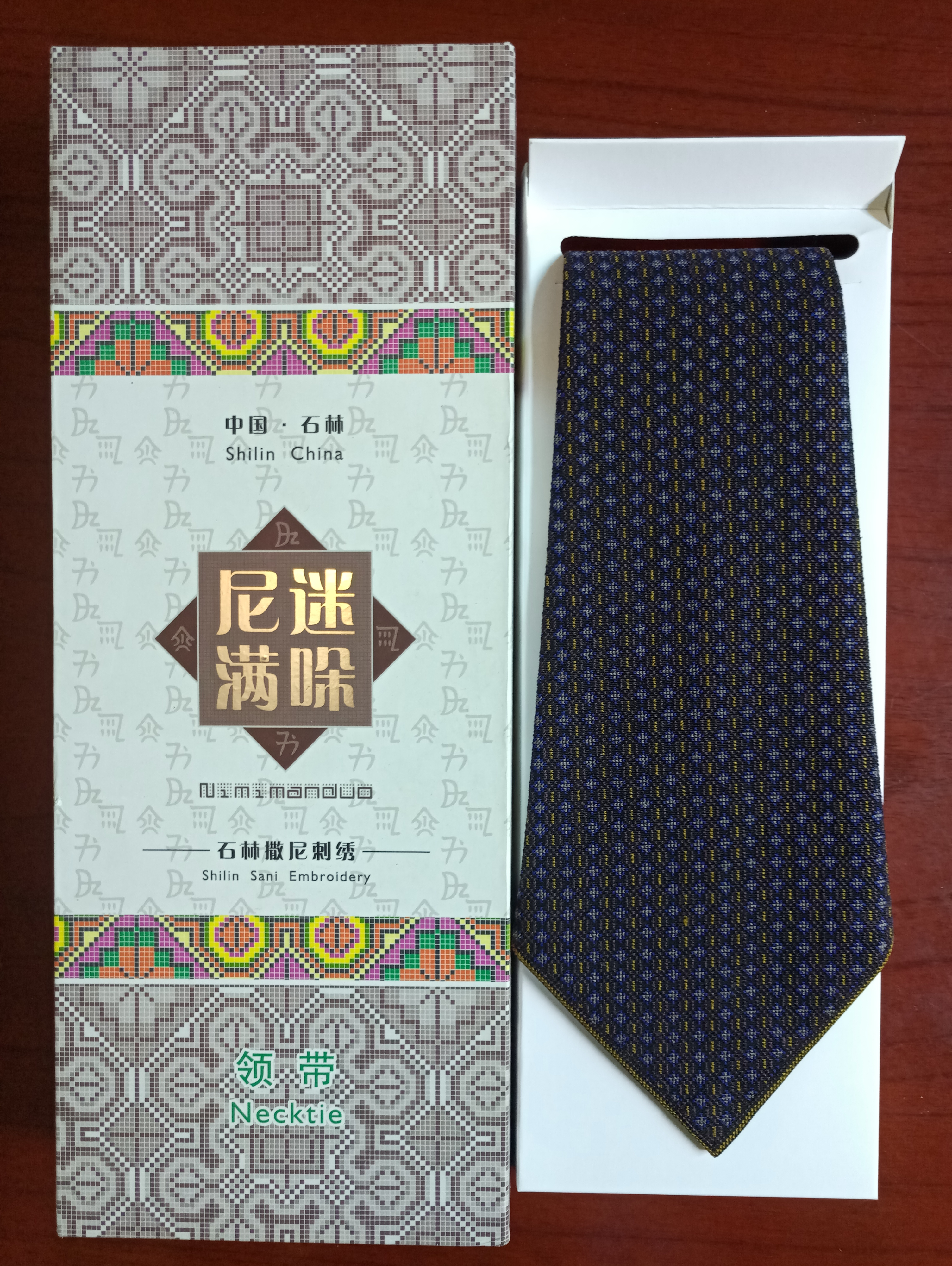
石林撒尼刺绣工艺制作的一条领带

石林彝族的刺绣早在明清时已盛行，以阿着底刺绣为代表，图案多源于自然景色及生活事物，改革开放后石林县旅游业发展迅速，刺绣成为具有代表性的手工艺品和旅游纪念品，出口美日俄等多个国家。七彩线绣出的阿诗玛刺绣包获得“中国国际技术产品博览会”金奖。撒尼挑花刺绣工艺被列入第二批国家级非物质文化遗产名录。

#### 歌曲

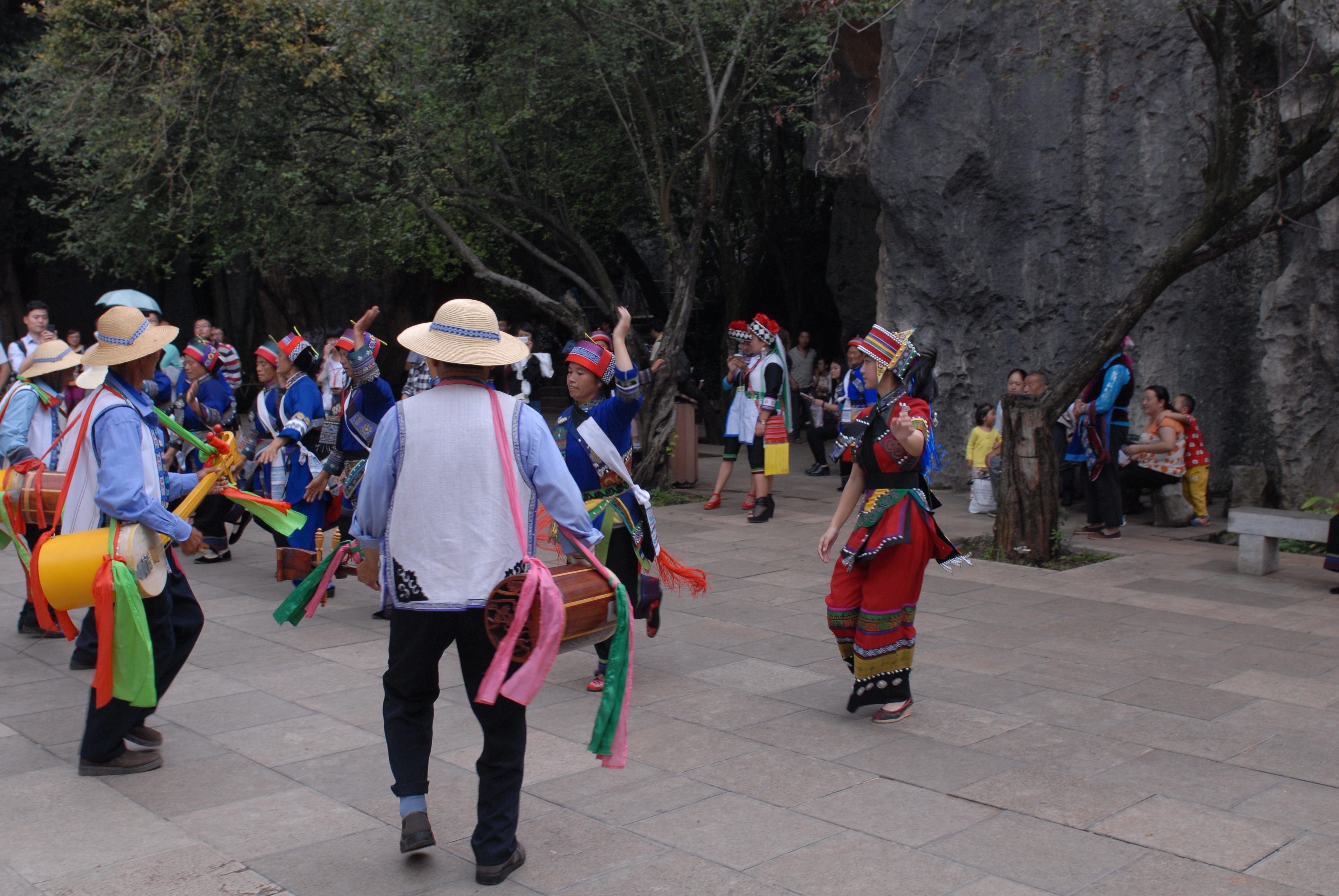
石林的三弦舞

石林县的音乐工作者和民间歌手创作了大量撒尼风格的歌曲，知名歌曲有《远方的客人请你留下来》、《唱给石林的歌》等。2000年，国家文化部社会文化司正式命名石林县为“中国民间艺术之乡（歌舞）”，通常称为“歌舞之乡”。《远方的客人请你留下来》最初由石林民间音乐家金国富作曲，后经麦丁于1953年改编，深受周恩来总理等领导人及中国民众喜爱，1957年在莫斯科第六届世界青年与学生联欢节歌曲创作比赛中获得金质奖章，曾是人民大会堂迎宾曲目，1998年被定为石林彝族自治县县歌，成为云南旅游的代表性歌曲，2008年北京奥运闭幕式中也演唱了该歌曲表现中国人民的友好热情，2009年成为“中宣部推荐100首爱国歌曲”中的第27首。石林县的彝族乐器有笛子、三胡、三弦、月琴、口弦等，西方传教士到石林传教时也传入了鼓号等西洋乐器。

#### 舞蹈
石林县的舞蹈有三弦舞、大鼓舞、钗舞、狮舞等，多由战争舞蹈或祭祀舞蹈发展而来。三弦舞为撒尼人借鉴阿细人阿细跳月衍生的舞蹈，是用大三弦自弹自跳的民间传统集体舞蹈，舞步基本步伐为三步一踢脚，依速度快慢而分为“快三步”和“慢三步”。大三弦舞已被列入第二批国家级非物质文化遗产名录。

### 体育

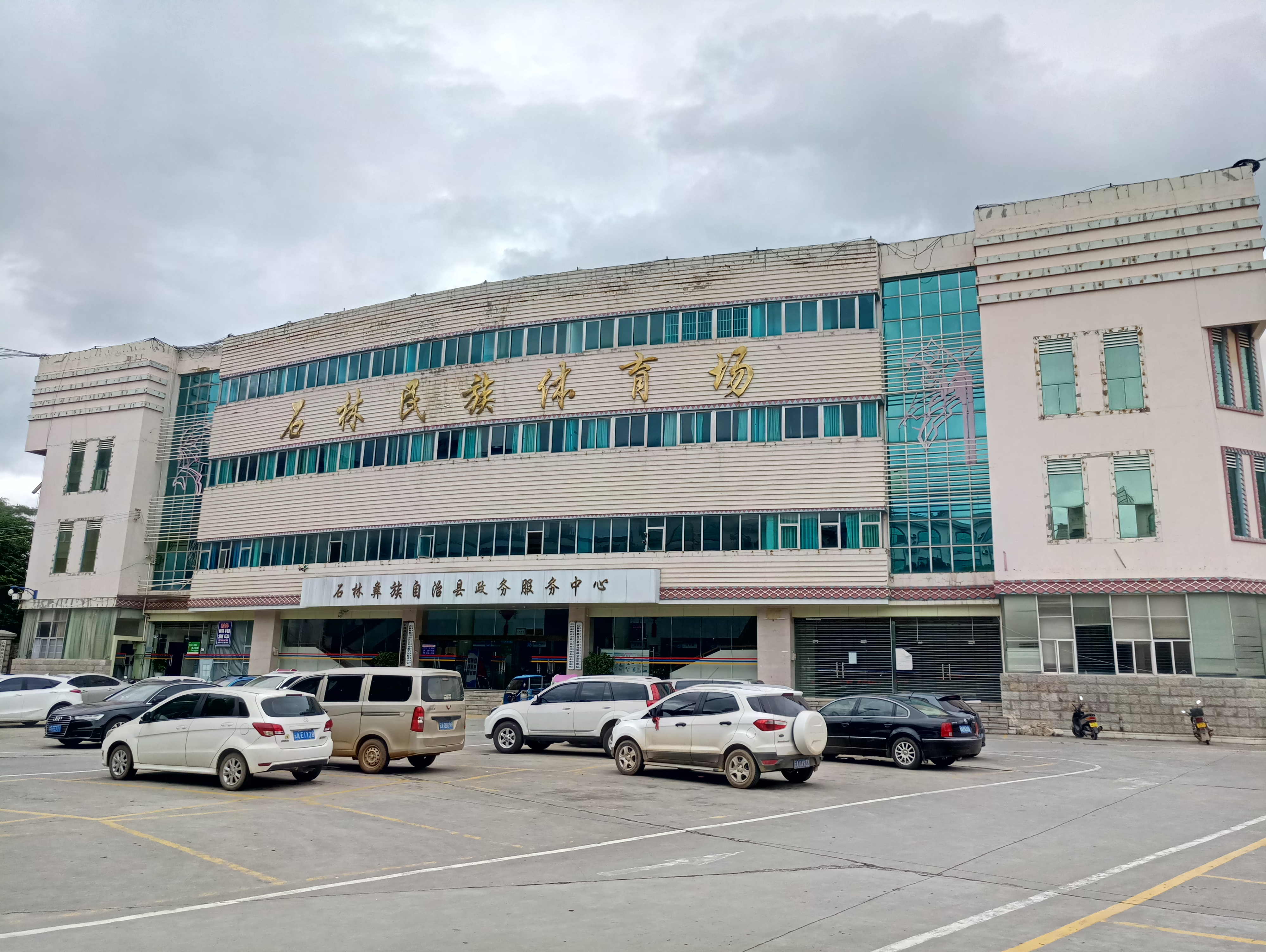
石林民族体育场

摔跤、射弩、斗牛、拔河、陀螺等民间运动在石林县较为流行。摔跤在石林撒尼人的心中一向有着不同寻常的地位，石林县的许多摔跤选手在国际、国内比赛中获得较好成绩，因此石林县也有“摔跤之乡”的美誉，撒尼摔跤被列入第二批国家级非物质文化遗产名录。1978年到2007年的三十年间，石林组织摔跤队参加昆明市级摔跤比赛30余次，获得金牌223枚；云南省级比赛36次，获得金牌140枚；派出百余名运动员代表云南参加国家级赛事10余次，获得第一名37人次，有3名摔跤运动员获得“全国运动健将”称号，此外共有2人在国际摔跤邀请赛等国际赛事中获得第二名成绩。抢花炮也是石林县重要的民间体育活动，1993年组织县抢花炮队，1999年在第六届全国民运会获得冠军，为石林县体育项目在全国大型赛事中的首枚团体金牌。2004年雅典残奥会，石林运动员何称恩摘得T36级1500米铜牌，为石林县首枚奥林匹克奖牌。
石林民族体育场于1996年建成投入使用，设有国际标准400米跑道和足球场，拥有可容纳2.16万人的观众席。到2011年末，石林县内有体育场地357处、国家级全民健身活动中心1个、省优秀体育后备人才培养基地1个。张冲、缪云台等人曾于1937年和1941年在长湖边举办县级农民运动会（摔跤、斗牛等项目），此后的彝族火把节中，石林县也在长湖边举办摔跤比赛。

### 节庆活动

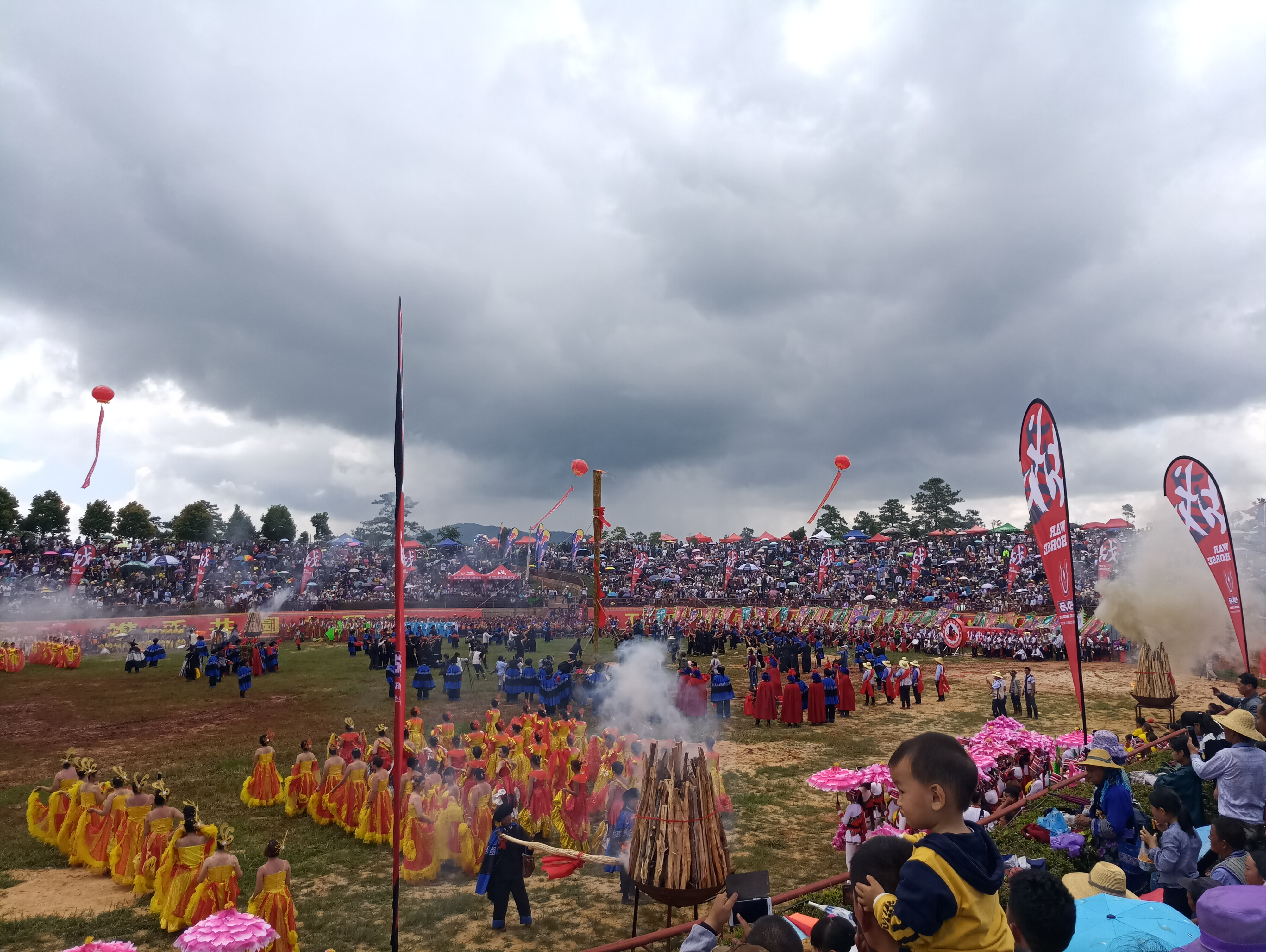
在长湖镇举行的火把节活动

除了春节、清明节、中秋节、端午节等中国的传统节日外，石林县还有彝族火把节、密枝节等节日。火把节的时间是每年农历六月二十四日，现代火把节庆祝活动提前2至3天已开始举行。火把节前夕，石林撒尼人都要在圭山之巅举行取火仪式，人们用火种点燃象征丰收与希望的火把，祈福健康平安、五谷丰登；火把节上会开展歌舞、斗牛、拔河、摔跤、耍火把、篝火狂欢等活动庆祝节日。密枝节是彝族的传统节日，是撒尼人祭祀神灵、祈祷人畜兴旺、五谷丰登的祭祀日，在每年农历十一月第一个鼠日到马日举行。

## 社会

### 教育

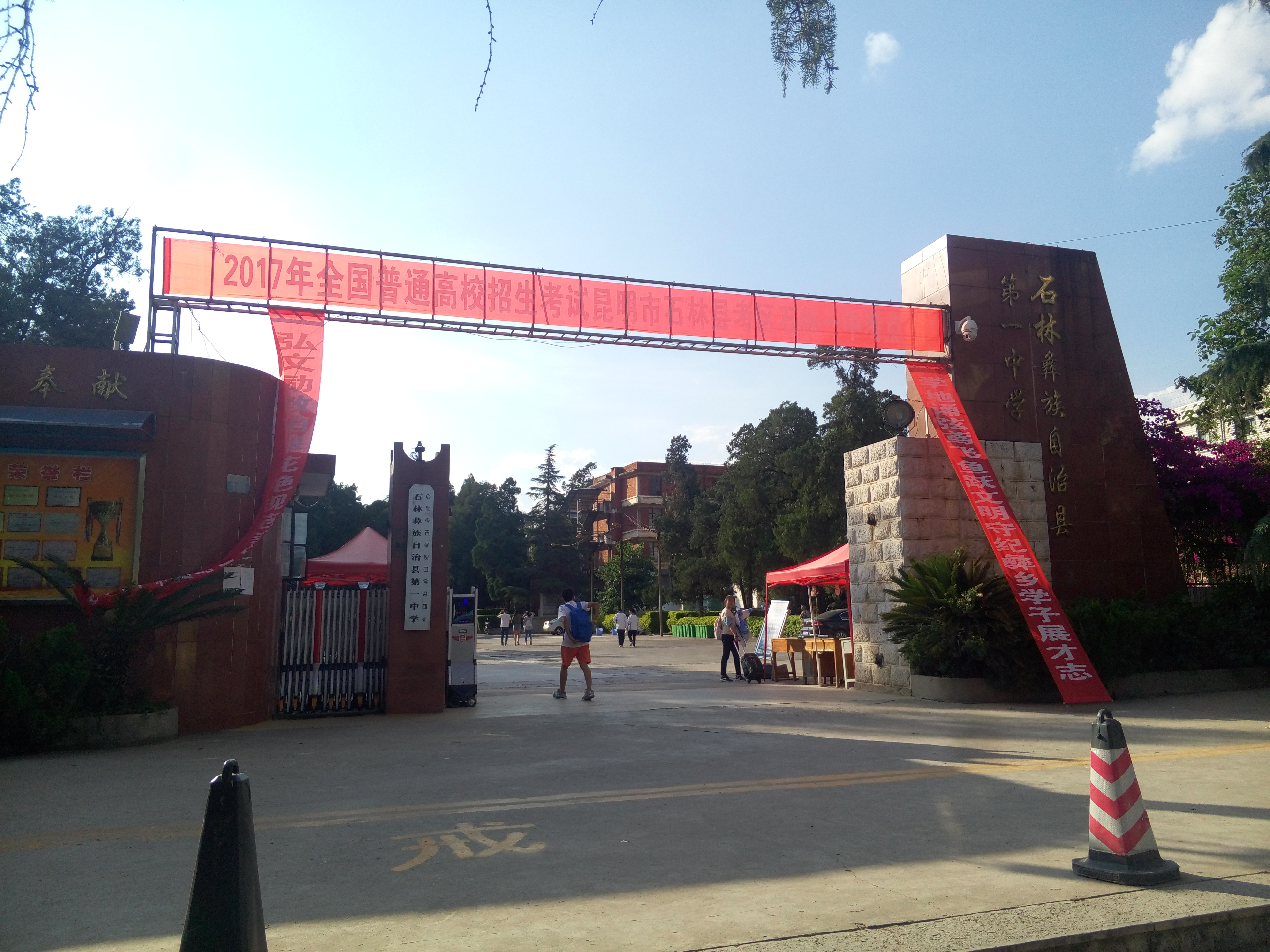
石林彝族自治县第一中学

早期世居于石林的彝族不习汉文，不设学堂，以“毕摩经”记载本民族历史文化，土司贵族设立本家的私塾聘请“先知”教授彝族文化，清雍正十三年（1735年）知州朱干开设了3家彝馆，开创了石林彝族教育。石林县的学校教育最早为明成化十七年（1481年）知州鲁厚创办的社学，此后又有知州、乡绅及传教士创办了多所学堂，到咸丰四年（1854年）有各类书院、学馆21所。民国8年（1919年）统计共有53所学校。民国12年（1923年）实行六年学制，小学教育发展较快，到民国23年（1934年）学校数量增加到189所。民国26年（1937年）路南县立乡村师范学校改为路南县立初级中学，是为石林县的第一所普通中学，云大附中曾在抗战期间暂迁到石林县内。到1947年底，石林县内共有初级中学2所、中心国民学校13所、保中心学校138所。

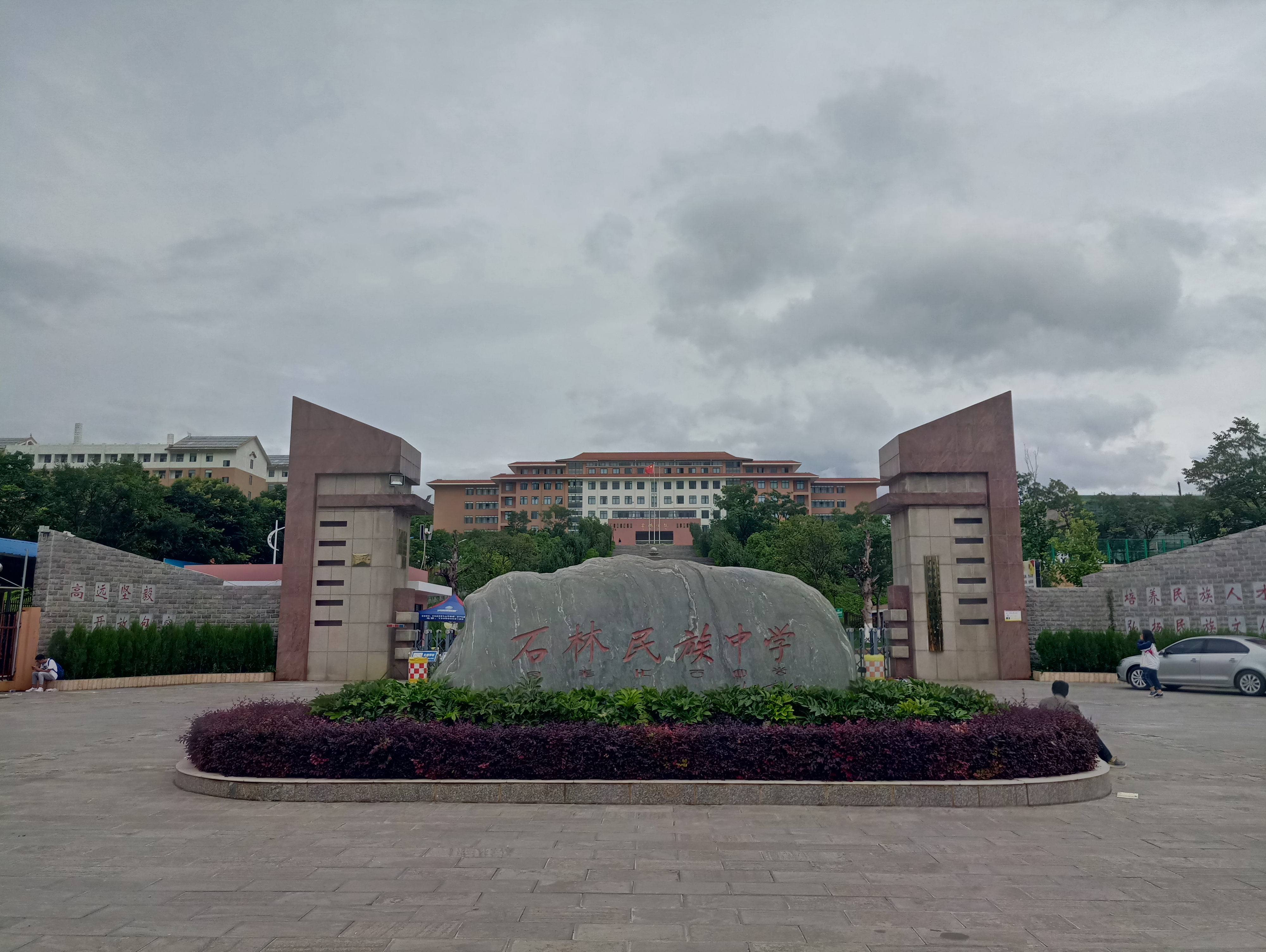
石林彝族自治县民族中学

1957年至1965年间，石林县中小学教育发展较快，到1965年共有中学16所；小学243所，小学教育普及率达到78.2%。文化大革命期间各学校“停课闹革命”，教育组织瘫痪。1969年学校恢复上课，到1993年全县小学有207所，小学教育普及率达到98.6%，少数民族学生占35.4%；有中学11所，包括2所完全中学，少数民族学生占33.6%。到2016年末，石林县内有完全小学16所，在校生17,547人，专任教师1,298人；普通中学7所，在校生14,664人，专任教师1,136人；职业中学1所，在校生4,272人。小学、初中的毛入学率达100%，高中毛入学率为81.47%，普职比1:1.2。2011年的教育经费为3.4亿元，占县财政总支出的27.7%。县内的主要学校有石林彝族自治县第一中学、石林彝族自治县民族中学、石林彝族自治县民族职业高级中学、鹿阜中学、巴江中学等。西南林业大学石林校区是首所入驻石林的高校，将在2018年秋投入使用。

### 医疗

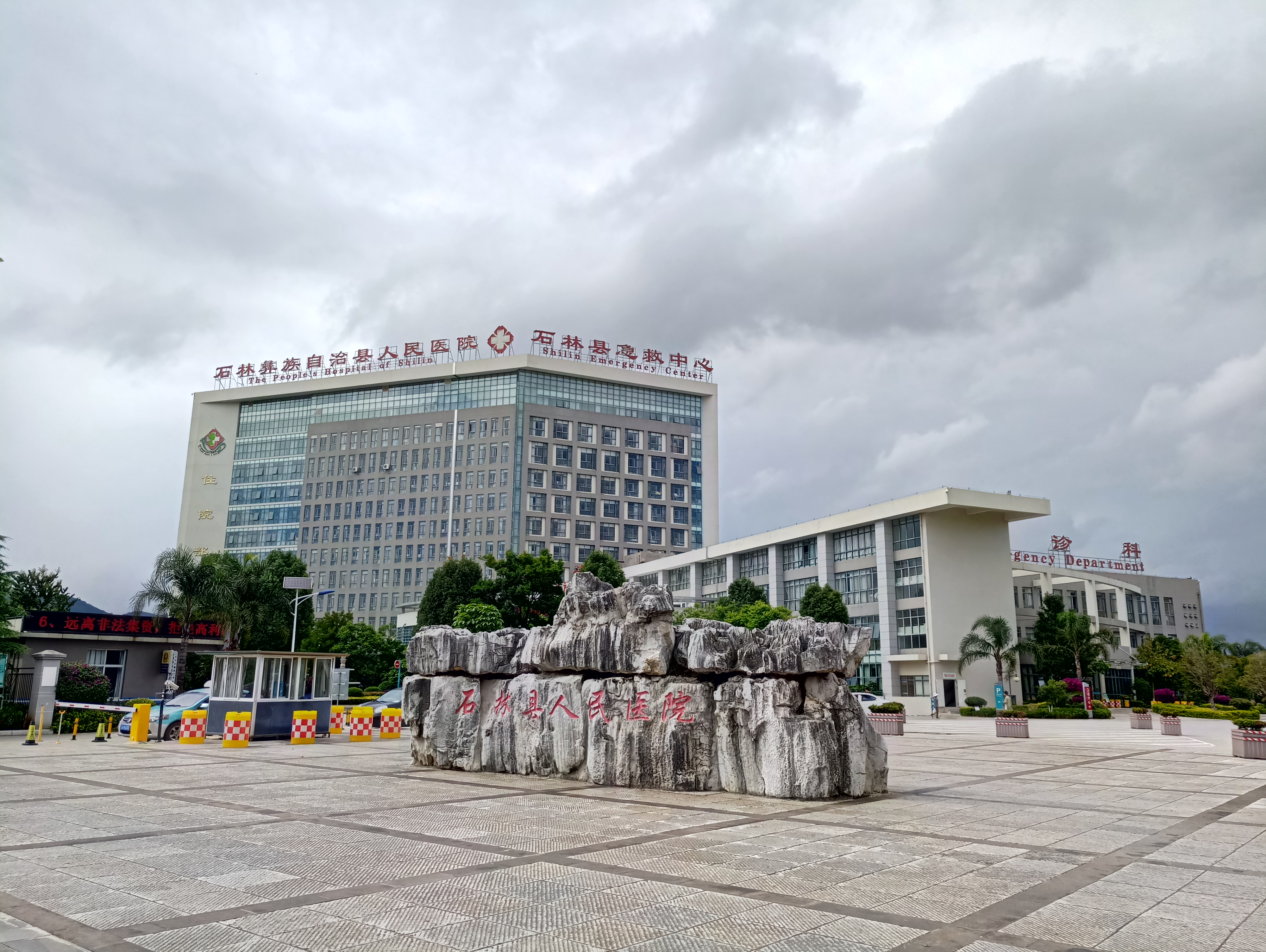
石林彝族自治县人民医院

20世纪30年代，县内成立有中医师公会、县卫生所等机构，但医疗设施情况较差。路南县卫生院成立于民国28年（1939年），中华人民共和国成立后改为路南县人民医院。1950年后医疗情况逐渐改善，到2016年末，全县共有各级各类医疗机构176个，有综合医院4所、中医院1所、妇幼保健院1所、疾控中心1个、卫生院4所、社区卫生服务中心4个，共有病床1,497张；专业卫生人员1,423人，其中执业医师392人。2016年全县医疗机构接诊门诊病患69.14万人次，住院5.23万人次，住院抢救523人次。主要医疗机构有石林彝族自治县人民医院、石林天奇医院等，其中县人民医院是二级甲等综合医院。

### 邮政
早在明洪武十五年（1382年）石林县内就设立了和摩驿，清光绪三十四年（1908年）废除驿站，改设大清邮政路南代办所，民国28年（1939年）改为邮政局，1953年改为邮电局，1998年拆分为邮政局和电信局。到2016年末共有邮政网点11个，单程投递线路总长962千米，乡村通邮率100%，全年投递了函件21.87万件。

### 电信
石林县的电信事业始于民国23年（1934年），收音员李保贤、汪斌从昆明学成归来后于石林架台收音，抄收国民政府的政令新闻、天气、国际新闻等内容，后来由于经费原因裁撤人员。1938年架设石林到宜良的电话线路，1959年开通有线电报，到1988年共架设了17条对外的电话线路。到2011年末，石林县有电信企业3家（移动、联通、电信），固定电话用户2.24万户，普及率95%；移动电话用户21.3万户，普及率86.6%；有2,739千米的光缆线路，互联网端口总数2.07万个，已占用1.271万个。

### 媒体
路南彝族自治县广播站成立于1956年，到1975年底全县开通广播网，1992年7月1日成立石林彝族自治县广播电视局，1994年开始转播有线电视，2009年整转数字电视，本地制作有《石林新闻》、《石林视窗》等节目。截至2011年末共有523个光节点，电视用户5.6万户。2019年4月，石林县融媒体中心成立，以報導石林縣本地新聞為主。
石林县最早的报纸《鹿阜简报》于1942年创办，后有《盘江报》、《圭山报》等油印小报相继出刊，四开版周报《路南报》创刊于1956年，1958年停刊，1992年复刊发行，后改名《石林报》，1998年并为《昆明日报石林版》。现在石林县已无本地出版的报纸。

## 基础设施

### 交通

#### 公路

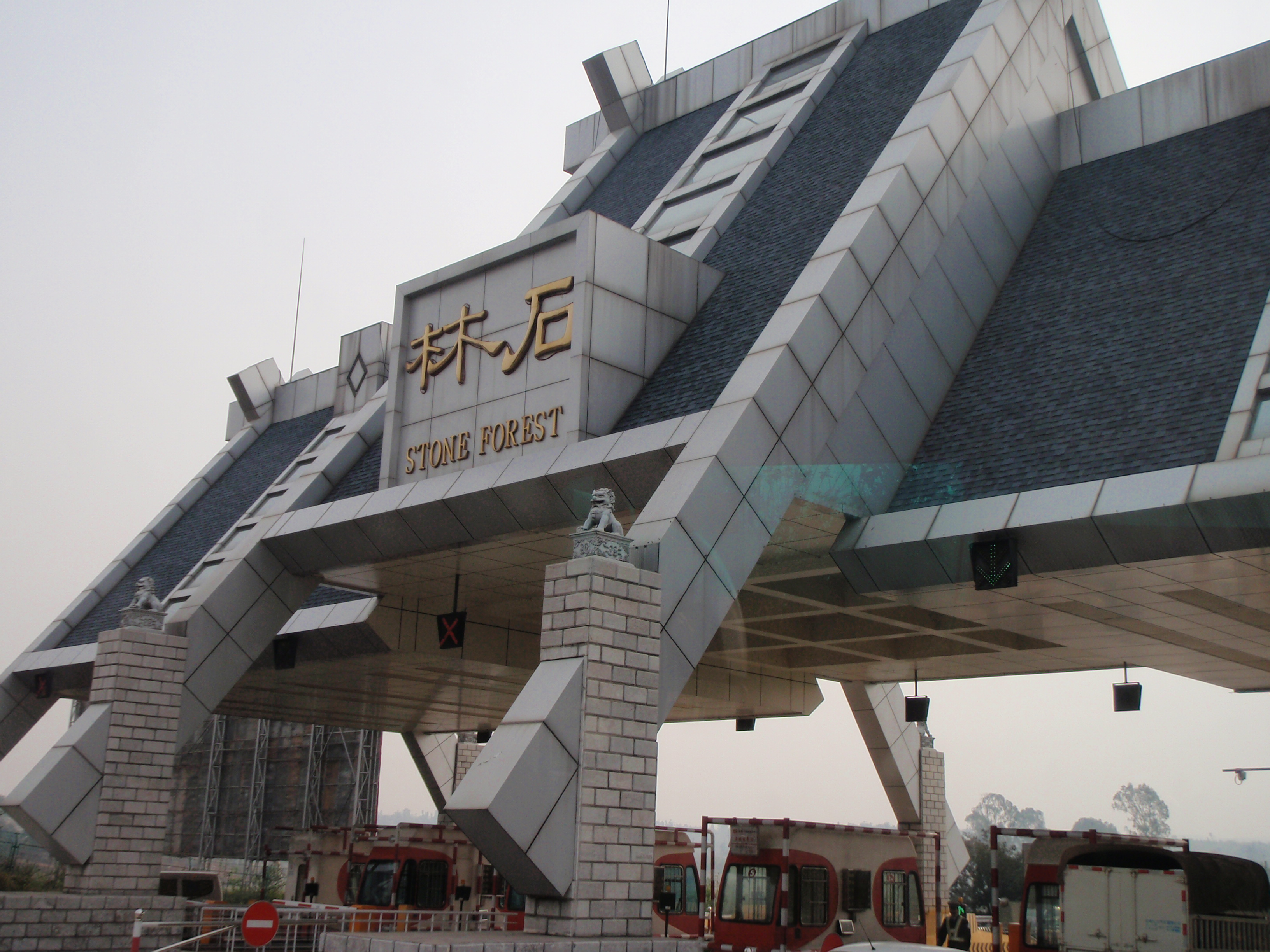
石林县内的一座高速公路收费站

历史上有两条驿道经过石林县，即滇桂驿道和滇黔驿道（又称罗平驿道），将石林与宜良、弥勒、师宗等周围县份连接起来。目前共有2条国道过境石林县，一条是324国道，从陆良县进入石林县，经过天生关、天生桥、石林街道、路美邑进入宜良县境内，公路线竣工于1942年；另一条是326国道，与324国道共线进入石林，在石林街道南折，经过县城进入弥勒市境内，公路线竣工于1941年。1986年开工建设的石安高等级公路（石林至安宁）是云南省首次修建的高等级公路，曾是云南省政府重点工程，石林段共长6.5千米，为二级路，1990年底全部建成后石林到昆明的路程从126千米缩短到87千米。1999年到2005年，为了有效利用旅游资源，修建了全长118千米的九（乡）石（林）阿（庐古洞）旅游专线公路，将石林风景区与邻县宜良的九乡景区和泸西的阿庐古洞景区相连，石林境内长75.56千米，成为石林县内里程最长的一条公路。
2003年11月16日，昆石高速举行通车仪式，石林境内段长7.4千米，石林到昆明的车程从两个多小时缩短到一个多小时，该高速也是云南省第一条旅游高速公路。如今，过境石林县的高速公路有汕昆高速、广昆高速，在建及规划的高速有石（林）泸（西）高速和昆石高速复线。截至2016年底，全县公路总里程1,200.1千米，有国家级高速公路52.9千米、国道69.7千米、省道111.4千米、县乡级公路787.3千米，有铺装路面890.7千米。

#### 公交运输

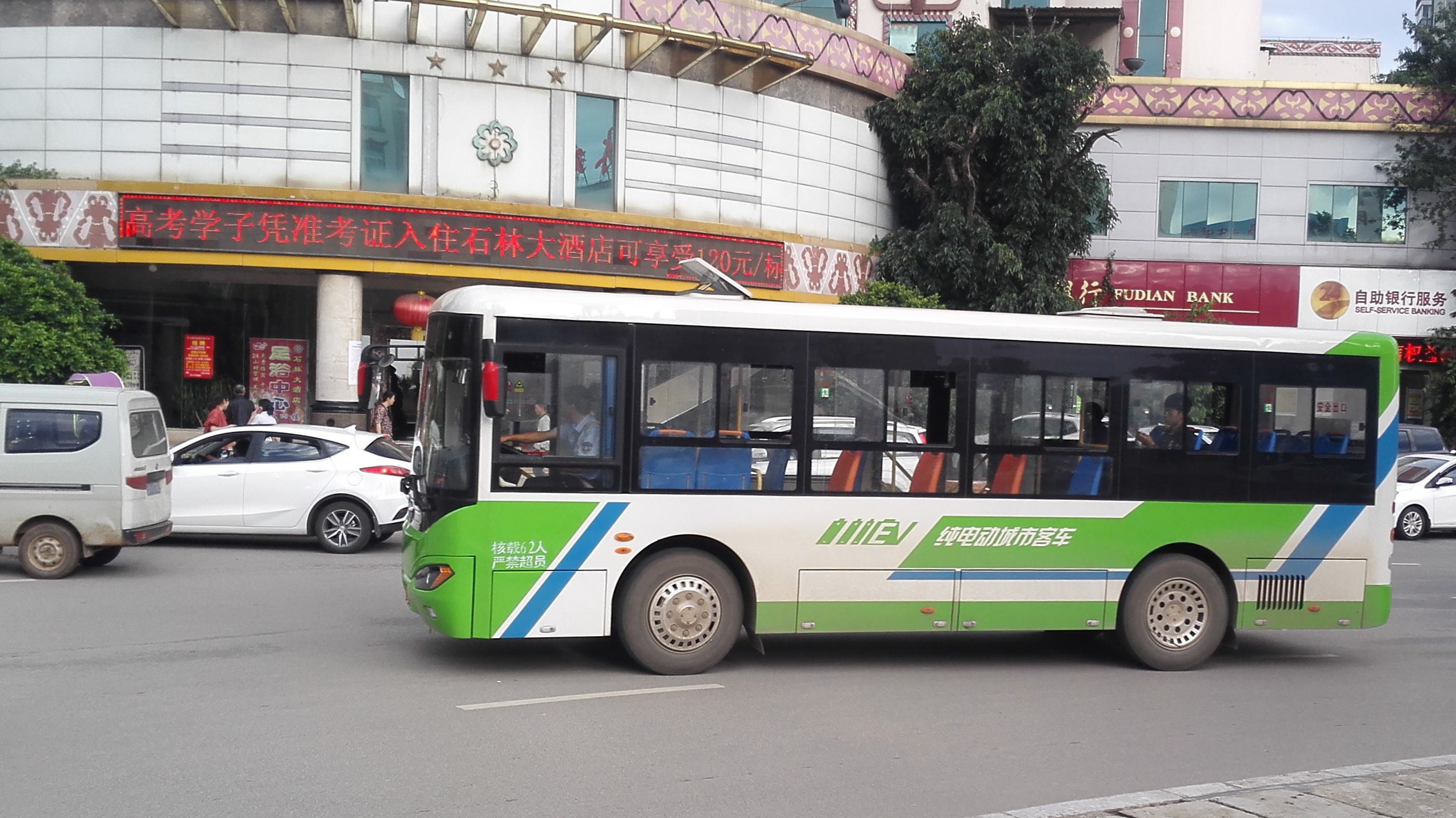
行驶在石林县城的一辆公交车

石林县自2008年起推行“城乡公交一体化”，于2009年实现城乡公交行政村100%覆盖，89个村委会和4个社区与县城之间都开通了公交车。截至2016年底共开行城乡公交客运线123条，投入运力264辆，包括113条县内公交和10条县际公交，公交出行分担率达45.5%。
县内的客运站总站为石林客运站。截至2016年末，石林县共有营运机动车4,761台，共运送班线客运104.6万人次、公交客运335万人次，开通有国际班线2条、省际班线41条。此外，石林县有60辆出租车。
截至2016年，石林县共有机动车58,779辆，包括汽车39,535辆，全年接处交通事故4,205起，共造成29人死亡、182人受伤。

#### 铁路

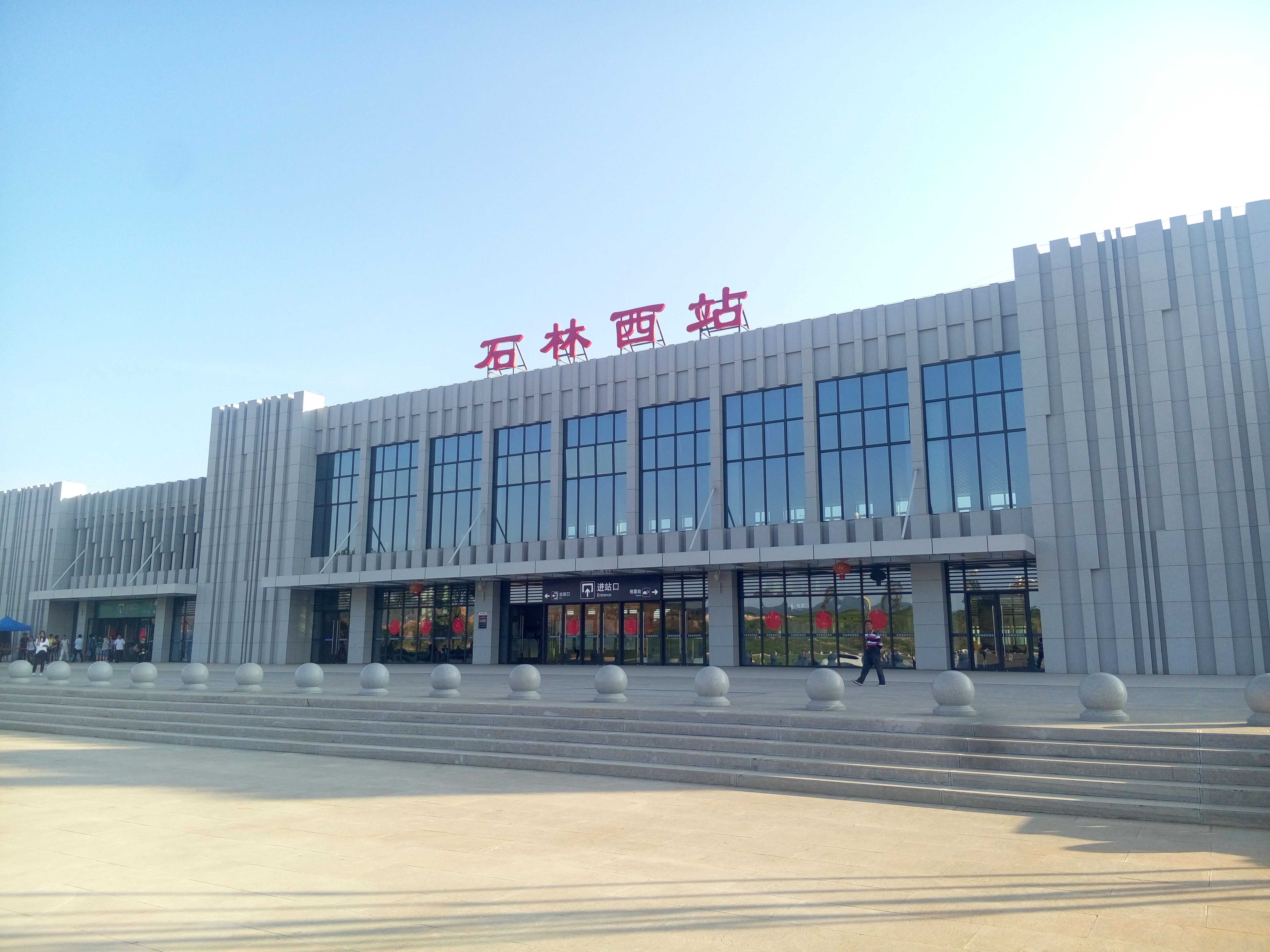
南昆客专石林西站

南昆铁路为国家I级电气化铁路，是中国八五计划的铁路工程，于1998年12月30日投入运营，过境石林的铁路线长48.5千米，设有5个火车站：石林南站、石林站、茂舍祖站、西街口站、宜耐站。1999年曾运营有中国首列投入商业运行的电力动车组“石林号”，从昆明至石林的单程运行时间为1小时27分。2016年日均接发列车56列，全年发送旅客64,648人次。
2016年12月28日，南昆客运专线昆明至百色段开通运营，昆明至石林的行车时间为24分钟。南昆客专线在石林县内总长39.8千米，设有车站1座，即石林西站，石林西站也是动车从昆明南站始发后在昆明境内的唯一停靠站，每天有多趟动车组停靠。
石林县拟从县城到石林高铁站、石林景区、台创园、长湖景区设计建设全长约50千米的全域旅游观光及交通空中轨道列车，以满足高铁站到各大景点、园区及县城的观光及交通需求，现已签订合作协议达成初步意向。另有规划建设一条昆明经阳宗海到石林的观光铁路。

#### 航空
云南石林旅游航空股份有限公司于1993年在县城东北三家村一带修筑了一座1B级的石林机场，占地274.18亩，跑道长615米，使用1架运-5和1架运-12小型涡桨飞机开展通用航空业务，后逐渐淘汰，机场停止维护。石林县曾计划重新建造一座通用机场，并完成初步选址，之后该项目已废止

### 能源

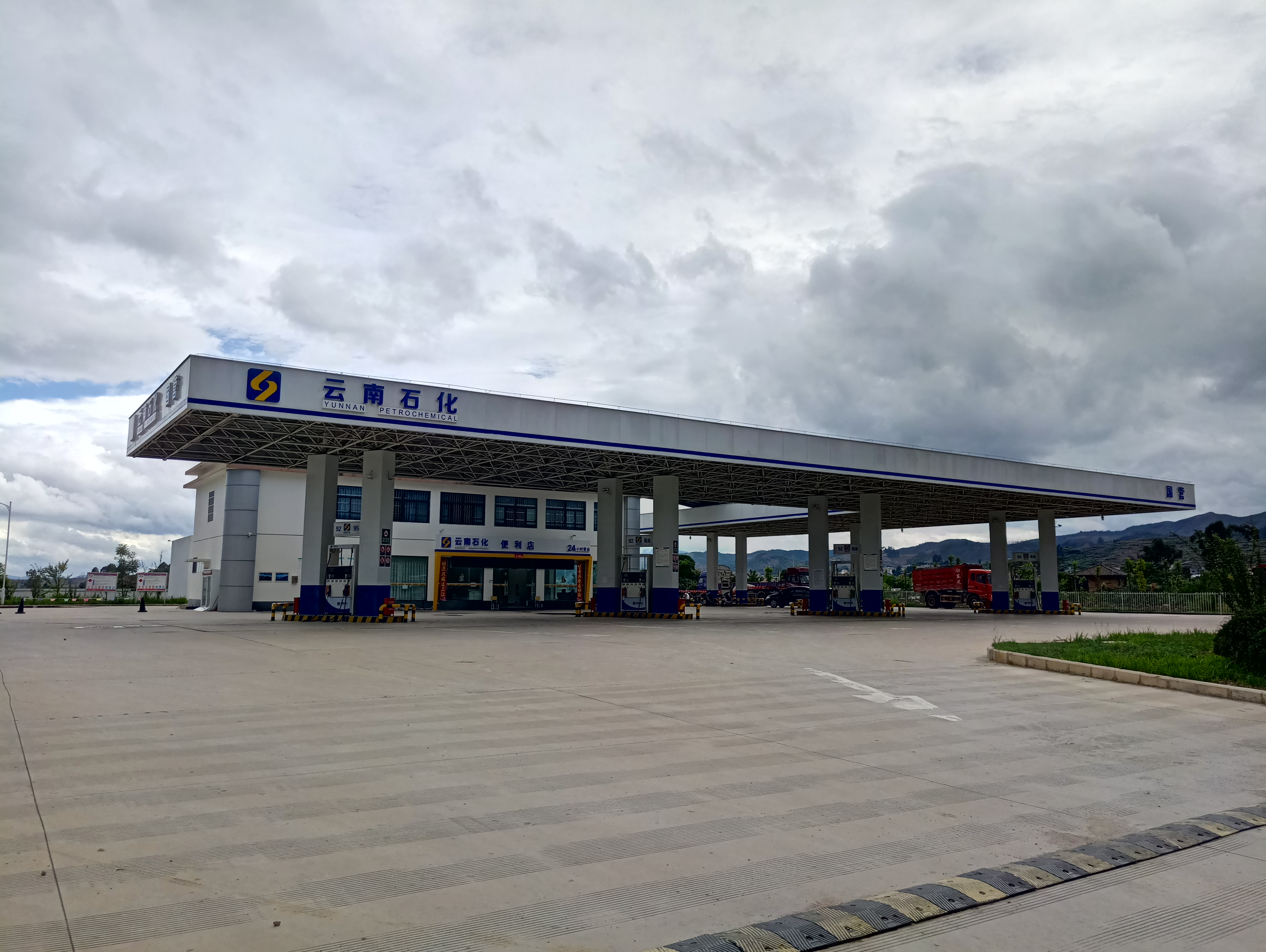
石林县城西的一座加油站

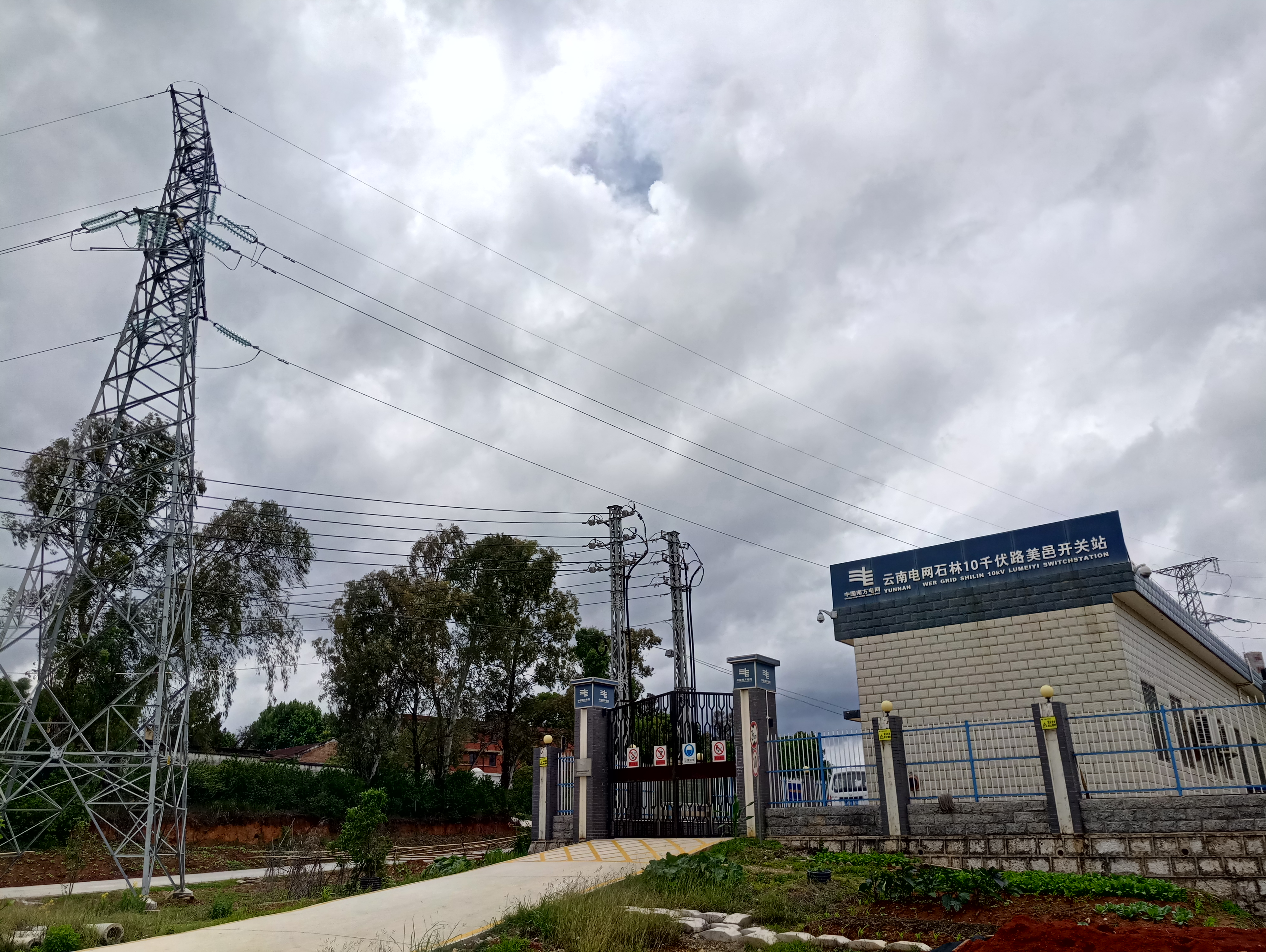
石林县城北的一处电网开关站

1948年路南中学开始用发电机给教室照明设施供电，是为石林县电力发展之伊始，1956年建成东海子水电站和董家巷火电站为周围居民及县城供电，后陆续建成多座水电和火电站。1967年建成石林县至宜良县的35千伏输变电线，1969年接通昆明大电网。到2011年，石林县建成高压输电线路64条，总长1,368千米，包括35千伏线路10条计168千米，用电负荷27.4万千瓦，全县年供电量2.34亿千瓦时。石林街道北小村建有总装机达到166兆瓦的光伏发电站，是装机容量亚洲最大的太阳能发电站，2010年首期工程投产，原计划在2015年全部建成，然而2017年有招标公告表示该项目装机缩至100兆瓦，将在2018年12月完工。截至2016年末，石林县风电和光伏发电的装机规模达到410兆瓦。2016年统计，石林县共发电68,687万千瓦时，其中太阳能发电34,476万千瓦时、风力发电30,330万千瓦时。全年消耗原煤714,326吨、电力17,220万千瓦时、柴油2,624吨、汽油392吨。

### 城建

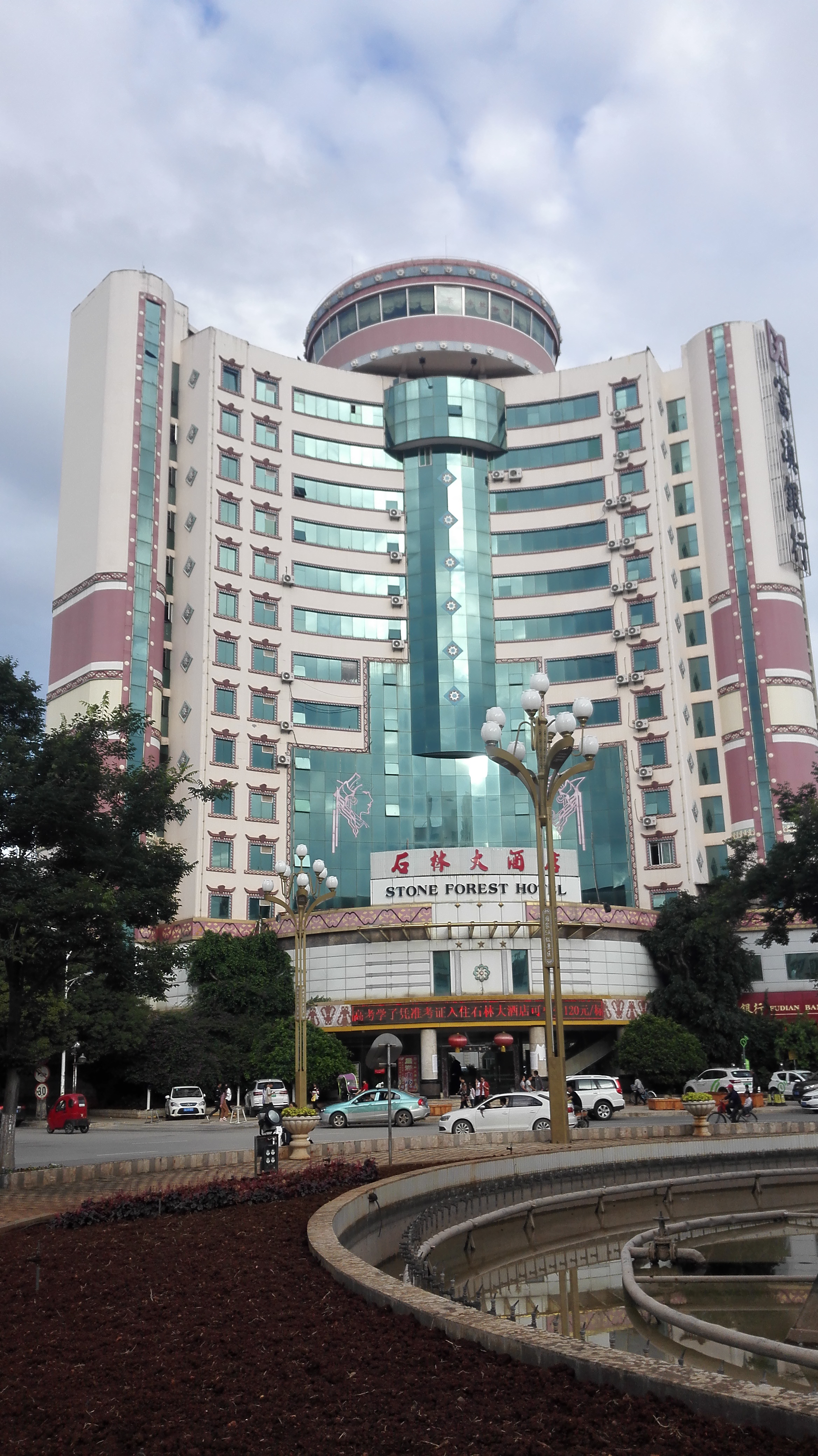
石林大酒店

石林县城的前身“撒吕城”位于今县城学地山，为撒尼先民落蒙部族所建，城“高二丈，周围二里”，成化前废。明成化十七年（1481年）建成四座城楼（东南西北依次为启明、迎薰、拱极、长庚），弘治年间修筑土城，后倒塌。隆庆六年（1572年）修筑周长440丈、高1.1丈的土城墙，并开挖护城河，后两次倒塌。乾隆年间建成砖石城墙。民国时期的路南县城有城墙1,400米，高3米厚4米，建有护城河，东南西北共四座城楼，城内有商店、旅馆、作坊、饭馆150余家。1952至1956年间，路南县的城墙被拆除，护城河遭填平。中华人民共和国成立后的石林城区主要向巴江以东发展。
2016年末，石林县城市建筑面积为15.8平方千米，城镇化率达41%。县城共有公园33个，包括综合公园5个，绿地率达35.64%，人均公共绿地面积19.32平方米。污水集中收集处理率达89%，城市垃圾收运实现全覆盖，每万人拥有公厕5.7座。

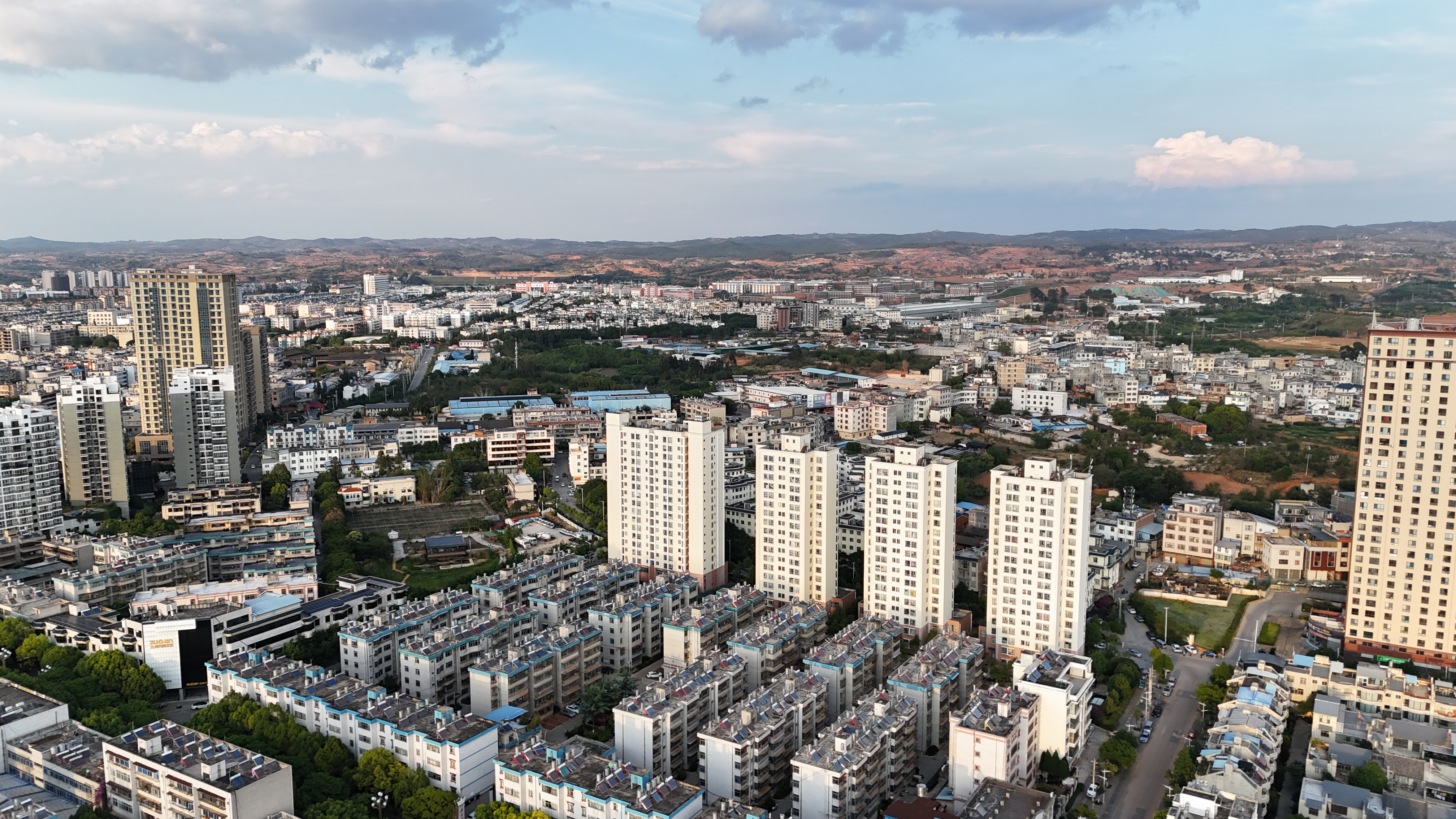
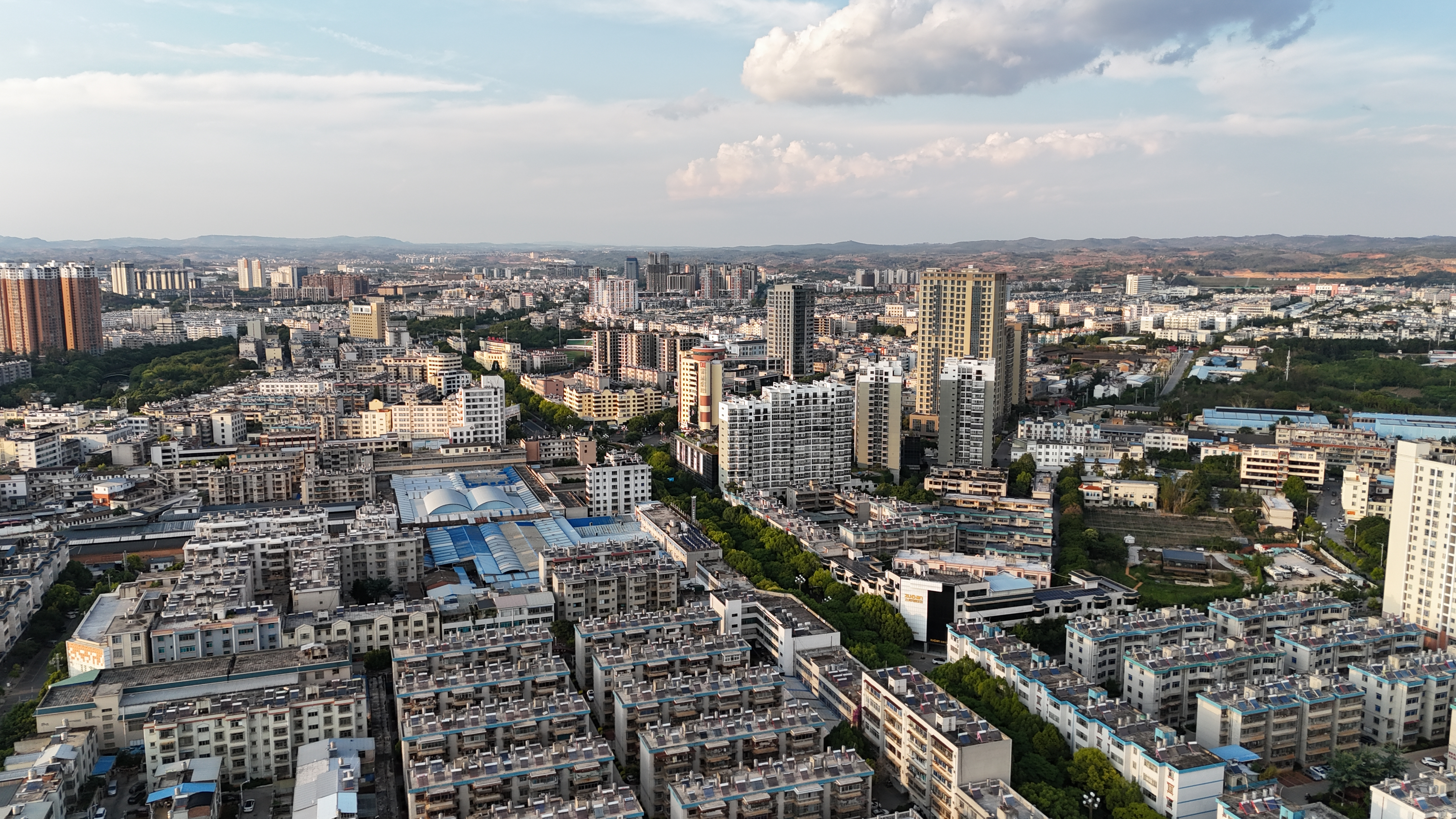
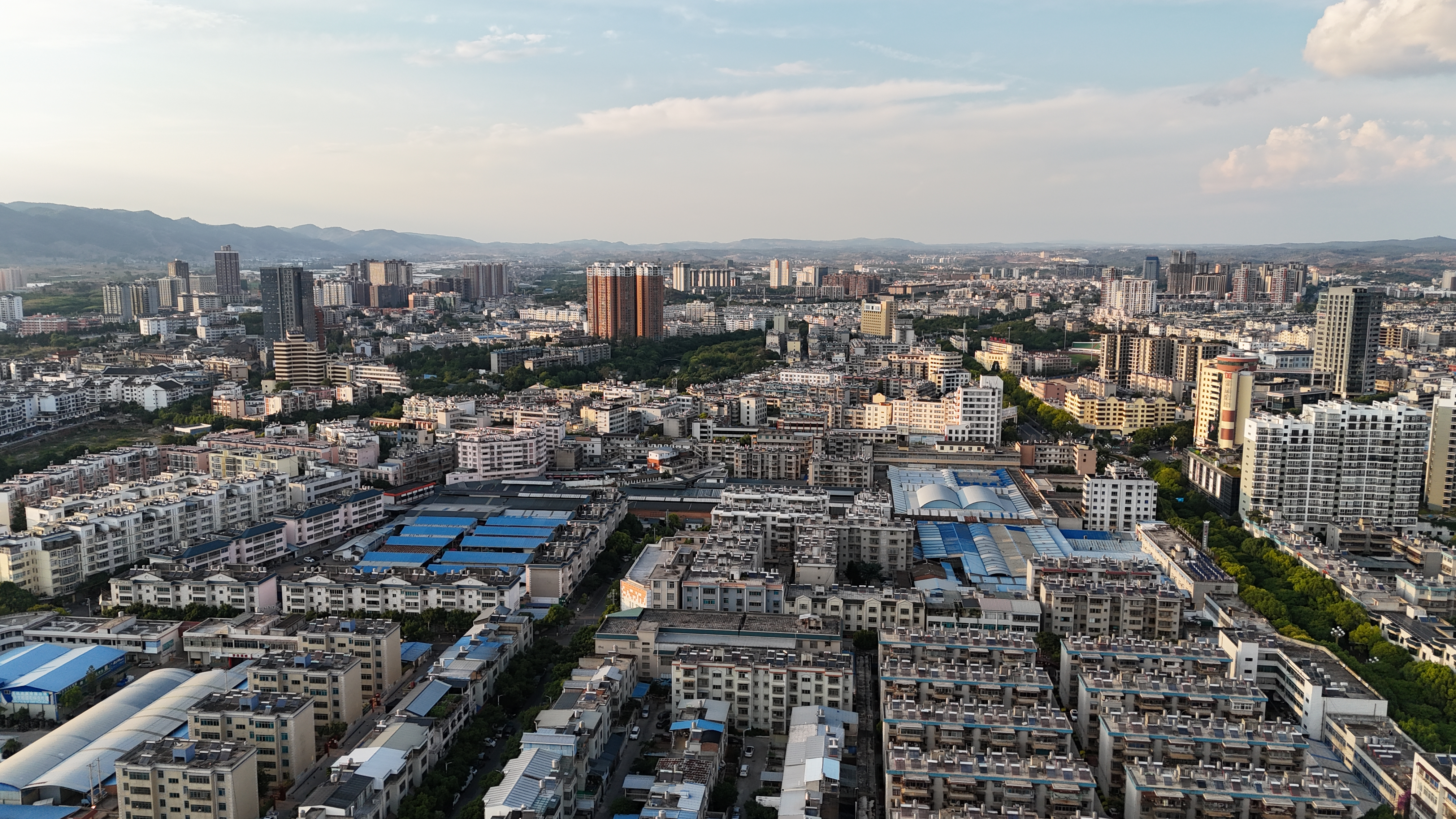
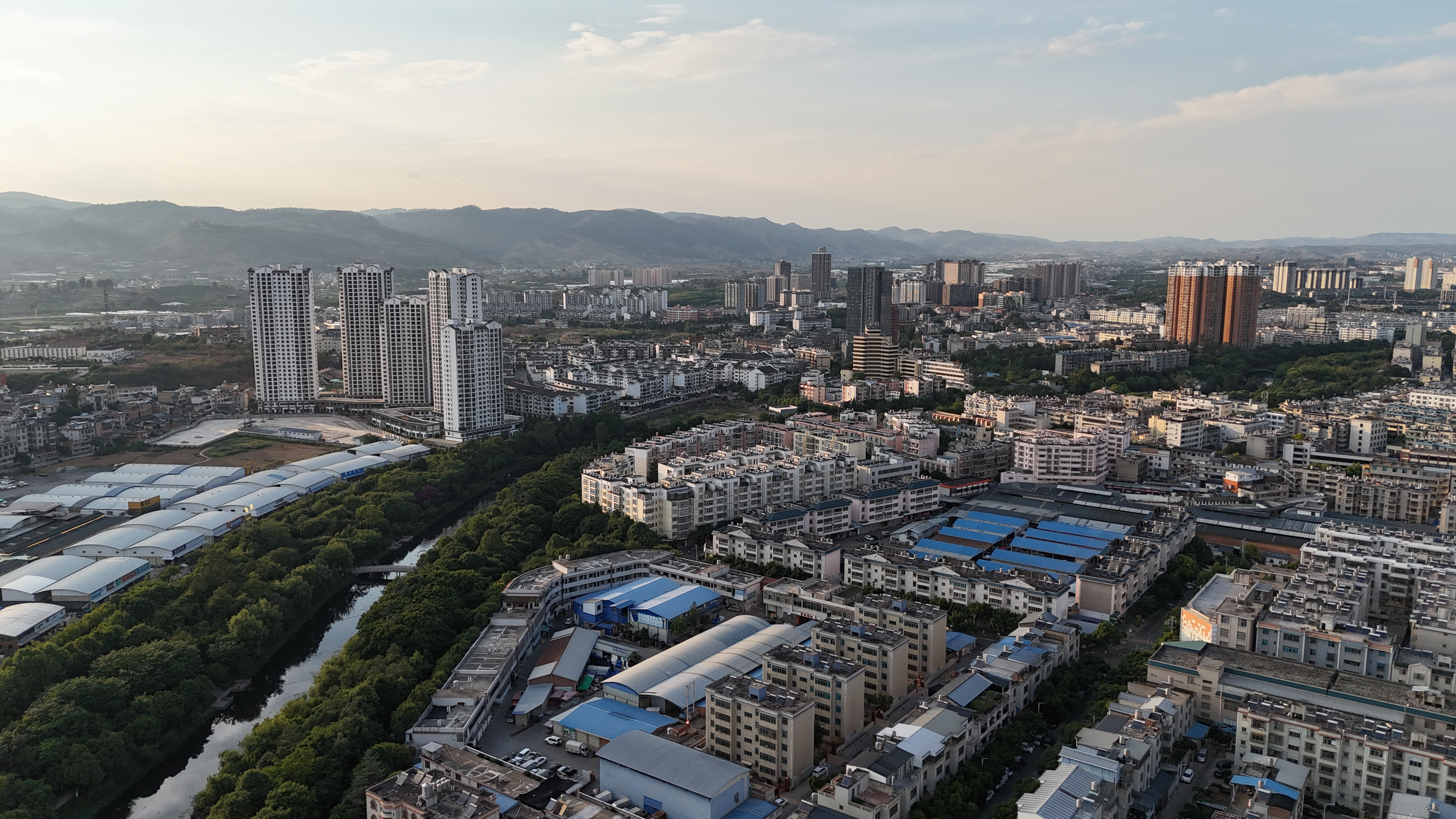

石林县城的天际线

## 旅游

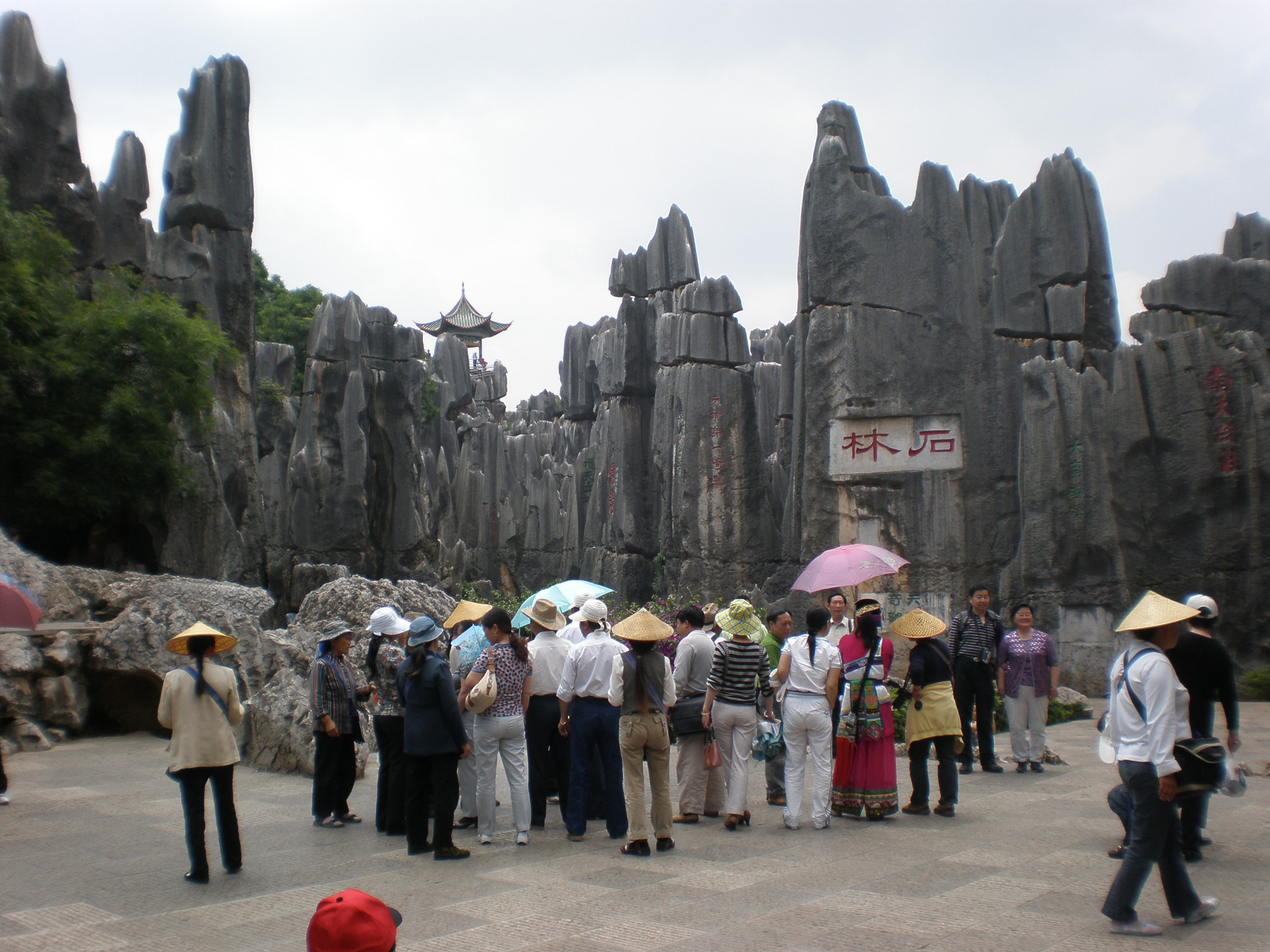
正在参观大小石林的游客

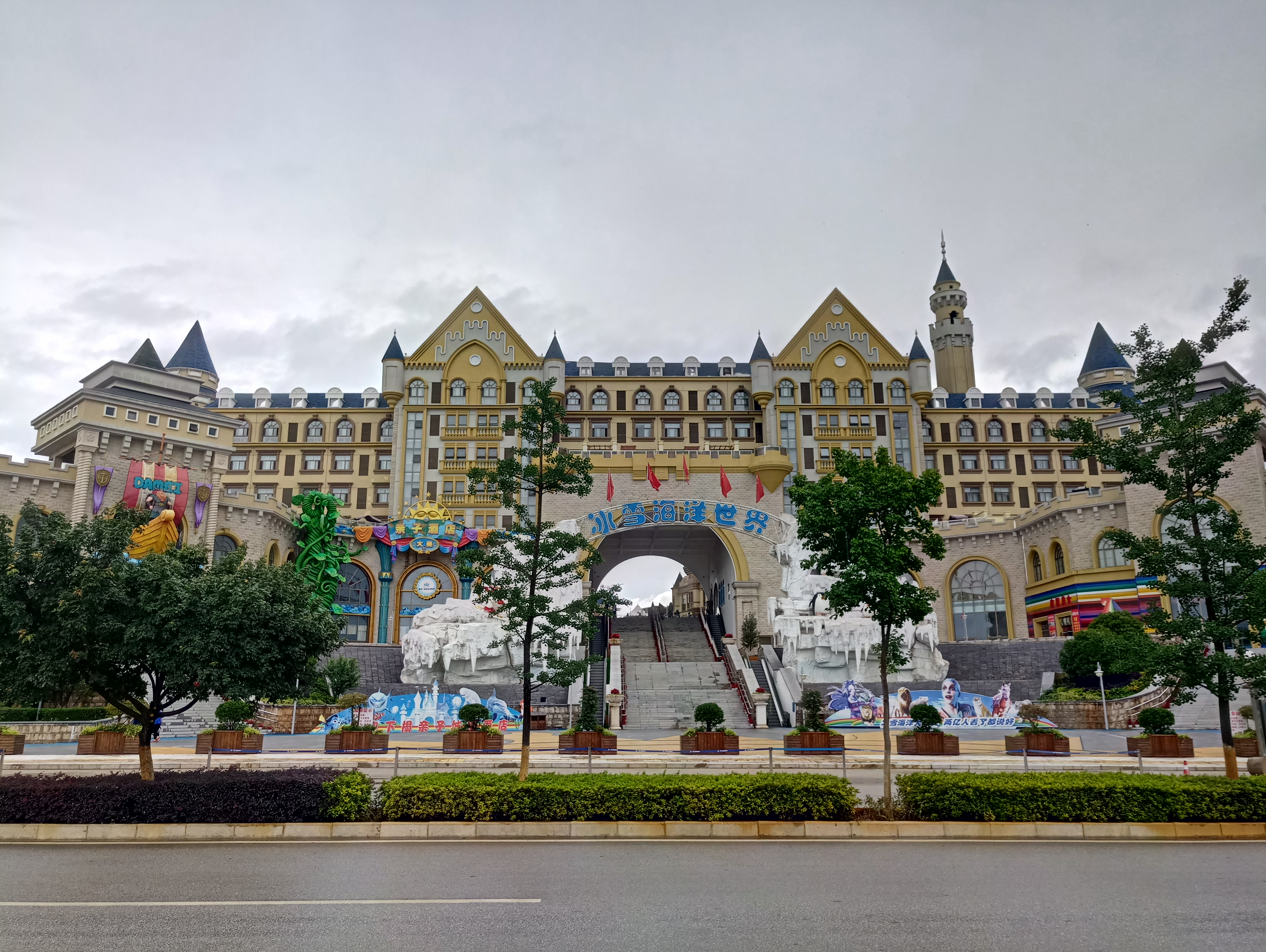
私营企业投资修建的主题公园石林冰雪海洋世界

旅游业是石林县经济的重要组成，已发展成为石林国民经济的支柱产业之一，现形成了以石林风景区为中心的集自然风光和民族风情为一体的旅游胜地。2016年全县接待游客533万人次，旅游综合收入41亿元，占当年GDP的18.2%；上缴旅游税收5,865万元，占地方财政一般预算收入的10.5%；旅游从业人数24,051人，占本地就业人数的12.6%。2017年，全县接待游客650万人次，实现旅游综合收入42.7亿元。仅主要旅游区大小石林即接待游客402.21万人次，包括境外游客12.17万人次，旅游直接收入5.56亿元。
石林县内最为著名的景点是石林风景名胜区，早在1931年被开发为公园，1981年成立自然保护区，1982年被国务院批准为国家级风景名胜区，2001年被国土资源部批准为首批国家级地质公园（称“石林岩溶峰林国家地质公园”），2004年被联合国教科文组织批准为首批世界地质公园，2007年作为中国南方喀斯特的重要组成而列入世界自然遗产名录，同年被国家旅游局评为国家5A级旅游景区。石林风景区范围较广，包括大小石林、乃古石林、芝云洞、大叠水瀑布、长湖、月湖等多个景点，其他景区有圭山国家森林公园、狮子山、石林万家欢蓝莓庄园（3A级景区）等。2018年建成开放的石林冰雪海洋世界是西南地区最大的冰雪项目，拥有云南省首座大型高标准的海洋馆及唯一一座室内滑雪场。
文化旅游方面，石林县地方政府机构主办的中国石林国际火把节号称“东方狂欢节”，2005年获得“IFEA中国最具发展潜力十大节庆活动”荣誉，现成为西南地区最隆重和最盛大的民族传统节日之一，2015年的火把节首天即接待游客近2.5万人。云南石林旅游集团有限公司的“阿诗玛”商标是石林旅游名片的代表和象征，在2013年获得中国驰名商标认定。做客彝家，感受撒尼风情也是体验石林文化的慢旅游方式。

## 著名人物
李埏是中国著名历史学家、老一辈经济史学家的代表人物，曾在浙江大学、云南大学任教，他是中国土地国有制和西周封建论的重要代表，是中国古代商品经济史研究的开拓者。其他知名人物还有第一届国民大会云南省代表杨立德、《远方的客人请你留下来》原作者金国富、前政协委员及民盟组织部副部长杨一波、彝族女作家李纳等。

## 资料来源
1. 1 2  《云南省石林彝族自治县自治条例》 第八章 第六十四条
2. ↑  俞静雯; 赵国洪. . www.yizuren.com. 新浪城市. 2016-12-19  [2018-02-18]. （原始内容存档于2018-02-27）. 1987年实施的《云南省路南彝族自治县自治条例》中，以法律的形式将12月31日（2006年修订为12月18日）确定为自治县纪念日
3. 1 2  牛汝辰, 《中国地名掌故词典》, 第367页
4. 1 2  段丽元主编, 《中华人民共和国政区大典 云南卷》, 第194页
5. 1 2  . 石林彝族自治县人民政府 (石林).   [2022-03-12]. （原始内容存档于2022-12-25）.
6. ↑  国务院第七次全国人口普查领导小组办公室. . 北京市: 中国统计出版社. 2022-07. ISBN 978-7-5037-9772-9. Wikidata Q130368174 （中文）.
7. 1 2 3 4 5  《石林年鉴2017》, 第288页
8. ↑  李荣，《中国语言地图集》, 第B6、C13幅
9. ↑  《路南彞族自治县志》, 第120-148页
10. ↑  《路南彞族自治县志》, 第2页
11. ↑  . www.weatherbase.com. Weatherbase.   [2017-11-23]. （原始内容存档于2015-09-24）.
12. ↑  . data.cma.cn. 国家气象信息中心.   [2017-10-23]. （原始内容存档于2018-09-05）.
13. ↑  . www.kmsl.gov.cn.   [2023-01-20]. （原始内容存档于2023-01-20）.
14. ↑  . 石林彝族自治县人民政府. 2022-05-31  [2023-01-11]. （原始内容存档于2023-01-11）.
15. ↑  《石林彝族自治县志1989—2000》, 第15页
16. 1 2 3  周振鹤等，《中国行政区划通史·元代卷》, 第199页
17. ↑  《石林彝族自治县志1989—2000》, 第20页
18. ↑  《中国国情丛书——百县市经济社会调查：路南卷，第68卷》, 第2页
19. 1 2  《云南石林旧志集成》>>乾隆《路南州志》, 第198页
20. 1 2 3 4 5  《石林彝族自治县概况》, 第26页
21. 1 2 3  《石林彝族自治县志1989—2000》, 第19页
22. ↑  《云南石林旧志集成》>>康熙《路南州志》, 第108页
23. 1 2 3  . : 42页. ISBN 978-7-5367-7599-2.
24. ↑  李埏，《不自小斋文存》, 第555页
25. 1 2  马标，民国《云南省路南县志》, 第16页
26. ↑  《石林彝族自治县民政志》, 第53页
27. ↑  李埏，《不自小斋文存》, 第558页
28. 1 2 3 4 5  《路南彞族自治县志》, 第13页
29. ↑  邵献书，《南诏和大理国》, 第76页
30. ↑  李埏，《不自小斋文存》, 第560页
31. ↑  李埏，《汉夷杂区社会研究：民国石林社会研究文集》, 第30页
32. 1 2 3 4 5  《中国国情丛书——百县市经济社会调查：路南卷，第68卷》, 第3页
33. ↑  段玉明，《大理国史》, 第111页
34. ↑  《石林彝族自治县概况》, 第25页
35. ↑  李埏，《不自小斋文存》, 第564页
36. ↑  李埏，《不自小斋文存》, 第565页
37. ↑  郭红等，《中国行政区划通史·明代卷》, 第199页
38. ↑  傅林祥等，《中国行政区划通史·清代卷》, 第551页
39. ↑  傅林祥等，《中国行政区划通史·清代卷》, 第557页
40. ↑  李埏，《不自小斋文存》, 第577页
41. 1 2  民国《云南省路南县志》, 第17页
42. ↑  李埏，《不自小斋文存》, 第578页
43. ↑  《路南彞族自治县志》, 第15页
44. ↑  傅林祥等，《中国行政区划通史·中华民国卷》, 第306页
45. ↑  傅林祥等，《中国行政区划通史·中华民国卷》, 第302页
46. ↑  傅林祥等，《中国行政区划通史·中华民国卷》, 第319页
47. ↑  《路南彞族自治县志》, 第612页
48. ↑  《路南彞族自治县志》, 第554页
49. ↑  《路南彞族自治县志》, 第581页
50. ↑  《路南彞族自治县志》, 第20页
51. ↑  《中共石林县委志》, 第93页
52. ↑  《中共石林县委志》, 第92页
53. 1 2 3  《石林彝族自治县概况》, 第34页
54. ↑  《中共石林史》, 第261页
55. ↑  《中共石林史》, 第262页
56. 1 2 3  《路南彞族自治县志》, 第556页
57. ↑  《中共石林史》, 第269页
58. ↑  《石林彝族自治县概况》, 第35页
59. 1 2 3  《中共石林史》, 第272页
60. ↑  《路南彞族自治县志》, 第23页
61. ↑  《石林彝族自治县军事志（公元前320年—公元2005年）》, 第172页
62. ↑  《路南彞族自治县志》, 第26页
63. 1 2  段丽元主编, 《中华人民共和国政区大典 云南卷》, 第195页
64. 1 2  《路南彞族自治县志》, 第618页
65. ↑  《石林彝族自治县概况》, 第41页
66. ↑  《路南彞族自治县志》, 第30页
67. ↑   (PDF). 《中华人民共和国国务院公报》. 1957, (13): 252  [2023-07-08]. （原始内容存档 (PDF)于2023-07-07）.
68. ↑  《路南彞族自治县志》, 第31页
69. 1 2  《路南彞族自治县志》, 第32页
70. ↑  《路南彞族自治县志》, 第34页
71. ↑   (PDF). 《中华人民共和国国务院公报》. 1964, (9): 162  [2023-07-08]. （原始内容存档 (PDF)于2023-04-03）.
72. 1 2 3 4 5 6  《石林彝族自治县概况》, 第15页
73. 1 2  《路南彞族自治县志》, 第36页
74. 1 2 3  《路南彞族自治县志》, 第619页
75. ↑  《路南彞族自治县志》, 第46页
76. ↑  《路南彞族自治县志》, 第47页
77. 1 2  《石林彝族自治县志1989—2000》, 第21页
78. ↑  . sifaku.com. 民政部. 1998-10-08  [2018-02-17]. （原始内容存档于2018-02-27）.
79. ↑  《石林年鉴 2006》, 第9页
80. ↑  毛亚南. . 云南网 (昆明). 2012-10-11  [2018-02-18]. （原始内容存档于2018-02-27）.
81. ↑  张勇. . 云南网 (昆明). 2012-10-12  [2018-02-18]. （原始内容存档于2018-02-27）.
82. 1 2  《中国国情丛书——百县市经济社会调查：路南卷，第68卷》, 第13页
83. 1 2  《石林彝族自治县志1989—2000》, 第17页
84. ↑  《石林彝族自治县志1989—2000》, 第23页
85. 1 2  《石林彝族自治县土地志》, 第24页
86. ↑  Google Inc.  (地图). Google Inc. 2018-02-05  [2018-02-05].
87. ↑  Google Inc.  (地图). Google Inc. 2018-02-05  [2018-02-05].
88. ↑  Google Inc.  (地图). Google Inc. 2018-02-05  [2018-02-05].
89. ↑  Google Inc.  (地图). Google Inc. 2018-02-05  [2018-02-05].
90. ↑  Google Inc.  (地图). Google Inc. 2018-02-05  [2018-02-05].
91. 1 2  《路南彞族自治县志》, 第52页
92. 1 2  《云南统计年鉴2017》, 第534页
93. 1 2  《石林年鉴2017》, 第200页
94. 1 2 3 4 5  中国石林网. . sl.km.gov.cn. 石林县人民政府.   [2018-02-05]. （原始内容存档于2017-06-27）.
95. 1 2  《石林彝族自治县概况》, 第1页
96. ↑  《中华人民共和国行政区划简册2015》, 第154页
97. ↑  温军武等，《云南省地图册》, 第23页
98. ↑  《中国国情丛书——百县市经济社会调查：路南卷，第68卷》, 第14页
99. 1 2  《路南彞族自治县志》, 第82页
100. ↑  《石林彝族自治县土地志》, 第25页
101. 1 2  《路南彞族自治县志》, 第84页
102. ↑  《中国国情丛书——百县市经济社会调查：路南卷，第68卷》, 第15页
103. ↑  李玉辉，《地质公园研究》, 第126页
104. 1 2 3 4  《路南彞族自治县志》, 第78页
105. ↑  李玉辉，《地质公园研究》, 第129页
106. ↑  《路南彞族自治县志》, 第81页
107. ↑  《中国国情丛书——百县市经济社会调查：路南卷，第68卷》, 第16页
108. 1 2  《中国国情丛书——百县市经济社会调查：路南卷，第68卷》, 第19页
109. 1 2 3  《石林彝族自治县概况》, 第6页
110. ↑  《路南彞族自治县志》, 第83页
111. ↑  《石林彝族自治县土地志》, 第26页
112. ↑  《中国国情丛书——百县市经济社会调查：路南卷，第68卷》, 第17页
113. 1 2  《路南彞族自治县志》, 第96页
114. 1 2 3  《石林彝族自治县概况》, 第5页
115. ↑  《石林年鉴2017》, 第195页
116. ↑  《路南彞族自治县志》, 第226页
117. ↑  《石林统计年鉴2016》, 第45页
118. ↑  《石林彝族自治县概况》, 第4页
119. 1 2  赵书勇. . 中国新闻网 (昆明). 2012-03-09  [2018-02-11]. （原始内容存档于2018-02-27）.
120. 1 2 3  《石林彝族自治县概况》, 第7页
121. 1 2  《路南彞族自治县志》, 第98页
122. 1 2  《中国国情丛书——百县市经济社会调查：路南卷，第68卷》, 第25页
123. 1 2 3 4  《路南彞族自治县志》, 第93页
124. 1 2 3  《中国国情丛书——百县市经济社会调查：路南卷，第68卷》, 第26页
125. 1 2  《路南彞族自治县志》, 第90页
126. 1 2  《中国国情丛书——百县市经济社会调查：路南卷，第68卷》, 第27页
127. 1 2  《路南彞族自治县志》, 第92页
128. 1 2 3  李俊英. . 中国日报云南记者站 (昆明). 2012-02-09  [2018-02-11]. （原始内容存档于2018-02-27）.
129. ↑  《中国国情丛书——百县市经济社会调查：路南卷，第68卷》, 第28页
130. ↑  . data.cma.cn. 国家气象信息中心.   [2017-12-02]. （原始内容存档于2018-09-05）.
131. ↑  . www.weatherbase.com. Weatherbase.   [2017-12-03]. （原始内容存档于2018-02-27）.
132. ↑  《中国国情丛书——百县市经济社会调查：路南卷，第68卷》, 第31页
133. ↑  《中国国情丛书——百县市经济社会调查：路南卷，第68卷》, 第21页
134. 1 2  《路南彞族自治县志》, 第99页
135. ↑  民国《云南省路南县志》, 第45页
136. 1 2  《路南彞族自治县志》, 第100页
137. 1 2  《石林彝族自治县概况》, 第8页
138. 1 2  《中国国情丛书——百县市经济社会调查：路南卷，第68卷》, 第36页
139. 1 2  《路南彞族自治县志》, 第101页
140. 1 2  《中国国情丛书——百县市经济社会调查：路南卷，第68卷》, 第37页
141. 1 2  《路南彞族自治县志》, 第94页
142. 1 2  宋金峪. . 羊城晚报 (广州). 2010-03-23  [2018-02-11]. （原始内容存档于2018-02-13）.
143. ↑  何俊昌. . 新华社 (北京). 2010-03-26  [2018-02-11]. （原始内容存档于2018-02-27）.
144. ↑  贾宜超. . 中国广播网昆明 (昆明). 2011-09-03  [2018-02-11]. （原始内容存档于2018-02-27）.
145. ↑  贾宜超. . 中国广播网昆明 (昆明). 2011-11-29  [2018-02-11]. （原始内容存档于2018-02-27）.
146. ↑  任东. . 中国新闻网 (北京). 2012-02-03  [2018-02-11]. （原始内容存档于2012-02-10）.
147. ↑  蔺以光. . 新华社 (北京). 2013-02-28  [2018-02-11]. （原始内容存档于2013-03-04）.
148. ↑  蒋晨; 杨颖融. . 中新社. 2010-02-10  [2018-02-11]. （原始内容存档于2014-09-03）.
149. ↑  袁雪莲; 赵大春. . 新华网云南频道 (昆明). 2012-02-08  [2018-02-11]. （原始内容存档于2018-02-27）.
150. ↑  《路南彞族自治县志》, 第562页
151. ↑  韩福云; 陈文玲; 侍伟. . 中国石林网 (石林). 2016-06-20  [2018-02-17]. （原始内容存档于2018-02-27）.
152. ↑  《路南彞族自治县志》, 第599页
153. ↑  石林县人大. . 昆明市人大常委会. 2017-02-24  [2019-06-10]. （原始内容存档于2019-09-02）.
154. ↑  《路南彞族自治县志》, 第611-619页
155. ↑  杨雁; 龙泉积; 杨炎; 李红鸾; 栗飞. . 昆明信息港 (昆明). 2017-02-28  [2018-02-17]. （原始内容存档于2018-02-27）.
156. ↑  中共昆明市委办公厅; 昆明市人民政府办公厅. . 2019-01-28.
157. ↑  《路南彞族自治县志》, 第625页
158. ↑  韩福云. . 石林彝族自治县人民政府 (石林). 2018-02-01  [2018-02-17]. （原始内容存档于2018-02-27）.
159. ↑  韩福云; 侍伟. . 凤凰新媒体-大风号-石林发布 (石林). 2018-02-08  [2018-02-17]. （原始内容存档于2018-02-27）.
160. ↑  中共昆明市委组织部. . 昆明日报 (昆明). 2018-01-24  [2018-02-17]. （原始内容存档于2018-02-27）.
161. 1 2  . 人民资讯 (昆明). 2022-01-17  [2022-02-17]. （原始内容存档于2022-12-25）.
162. ↑  《石林彝族自治县概况》, 第49页
163. ↑  石林县新闻中心. . www.chinastoneforest.com. 石林旅游网. 2006-12-15  [2018-02-18]. （原始内容存档于2018-02-27）.
164. ↑  《云南省石林彝族自治县自治条例》 第二章 第十八条
165. ↑  《云南省石林彝族自治县自治条例》 第二章 第二十条
166. ↑  《云南省石林彝族自治县自治条例》 第二章 第二十一条
167. ↑  《云南省石林彝族自治县自治条例》 第三章 第二十三条
168. ↑  《云南省石林彝族自治县自治条例》 第五章 第四十条
169. ↑  《云南省石林彝族自治县自治条例》 第六章 第四十五条
170. ↑  《中华人民共和国乡镇行政区划简册2016》，第361页
171. ↑  《石林年鉴2017》, 第44-65页
172. ↑  《中国人口普查分乡、镇、街道资料》, 表25
173. 1 2  陈文玲. . 中国石林网 (石林). 2017-01-17  [2018-02-17]. （原始内容存档于2017-07-28）.
174. 1 2  《中华人民共和国政区大典 云南卷》, 第200-209页
175. 1 2  《中国国情丛书——百县市经济社会调查：路南卷，第68卷》, 第5页
176. ↑  马标，民国《云南省路南县志》, 第15页
177. ↑  《路南彞族自治县志》, 第53页
178. ↑  《中国国情丛书——百县市经济社会调查：路南卷，第68卷》, 第6页
179. ↑  《路南彞族自治县志》, 第56页
180. ↑  《路南彞族自治县志》, 第57页
181. ↑  《中国国情丛书——百县市经济社会调查：路南卷，第68卷》, 第7页
182. ↑  《路南彞族自治县志》, 第59-62页
183. ↑  《云南省路南彝族自治县地名志》, 第5页
184. ↑  《路南彞族自治县志》, 第62-63页
185. ↑  《中国国情丛书——百县市经济社会调查：路南卷，第68卷》, 第8页
186. ↑  《中国国情丛书——百县市经济社会调查：路南卷，第68卷》, 第9页
187. ↑  《路南彞族自治县志》, 第64页
188. ↑  《中国国情丛书——百县市经济社会调查：路南卷，第68卷》, 第10页
189. ↑  《石林彝族自治县概况》, 第16页
190. ↑  《路南彞族自治县志》, 第69页
191. ↑  《中国国情丛书——百县市经济社会调查：路南卷，第68卷》, 第11页
192. ↑  《石林彝族自治县概况》, 第17页
193. 1 2  段丽元主编, 《中华人民共和国政区大典 云南卷》, 第200页
194. ↑  昆明市人民政府关于石林彝族自治县鹿阜街道析置的批复（昆政复〔2016〕72号）
195. ↑  《石林统计年鉴2016》, 第2页
196. ↑  《石林年鉴2017》, 第180页
197. ↑  . : 523页.
198. ↑  《云南统计年鉴2017》, 第566页
199. ↑  《云南统计年鉴2017》, 第538页
200. ↑  《云南统计年鉴2017》, 第542页
201. ↑  《石林统计年鉴2016》, 第8页
202. ↑  《云南统计年鉴2017》, 第546页
203. ↑  《云南统计年鉴2017》, 第548页
204. ↑  《云南统计年鉴2017》, 第552页
205. ↑  《云南统计年鉴2017》, 第554页
206. ↑  《云南统计年鉴2017》, 第558页
207. 1 2 3 4  《石林年鉴2017》, 第43页
208. ↑  《石林彝族自治县概况》, 第68页
209. ↑  《云南统计年鉴2017》, 第570页
210. ↑  《路南彝族自治县志》, 第177-184页[錨點失效]
211. ↑  《石林彝族传统文化与社会经济变迁》, 第24页
212. ↑  《路南彝族自治县志》, 第197-198页[錨點失效]
213. ↑  李丹丹. . 昆明日报 (昆明). 2017-02-07  [2018-02-26]. （原始内容存档于2018-06-22）.
214. 1 2 3 4 5 6  段丽元主编, 《中华人民共和国政区大典 云南卷》, 第196页
215. ↑  《石林统计年鉴2016》, 第4页
216. ↑  《石林彝族自治县概况》, 第81页
217. ↑  莫衍邹腊. . 昆明日报 (昆明). 2016-05-16  [2018-02-26]. （原始内容存档于2018-06-22）.
218. ↑  《石林统计年鉴2016》, 第37-39页
219. ↑  《石林统计年鉴2016》, 第39-41页
220. ↑  《石林彝族自治县概况》, 第82-85页
221. 1 2 3  段丽元主编, 《中华人民共和国政区大典 云南卷》, 第197页
222. ↑  《石林统计年鉴2016》, 第3页
223. ↑  《云南统计年鉴2017》, 第578-589页
224. ↑  浦美玲. . 云南日报 (昆明). 2016-02-01  [2018-02-26]. （原始内容存档于2016-02-02）.
225. ↑  . china.qianlong.com.   [2023-01-20]. （原始内容存档于2023-01-20）.
226. 1 2  《石林统计年鉴2016》, 石林彝族自治县行政区划图
227. ↑  . 云南网 (昆明). 2013-07-04  [2018-02-25]. （原始内容存档于2018-06-22）.
228. ↑  张星云. . 欧洲时报 (巴黎). 2014-07-01  [2018-02-25]. （原始内容存档于2018-02-27）.
229. ↑  侍伟; 赵庆来. . 中国石林网 (石林). 2013-08-02  [2018-02-25]. （原始内容存档于2018-02-27）.
230. 1 2  段丽元主编, 《中华人民共和国政区大典 云南卷》, 第199页
231. ↑  王瑞芝, 《中国腐乳酿造》
232. ↑  莫衍邹腊. . 昆明日报 (昆明). 2017-03-27  [2018-02-26]. （原始内容存档于2018-06-22）.
233. ↑  . www.gov.cn. 中国政府网. 2014-05-27  [2018-02-26]. （原始内容存档于2014-05-30）.
234. ↑  林晓君. . 海南日报 (海口). 2017-11-29  [2018-02-26]. （原始内容存档于2018-02-27）. 经过国家工商行政管理总局商标局的形式审查、实质审查、初审公告和商标公告，符合地理标志证明商标的申请条件和要求，被核准为国家地理标志证明商标。
235. ↑  《路南彝族自治县志》, 第298页[錨點失效]
236. 1 2  《石林统计年鉴2016》, 第52页
237. ↑  《云南统计年鉴2017》, 第594页
238. ↑  《石林彝族自治县概况》, 第94-103页
239. ↑  《云南统计年鉴2017》, 第598页
240. ↑  《石林统计年鉴2016》, 第5页
241. ↑  《石林统计年鉴2016》, 第53页
242. ↑  石林县圭山镇党委. . 新华社云南 (昆明). 2017-12-14  [2018-02-25]. （原始内容存档于2017-12-14）.
243. 1 2  杨理锐. . 都市时报 (昆明). 2017-01-18  [2018-02-24]. （原始内容存档于2018-02-27）.
244. ↑  《云南统计年鉴2017》, 第560页
245. ↑  《石林统计年鉴2016》, 第100-103页
246. ↑  《云南统计年鉴2017》, 第562页
247. ↑  田东山、王明东. . 社会主义论坛. 2016, (10): 44-45  [2018-06-22]. （原始内容存档于2018-06-22）.
248. ↑  王琳. . 都市时报 (昆明). 2012-11-08  [2018-02-25]. （原始内容存档于2013-06-24）.
249. 1 2 3 4  段丽元主编, 《中华人民共和国政区大典 云南卷》, 第198页
250. ↑  . 昆明日报 (昆明). 2013-07-10  [2018-02-27]. （原始内容存档于2018-02-27）.
251. ↑  . www.ctha.com.cn. 中国旅游饭店业协会. 2017-05-21  [2018-02-27]. （原始内容存档于2018-02-27）.
252. ↑  马标，民国《云南省路南县志》, 第58页
253. 1 2  《中国国情丛书——百县市经济社会调查：路南卷，第68卷》, 第87页
254. ↑  《路南彞族自治县志》, 第105页
255. ↑  《路南彞族自治县志》, 第103页
256. 1 2  《石林统计年鉴2016》, 第42页
257. ↑  国务院第七次全国人口普查领导小组办公室. . 北京: 中国统计出版社. 2022. ISBN 978-7-5037-9772-9.
258. 1 2  石林彝族自治县统计局. . 石林彝族自治县人民政府. 2021-07-03  [2023-01-11]. （原始内容存档于2023-01-11）.
259. ↑  《路南彞族自治县志》, 第103-106页
260. ↑  《中国国情丛书——百县市经济社会调查：路南卷，第68卷》, 第88-89页
261. ↑  . www.stats.gov.cn. 中华人民共和国国家统计局.   [2018-02-19]. （原始内容存档于2017-07-22）.
262. ↑  《2010云南省人口普查资料（上册）》, 第2页
263. 1 2  《2010云南省人口普查资料（上册）》, 第101-121页
264. ↑  《2010云南省人口普查资料 上册》, 第104页
265. 1 2 3  《路南彞族自治县志》, 第120页
266. 1 2  《中国国情丛书——百县市经济社会调查：路南卷，第68卷》, 第61页
267. 1 2  《路南彞族自治县志》, 第137页
268. ↑  《中国国情丛书——百县市经济社会调查：路南卷，第68卷》, 第62页
269. ↑  《路南彞族自治县志》, 第143页
270. ↑  《石林彝族自治县概况》, 第12页
271. ↑  《路南彞族自治县志》, 第147页
272. ↑  《石林统计年鉴2016》, 第7页
273. 1 2  朱永发; 符之文. . 石林县新闻办 (石林). 2018-01-05  [2018-06-10]. （原始内容存档于2018-06-22）.
274. ↑  . 石林彝族自治县人民政府. 2022-11-17  [2023-01-06]. （原始内容存档于2023-01-06）.
275. ↑  . www.chinastoneforest.com. 石林彝族自治县政务公众信息网. 2011-06-16  [2018-02-20]. （原始内容存档于2017-07-20）.
276. ↑  《中国国情丛书——百县市经济社会调查：路南卷，第68卷》, 第507页
277. ↑  《路南彞族自治县志》, 第126页
278. ↑  《中国国情丛书——百县市经济社会调查：路南卷，第68卷》, 第509页
279. 1 2  《中国国情丛书——百县市经济社会调查：路南卷，第68卷》, 第505页
280. ↑  《中国国情丛书——百县市经济社会调查：路南卷，第68卷》, 第499-500页
281. 1 2  《中国国情丛书——百县市经济社会调查：路南卷，第68卷》, 第500页
282. 1 2  《路南彞族自治县志》, 第138页
283. 1 2  《石林彝族自治县概况》, 第9页
284. 1 2  《路南彞族自治县志》, 第121页
285. ↑  《中国国情丛书——百县市经济社会调查：路南卷，第68卷》, 第64页
286. ↑  《中国国情丛书——百县市经济社会调查：路南卷，第68卷》, 第65页
287. ↑  《路南彞族自治县志》, 第122页
288. ↑  《路南彞族自治县志》, 第127页
289. ↑  《路南彞族自治县志》, 第132页
290. ↑  《路南彞族自治县志》, 第129页
291. ↑  《中国国情丛书——百县市经济社会调查：路南卷，第68卷》, 第66页
292. ↑  《中国国情丛书——百县市经济社会调查：路南卷，第68卷》, 第67-68页
293. ↑  《中国国情丛书——百县市经济社会调查：路南卷，第68卷》, 第68-69页
294. ↑  《石林文物志》, 第52页
295. 1 2  《石林文物志》, 第54页
296. 1 2  《石林彝族自治县概况》, 第212-213页
297. ↑  《路南彞族自治县志》, 第791页
298. ↑  . tv.cntv.cn. 央视网.   [2018-02-23]. （原始内容存档于2018-02-27）.
299. ↑  《中国国情丛书——百县市经济社会调查：路南卷，第68卷》, 第493-494页
300. ↑  . www.yizuren.com. 彝族人网.   [2018-02-23]. （原始内容存档于2018-02-27）.
301. ↑  《路南彞族自治县志》, 第818页
302. ↑  《石林彝族自治县概况》, 第215页
303. ↑  《中国国情丛书——百县市经济社会调查：路南卷，第68卷》, 第487页
304. ↑  《石林年鉴 2006》, 第16页
305. ↑  《中国国情丛书——百县市经济社会调查：路南卷，第68卷》, 第487-488页
306. ↑  韩福云. . www.chinastoneforest.com. 中国石林网. 2011-03-11  [2018-02-23]. （原始内容存档于2013-01-31）.
307. 1 2  国务院办公厅. . www.gov.cn. 中国政府网. 2008-06-14  [2018-02-25]. （原始内容存档于2017-11-29）.
308. ↑  《路南彞族自治县志》, 第802页
309. ↑  李宣康. . 《大众文艺》. 2010年9月, 17: 277–278. doi:10.3969/j.issn.1007-5828.2010.17.235.
310. ↑  远程. . 《中国民族》. 2001年9月, (9): 19.
311. 1 2  谭江华. . 春城晚报 (昆明). 2014-11-27  [2018-02-23]. （原始内容存档于2018-02-27）.
312. ↑  . 搜狐体育讯 (北京). 2008-08-24  [2018-02-23]. （原始内容存档于2008-09-13）.
313. ↑  . 新华网 (北京). 2009-05-26  [2018-02-23]. （原始内容存档于2018-02-27）.
314. ↑  《中国国情丛书——百县市经济社会调查：路南卷，第68卷》, 第490-491页
315. ↑  《路南彞族自治县志》, 第803-804页
316. ↑  《中国国情丛书——百县市经济社会调查：路南卷，第68卷》, 第492页
317. 1 2  《路南彞族自治县志》, 第843-844页
318. ↑  . www.chinastoneforest.com. 石林世界自然遗产网.   [2018-02-24]. （原始内容存档于2018-02-27）.
319. ↑  《石林彝族自治县概况》, 第237页
320. 1 2 3  《石林彝族自治县概况》, 第240页
321. ↑  《石林彝族自治县概况》, 第241页
322. ↑  蒋庆江. . 《运动》. 2014年, 11.
323. ↑  《路南彞族自治县志》, 第123-125页
324. 1 2  . 云南日报网 (昆明). 2006-01-28  [2018-02-24]. （原始内容存档于2013-03-12）.
325. ↑  石林管理局市场处. . 新浪旅游. 2017-07-17  [2018-02-24]. （原始内容存档于2017-07-17）.
326. ↑  胡超. . 新华社 (北京). 2017-07-18  [2018-02-24]. （原始内容存档于2018-02-27）.
327. ↑  《路南彞族自治县志》, 第124页
328. ↑  《石林彝族自治县概况》, 第200页
329. ↑  《中国国情丛书——百县市经济社会调查：路南卷，第68卷》, 第349页
330. 1 2  《路南彞族自治县志》, 第720页
331. ↑  《路南彝族自治县教育志》, 第155页
332. ↑  《路南彞族自治县志》, 第726页
333. 1 2  《中国国情丛书——百县市经济社会调查：路南卷，第68卷》, 第350页
334. ↑  《路南彞族自治县志》, 第721页
335. ↑  《中国国情丛书——百县市经济社会调查：路南卷，第68卷》, 第352页
336. ↑  《石林统计年鉴2016》, 第18-20页
337. ↑  . www.seac.gov.cn. 中华人民共和国国家民族事务委员会. 2012-04-19  [2018-02-24]. （原始内容存档于2012-05-04）.
338. ↑  莫衍邹腊. . 昆明日报 (昆明). 2017-07-17  [2018-02-25]. （原始内容存档于2018-07-19）.
339. ↑  《石林彝族自治县概况》, 第243页
340. ↑  《石林彝族自治县卫生志》, 第29页
341. ↑  《石林统计年鉴2016》, 第22-23页
342. ↑  《石林年鉴2017》, 第268页
343. ↑  《路南彞族自治县志》, 第415页
344. ↑  《石林彝族自治县概况》, 第116页
345. ↑  《石林年鉴2017》, 第252页
346. ↑  《路南彞族自治县志》, 第424页
347. ↑  《路南彞族自治县志》, 第425-426页
348. ↑  《石林彝族自治县概况》, 第234页
349. ↑  石林发布. . 搜狐网. 2019-04-03  [2024-05-19]. （原始内容存档于2024-05-19）.
350. ↑  《路南彞族自治县志》, 第225页
351. ↑  《中国国情丛书——百县市经济社会调查：路南卷，第68卷》, 第396页
352. ↑  《石林彝族自治县概况》, 第212页
353. ↑  《路南彞族自治县志》, 第404页
354. ↑  《石林彝族自治县概况》, 第112页
355. ↑  《云南公路史》第二册 现代公路, 第279-286页
356. 1 2  《石林彝族自治县概况》, 第113页
357. ↑  秦晴. . 新华社. 2003-11-17  [2018-02-24]. （原始内容存档于2003-12-05）.
358. ↑  廖拓溪. . 昆明信息港 (昆明). 2016-05-17  [2018-02-24]. （原始内容存档于2018-02-27）.
359. ↑  云南新闻联播. . 央视网. 2016-12-03  [2018-02-24]. （原始内容存档于2018-02-27）.
360. ↑  李超. . 云南网 (昆明). 2016-04-02  [2018-02-25]. （原始内容存档于2016-04-12）.
361. ↑  《石林统计年鉴2016》, 第88页
362. ↑  . 中华人民共和国商务部 (北京). 2011-04-26  [2018-02-24]. （原始内容存档于2018-02-27）.
363. ↑  肖晴; 蔡晓磊. . 昆明日报 (昆明). 2012-07-19  [2018-02-24]. （原始内容存档于2018-02-27）.
364. ↑  《石林年鉴2017》, 第251页
365. 1 2 3  《石林统计年鉴2016》, 第6页
366. ↑  《石林年鉴2017》, 第167页
367. ↑  《石林年鉴2017》, 第166页
368. 1 2  《石林彝族自治县概况》, 第108-109页
369. ↑  《石林彝族自治县志1989—2000》, 第14页
370. ↑  《石林年鉴2017》, 第250页
371. ↑  周音. . 中新社 (北京). 2016-12-25  [2018-02-24]. （原始内容存档于2016-12-26）.
372. ↑  张梦曦. . 昆明日报 (昆明). 2016-12-28  [2018-02-26]. （原始内容存档于2018-07-19）.
373. ↑  龙泉积. . 昆明信息港 (昆明). 2016-12-16  [2018-02-24]. （原始内容存档于2017-01-06）.
374. ↑  张梦曦. . 云南网 (昆明). 2016-10-31  [2018-02-24]. （原始内容存档于2016-11-01）.
375. ↑  张勇. . 云南网 (昆明). 2017-01-05  [2018-02-26]. （原始内容存档于2018-07-19）.
376. ↑  张勇. . 云南网 (昆明). 2017-09-04  [2018-02-24]. （原始内容存档于2018-07-19）.
377. ↑  杨质高. . 云南网 (昆明). 2017-12-16  [2018-02-25]. （原始内容存档于2018-07-19）.
378. ↑  《石林彝族自治县交通志》, 第83页
379. ↑  殷雷. . 昆明日报 (昆明). 2017-08-19  [2018-02-24]. （原始内容存档于2017-08-19）.
380. ↑  . www.ynhouse.com.   [2023-01-20]. （原始内容存档于2023-01-20）.
381. ↑  《石林彝族自治县概况》, 第94页
382. ↑  《石林彝族自治县概况》, 第95页
383. ↑  李继洪. . 春城晚报 (昆明). 2009-08-26  [2018-02-25]. （原始内容存档于2018-02-27）.
384. ↑  王淑娟. . 云南省科学技术厅 (昆明). 2010-06-13  [2018-02-25]. （原始内容存档于2013-01-29）.
385. ↑  . 索比光伏网 (北京). 2017-05-03  [2018-02-25]. （原始内容存档于2018-02-27）.
386. 1 2 3  《石林年鉴2017》, 第44页
387. ↑  《石林统计年鉴2016》, 第87页
388. ↑  《石林统计年鉴2016》, 第84-85页
389. ↑  《石林文物志》, 第44页
390. 1 2 3  《云南石林旧志集成》>>乾隆《路南州志》, 第203页
391. ↑  《中国国情丛书——百县市经济社会调查：路南卷，第68卷》, 第4页
392. ↑  吴映梅. . 云南师范大学硕士研究生毕业论文. 2000年3月.
393. ↑  《石林年鉴2017》, 第257页
394. ↑  黄杰. . 云南大学研究生学位论文. 2011年: 16.
395. ↑  李玉辉,
 《地质公园研究》, 第114页
396. ↑  莫衍邹腊. . 昆明日报 (昆明). 2017-01-28  [2018-02-26]. （原始内容存档于2018-02-27）.
397. ↑  . www.gov.cn. 中国政府网.   [2018-07-19]. （原始内容存档于2018-07-07）.
398. 1 2  《路南彞族自治县志》, 第862-876页
399. ↑  . www.ynta.gov.cn. 云南省旅游局.   [2018-02-25]. （原始内容存档于2017-01-18）.
400. 1 2  李思凡. . 昆明日报 (昆明). 2018-02-11  [2018-02-25]. （原始内容存档于2018-02-11）.
401. ↑  昆明信息港. . xw.kunming.cn.   [2018-06-22]. （原始内容存档于2018-06-22）.
402. ↑  . 新华网云南 (昆明). 2018-02-10  [2018-02-25]. （原始内容存档于2018-02-27）.
403. ↑  . www.zgjqdh.com. 新浪城市节庆. 2013-06-28  [2018-02-25]. （原始内容存档于2016-08-04）.
404. ↑  袁雪莲. . 新华社昆明 (昆明). 2016-07-27  [2018-02-24]. （原始内容存档于2018-02-27）.
405. ↑  石林风景名胜区管理局办公室 旅游服务处. . 石林旅游网 (石林). 2015-08-09  [2018-02-25]. （原始内容存档于2018-02-27）.
406. ↑  余红. . 云南日报 (昆明). 2013-01-11  [2018-02-28]. （原始内容存档于2018-03-01）.
407. ↑  赵岗. . 云南网 (昆明). 2013-04-18  [2018-02-28]. （原始内容存档于2018-03-01）.
408. ↑  . 《清华大学学报(哲学社会科学版)》. 2008年, 5: 158.
409. ↑  . 《中国经济史研究》. 2008年, 2: 93.

## 延伸阅读
- 《路南彝族自治县志》
- 《石林彝族自治县志 1989-2000》
- 《百县市经济社会调查 路南卷》（页面存档备份，存于）
- 《石林彝族自治县概况》